# Livry-Gargan
Pour les articles homonymes, voir Livry et Gargan.
Livry-Gargan (anciennement Livry-en-Aulnoye) est une commune située dans le département de la Seine-Saint-Denis, en région Île-de-France, à environ quinze kilomètres au nord-est du centre de Paris.
Ses habitants sont appelés les Livryens.

## Géographie

### Localisation
La commune de Livry-Gargan se trouve dans le département de la Seine-Saint-Denis, au Nord-Est de la région Île-de-France à 12 km de Paris et à proximité de deux pôles de développement économique : Roissy au Nord (10 km) et Marne-la-Vallée au Sud (11 km)..
Elle se situe à 7,91 km par la route de Bobigny, préfecture du département, et à 2,95 km du Raincy
Livry-Gargan s’étend des Pavillons-sous-Bois à Vaujours du sud-ouest au nord-est sur 2,8 kilomètres et d’Aulnay-sous-Bois à Clichy-sous-Bois du nord-ouest au sud-est. La commune est bâtie sur le flanc septentrional du coteau gypseux portant la forêt de Bondy et s’étend au nord vers la partie méridionale de la plaine de France, aujourd’hui largement urbanisée.
La ville est bordée à l’Ouest par le canal de l’Ourcq et à l’Est par les coteaux de l’Aulnoye et le plateau de Clichy-sous-Bois vers Montfermeil et est située sur l’ex-RN3 qui relie Paris par la porte de Pantin à Meaux, elle donc est la première commune en agglomération que l’on rencontre en venant de l’Est francilien.
| Aulnay-sous-Bois        | Sevran           | Vaujours         |
| Les Pavillons-sous-Bois | Livry-Gargan     | Coubron          |
| Le Raincy               | Clichy-sous-Bois | Clichy-sous-Bois |

### Géologie et relief
La commune se situe au sein du Bassin parisien, vaste cuvette composée d’un empilement de couches sédimentaires d’origines essentiellement détritiques (issus de l’érosion d’anciennes chaînes de montagnes) et carbonatées (précipitation de carbonate de calcium). Ces dépôts s'étagent du Trias (- 250 millions d’années) au Pliocène (- 23 millions d’années) et se font surtout en contexte marin, mais aussi en milieu lacustre. Les successions de périodes glaciaires et interglaciaires au Quaternaire aboutissent à la configuration géomorphologique actuelle : altération plus ou moins profonde des roches en place, terrasses alluviales anciennes,.
Livry-Gargan comporte, au Nord, une plaine qui représente la fin de la plaine de France et au Sud, des collines qui constituent le rebord du plateau de Clichy-sous-Bois, du Raincy et de Montfermeil. La ville est l'une des plus étendues des environs de Paris, avec une superficie de la commune de 738 hectares. Elle est une ville faiblement accidentée entre 55 mètres et 85 mètres permettant un développement communal. relativement homogène, exception faite des coteaux des massifs de l’Aulnoye. L’altitude moyenne à Livry-Gargan est de 55 mètres au Nord-Ouest et sur le canal de l’Ourcq. La ville culmine au Sud-Est à 120 mètres avec une côte de 126 mètres limitrophe de la forêt de Bondy.

Livry-Gargan est recouverte en partie sur son territoire de dépôts accumulés, utilisées comme décharge des anciennes carrières de gypses ainsi que de colluvions polygéniques marno-gypseuses et de limons des plateaux ; l’épaisseur de ces formations peut atteindre les 11,5 mètres.
« Le territoire communal comprend des formations s’étendant du Stampien inférieur « sannoisien » (G1b) : formation de Brie (argile, meulière et calcaire) au Bartonien supérieur, Ludien moyen et inférieur (E7aG) : masses et marnes du gypse. L’épaisseur peut atteindre environ 65 mètres. »
— Ville de Livry-Gargan, Plan local d'urbanisme (PLU), 2015.

#### Carrières souterraines et à ciel ouvert
En Seine-Saint-Denis, le gypse est encore exploité à Vaujours (à ciel ouvert) et à Clichy-sous-Bois (en souterrain), les autres carrières sont abandonnées. Dans la région, les formations gypseuses exploitées se présentent sous la forme de couches horizontales en barres superposées séparées par des barres marneuses. Exploitées avant les décrets du code minier de 1971, les exploitations n’ont pas été assujetties aux mesures de réaménagement.
A la fin du XIXe siècle, le gypse est extrait en quatre exploitations (en carrières de surface et souterraines) d'ouest en est, soit :
- La carrière de La Barrière, avenue Alfred-Thomas et rue Jules-Vallès, fermée dans les années 1920 ;
- La carrière de La Glaisière (ou carrière de Livry), route de Vaujours, fermée dans les années 1920 ;
- La carrière des Hochailles ;
- La carrière du Châtinet ;

Ces carrières bénéficiaient de voies ferrées privées pour amener le plâtre notamment jusqu’au Canal de l’Ourcq en 1815. L’exploitation des carrières a cessé dans les années 1950. La carrière de La Barrière appartenait à Julien Leclaire père & fils puis elle est rachetée par la Société Lecouffe & Cie (dite Société des Plâtrières de la Garenne) avant 1896 au plus tard. Elle aurait fermé dans les années 1920.
La carrière de La Glaisière, avec usine et carrière, un réseau Decauville (wagonnet) a été mis en place pour amener la pierre entre la carrière et l'usine. Une extension a été effectuée avec l'ouverture d'une seconde carrière au sud. Les carrières voisines des Hochailles et Le Châtinet étaient couplées à trois usines dédiées à l’exploitation (gypse et glaises). Elles étaient également desservies par un réseau Decauville fluctuant à travers les époques, le tracé passait un temps sous le Chemin de Vaujours.
L'ancienne carrière de gypse de Livry, relativement petite est divisée en deux parties l'une de 14 hectares à ciel ouvert et l'autre de 32 hectares en galeries. La carrière est située en limite du parc Georges-Pompidou. Un risque de mouvement de terrain du site n'est pas négligeable avec une exploitation souterraine irrégulière avec un gypse particulièrement tendre et friable. En surface, une grande variété de milieux naturels coexistent : des falaises de gypses et de marnes blanches, des pentes boisées, des dépressions sur marnes vertes, des prairies sèches sur marnes blanches, des talus à sous-sol de calcaire de Brie, des bois, des mares, des friches et lisières.
La carrière souterraine de gypse de Bernouille est située sur les communes de Coubron, Livry-Gargan et Vaujours et a une superficie de 82 hectares, elle alimente depuis 2004 l’usine de Vaujours pour un tiers et extrait 500 000 tonnes de gypse par an. Les réserves de gypse arrivant à épuisement, un arrêté préfectoral du 15 avril 2019 agrandit le périmètre d’exploitation vers le Sud, il est valable jusqu’en décembre 2033,.

### Hydrographie

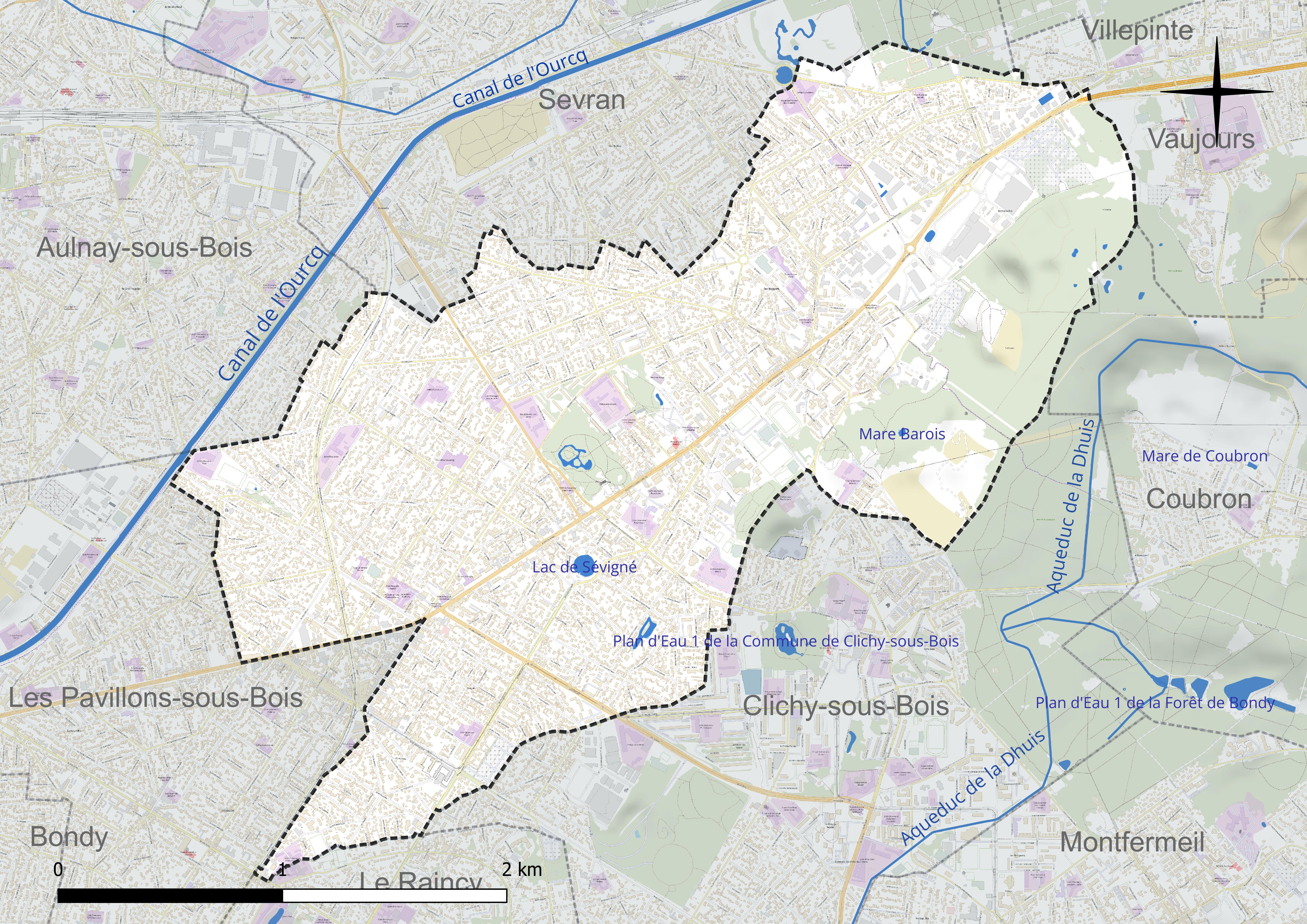
Réseau hydrographique de Livry-Gargan.

La ville a sur son territoire plusieurs bassins versants, le bassin versant dit de la « Molette » sur une majeure partie de la commune et celui de la « Morée ». Livry-Gargan disposait anciennement sur son réseau de plusieurs rus.
Le ru du Rouailler est canalisé et est raccordé au réseau d’assainissement, il fait transiter les eaux pluviales entre le lac de Sévigné et l'étang Verchain jusqu’au canal de l’Ourcq.
Une infrastructure de rétention et de filtrage des eaux pluviales, dit bassin du Rouailler, situé dans le parc Pierre-Bérégovoy est en fonctionnement depuis l'été 2019 après 8 ans de travaux et est inaugurée le 9 octobre 2019, il a pour objectif l'amélioration de la qualité de l'eau du canal de l'Ourcq et de la Seine ainsi que la lutte contre les inondations en ville notamment en vue des Jeux Olympiques de 2024. Le bassin est constitué d'un collecteur d'eaux pluviales avec une cuve d'une capacité de 26 000 m3 soit de 55 mètres de diamètre sur 16 mètres de profondeur, sa construction faisant suite au « plan investissement bassins » voté par le département en septembre 2018, il est ainsi le deuxième plus grand du département. Parallèlement, la ville de Livry-Gargan signe avec l’État et d'autres collectivités territoriales un protocole d’engagement visant à améliorer la qualité de l’eau pour rendre la Seine et la Marne baignables,,.

#### Zones humides
Sur Livry-Gargan, les zones humides sont principalement situées sur le versant des coteaux, ainsi qu'au niveau des points d’eau du parc de la Mairie et du Parc Lefebvre (artificiels) qui sont classés en classe 3 (probabilité de la présence d’une zone humide) et 5 (représentant des zones en eau mais non humides). Des prospections pédologiques ont confirmé le caractère humide du pourtour du plan d’eau du parc Lefèvre et de la bordure ouest du plan d’eau du parc de la Mairie et ont démontré des figures d'oxydoréduction à moins de 50 cm de la surface. Le Schéma régional de cohérence écologique (SRCE) relève le caractère fonctionnel des zones humides situées dans le massif de l’Aulnoye. Le caractère humide des abords du canal de l’Ourcq n’est pas confirmé.

#### Hydrogéologie
Dans la plaine de France sur le territoire communal, il existe deux aquifères principaux en termes de nappes :
- l’Eocène supérieur, comportant le calcaire de Saint-Ouen et les sables de Beauchamp ;
- l’Eocène inférieur et moyen, avec l’ensemble des marnes et Caillasses, du calcaire grossier et des sables de l’Yprésien.

#### Eaux superficielles
La commune dispose de différents plans d'eau, :
- L’étang Verchain (privé).
- Le bassin du Parc Lefèvre.
- Le bassin du Parc de la Mairie.
- Plusieurs mares, sauvage au parc des Friches et sur le chemin de Vaujours.

#### Lac de Sévigné
Quatre sources aux vertus thérapeutiques ont été mises au jour en 1864 au lac de Sévigné. La municipalité demande en 1912 son classement en station thermale en 1912, ce qui lui est refusé. Le lac est aujourd'hui transformé en bassin de retenue afin de régulariser les débits à l’aval du cours du Rouailler.

### Climat
Le climat qui caractérise la commune est, en 2010, qualifié de « climat océanique dégradé des plaines du Centre et du Nord », selon la typologie des climats de la France définie en 2010 qui compte huit types de climats en métropole. En 2020, la commune ressort du type « climat océanique » dans la classification établie par Météo-France, qui ne compte désormais, en première approche, que cinq grands types de climats en métropole. Il se traduit par des températures douces et une pluviométrie relativement abondante (en liaison avec les perturbations venant de l'Atlantique), répartie tout au long de l'année avec un léger maximum d'octobre à février.
Les paramètres climatiques qui ont permis d’établir la typologie de 2010 comportent six variables pour les températures et huit pour les précipitations, dont les valeurs correspondent aux données mensuelles sur la normale 1971-2000. Les sept principales variables caractérisant la commune sont présentées dans l'encadré ci-contre.
Avec le changement climatique, ces variables ont évolué. Une étude réalisée en 2014 par la direction générale de l'Énergie et du Climat prévoit en effet que la température moyenne devrait croître et la pluviométrie moyenne baisser, avec toutefois de fortes variations régionales. Ces changements peuvent être constatés sur la station météorologique de Météo-France la plus proche, « Roissy Charles-de-Gaulle », dans la commune de Roissy-en-France, où la température moyenne annuelle est de 11,6 °C et la hauteur de précipitations de 693,6 mm pour la période 1981-2010,.
La localisation de la commune au sein de l'urbanisation très dense de l'agglomération parisienne entraîne une très légère élévation de la température d'un ou deux degrés en fonction des conditions climatiques par rapport aux zones rurales d'Île-de-France, en particulier par temps calme et anticyclonique. Cet écart est particulièrement notable au lever du jour, et a tendance à s'accentuer au fil des années. La température moyenne annuelle est de 11,6 °C, le mois le plus le froid est celui de janvier avec une température moyenne de 4,2 °C et un record à −22,4 °C en février 1983 ; les mois les plus chauds étant ceux de juillet et août, avec une moyenne journalière de 19,7 °C et 19,5 °C et un record en août 2003 de 39 °C puis de 41,4 °C en 2019. Sur l'année, le nombre moyen de jours où la température dépasse 25 °C est de 43, dont 9 au-delà de 30 °C. Au Bourget, depuis 1955, la durée moyenne annuelle d'ensoleillement est de 1 719 heures.
On compte à Livry-Gargan entre 15 et 20 jours sans dégel, avec de la glace au sol ou de neige et des épisodes de chaleur avec des records. Une augmentation substantielle depuis plusieurs années des moyennes minimales et maximales est relevée.
| Mois                                  | jan.       | fév.       | mars      | avril     | mai       | juin      | jui.       | août      | sep.      | oct.      | nov.      | déc.     | année      |
| ------------------------------------- | ---------- | ---------- | --------- | --------- | --------- | --------- | ---------- | --------- | --------- | --------- | --------- | -------- | ---------- |
| Température minimale moyenne (°C)     | 1,8        | 1,7        | 4,2       | 6,1       | 9,8       | 12,6      | 14,6       | 14,5      | 11,8      | 8,9       | 4,9       | 2,4      | 7,8        |
| Température moyenne (°C)              | 4,2        | 4,7        | 7,9       | 10,5      | 14,3      | 17,3      | 19,7       | 19,5      | 16,2      | 12,4      | 7,6       | 4,7      | 11,6       |
| Température maximale moyenne (°C)     | 6,6        | 7,7        | 11,6      | 14,9      | 18,9      | 22        | 24,7       | 24,6      | 20,7      | 16        | 10,3      | 7        | 15,4       |
| Record de froid (°C) date du record   | −17,8 1985 | −22,4 1983 | −9,1 2013 | −8,7 2009 | 0 2006    | −6 1976   | −10,7 2000 | −4,7 2000 | −10 1977  | −3,1 1985 | −8,1 1998 | −11 1978 | −22,4 1983 |
| Record de chaleur (°C) date du record | 16 2003    | 20,5 2019  | 23,5 1989 | 28,6 2018 | 31,9 2005 | 36,5 2011 | 41,4 2019  | 39 2003   | 34,4 2020 | 28,9 2011 | 21,2 2015 | 20 1977  | 41,4 2019  |
| Précipitations (mm)                   | 58         | 46         | 55,8      | 52        | 65,9      | 57,2      | 61,2       | 51,8      | 53,8      | 67,9      | 56,5      | 67,5     | 693,6      |

### Milieux naturels et biodiversité

#### Sites Natura 2000
Le réseau Natura 2000 est un réseau écologique européen de sites naturels d’intérêt écologique élaboré à partir des Directives « Habitats » et « Oiseaux ». Ce réseau est constitué de Zones Spéciales de Conservation (ZSC) et de Zones de Protection Spéciale (ZPS). Dans les zones de ce réseau, les États Membres s'engagent à maintenir dans un état de conservation favorable les types d'habitats et d'espèces concernés, par le biais de mesures réglementaires, administratives ou contractuelles. L'objectif est de promouvoir une gestion adaptée des habitats tout en tenant compte des exigences économiques, sociales et culturelles, ainsi que des particularités régionales et locales de chaque État Membre. Les activités humaines ne sont pas interdites, dès lors que celles-ci ne remettent pas en cause significativement l’état de conservation favorable des habitats et des espèces concernés. Le site Natura 2000 en Ile-de-France se constitue de 15 entités (parcs et forêts). Le seul site Natura 2000 présents sur le territoire communal de Livry-Gargan est :
- le parc forestier de la Poudrerie, seul site Natura 2000 français situé dans une zone dense dont 5 ha sont situés à Livry-Gargan sur 140 ha d'espace boisé. Le classement de ce site est réalisé par arrêté par décret le 21 avril 1994 comme « Parc forestier de Sevran et ses abords » puis le 26 avril 2006 et constitue une zone de protection spéciale (ZPS) due à la présence de trois espèces protégées : le martin-pêcheur d’Europe, le pic noir et le pic Mar[PLU 5],[22] ont également été observées les espèces suivantes : le blongios nain, la bondrée apivore, le busard cendré, le busard Saint-Martin, le butor étoilé, la gorgebleue à miroir, le hibou des marais et la Pie-grièche écorcheur[23]. Cette partie livryenne de la ZPS est la propriété du Ministère de la Défense, du Ministère de l'Écologie et de quelques propriétaires privés. Il existe un projet de réhabilitation de trois mares, des buttes forestières et des merlons, et de création de la Maison de l’Oiseau[24].

Sélection de représentants de l'avifaune de la zone Natura 2000 « Parc forestier de la Poudrerie ».
Martin-pêcheur d'Europe
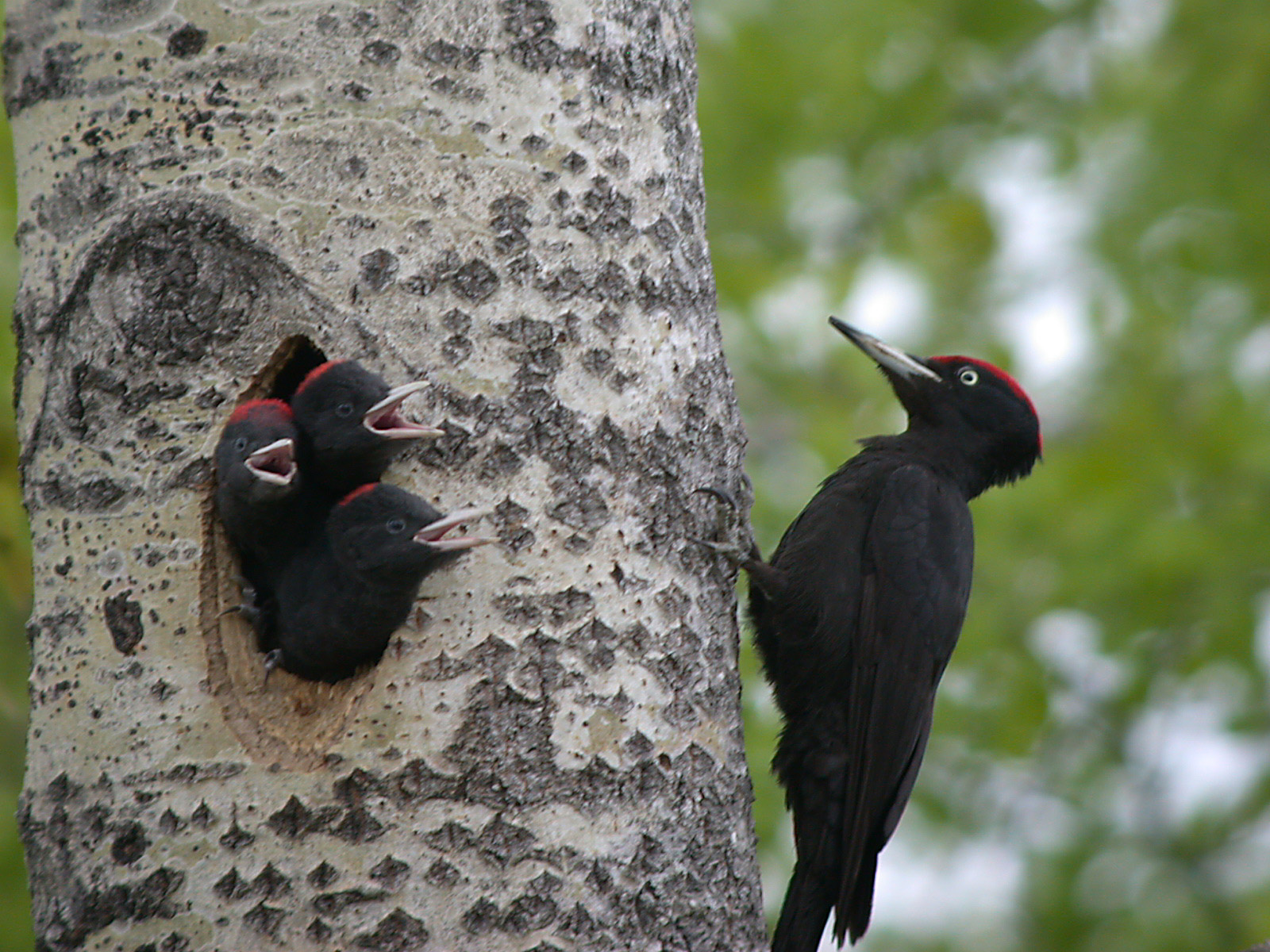
Pic noir
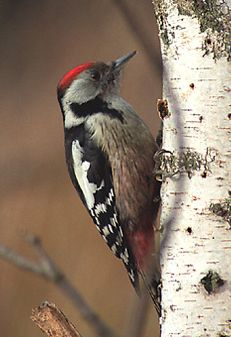
Pic mar
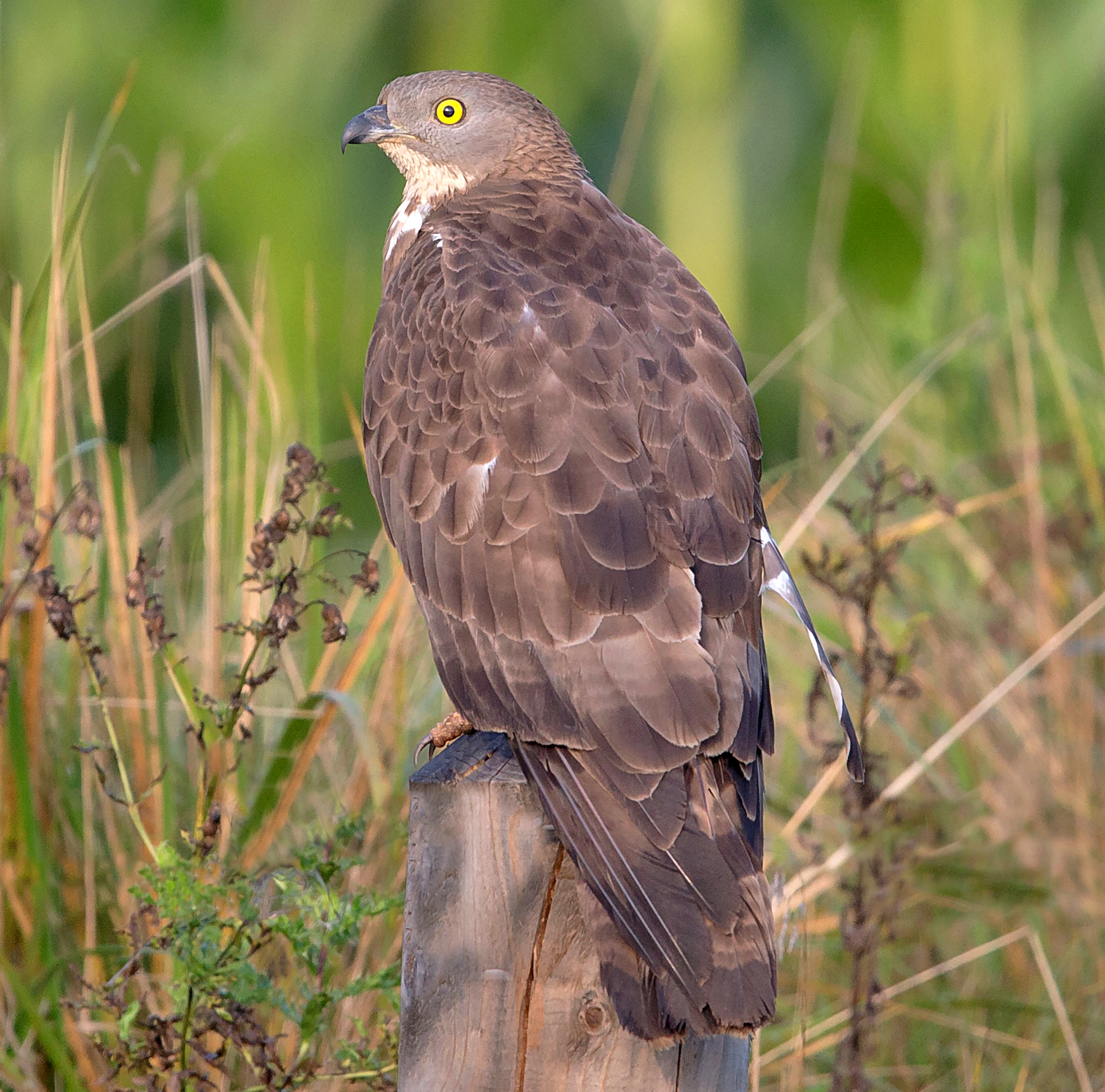
Bondrée apivore
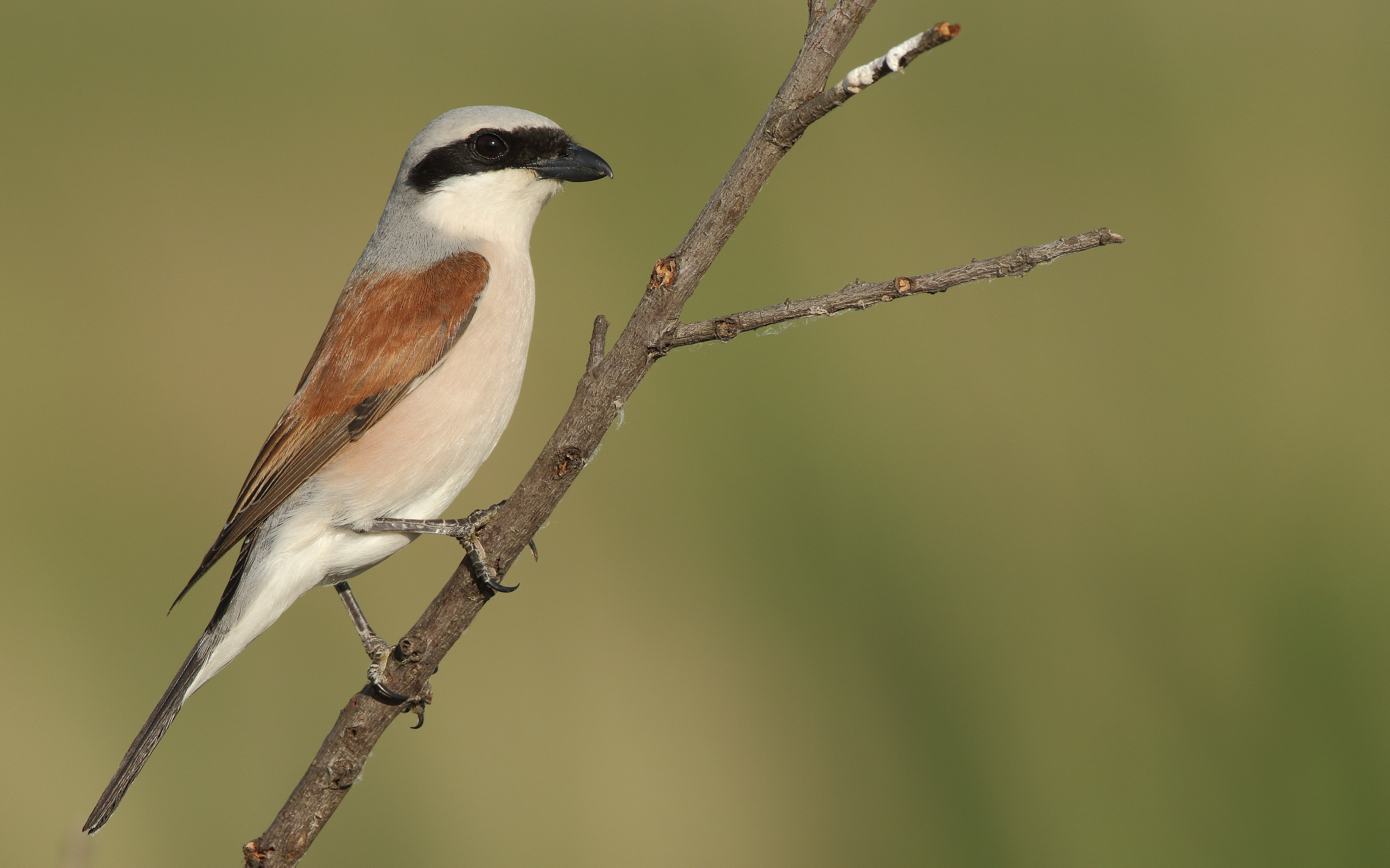
Pie-grièche écorcheur
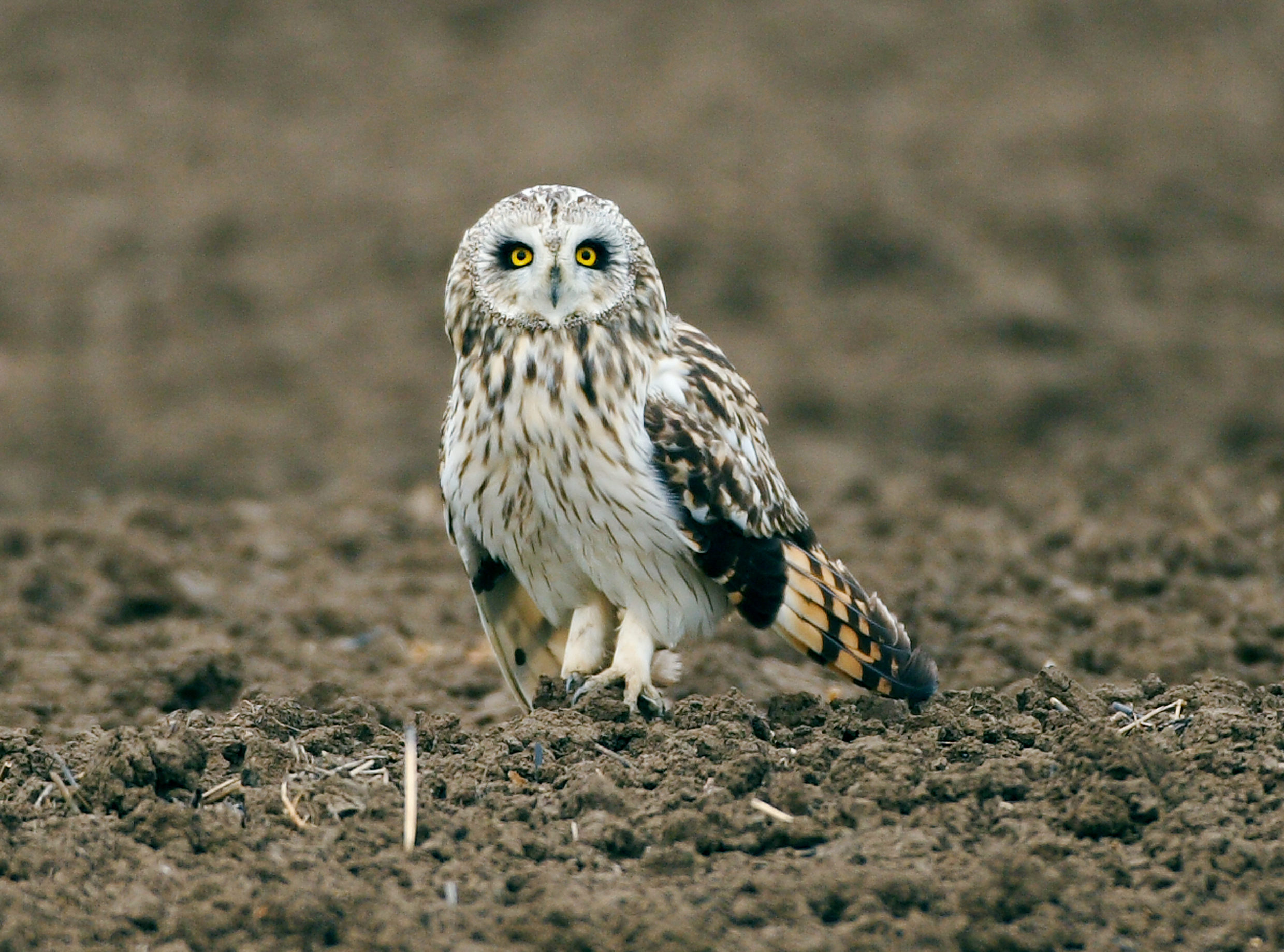
Hibou des marais
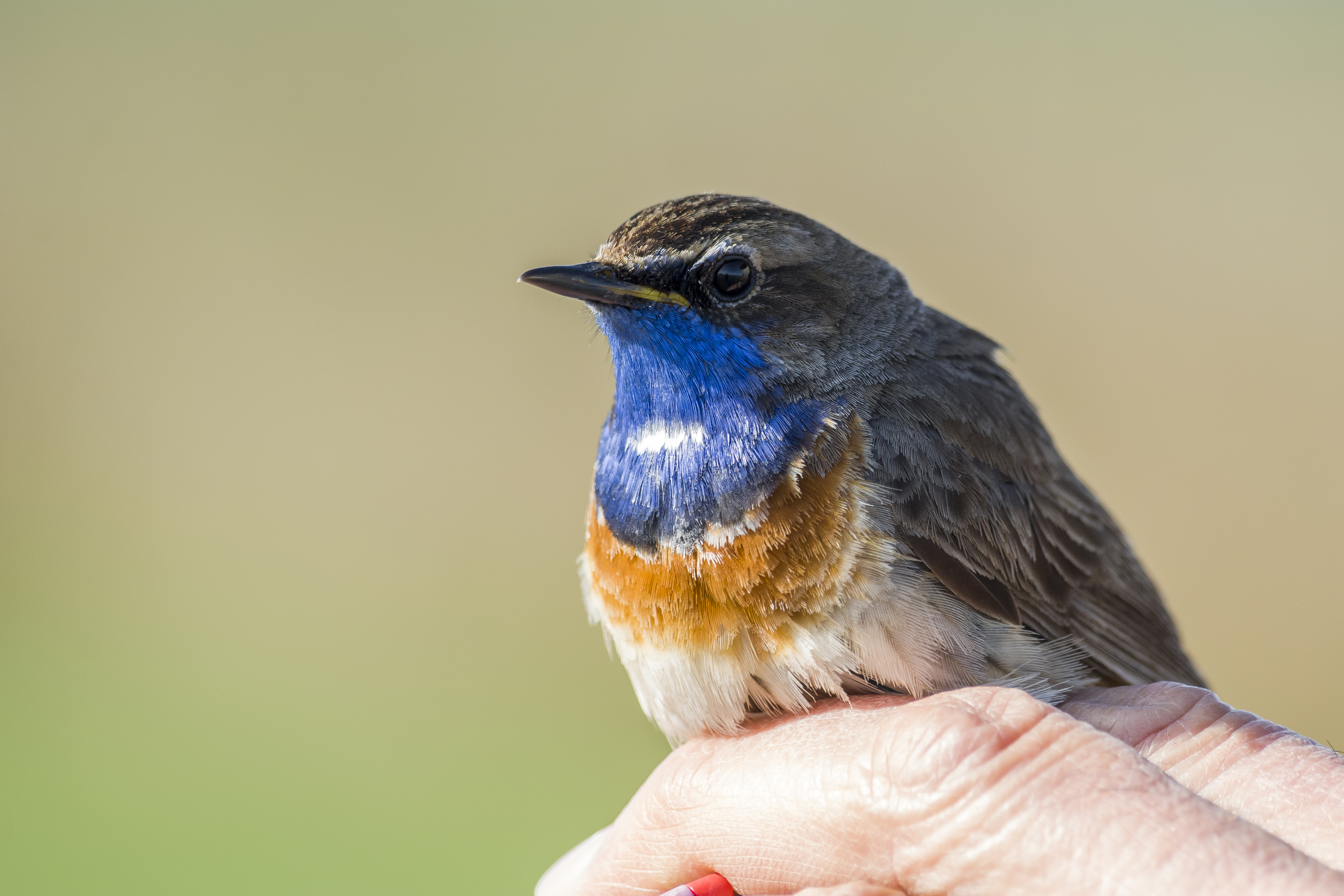
Gorgebleue à miroir

Le territoire du parc de la Poudrerie sur les villes de Sevran et Livry-Gargan est soumis à un PPRN relatif aux risques liés à l’existence de poches de dissolution de gypse antéludien. Il est ainsi obligatoire de faire appel à un bureau spécialisé pour tout projet lié à l’occupation du sol.
Livry-Gargan est concerné par le parc de la Poudrerie et 4 sites situées en bordure de ville ses limites : le Bois de Chelles, le Bois de Bernouille, les Coteaux de l’Aulnoye et la forêt régionale de Bondy.

#### Zone naturelle d'intérêt écologique, faunistique et floristique
L’inventaire des zones naturelles d'intérêt écologique, faunistique et floristique (ZNIEFF) a pour objectif de réaliser une couverture des zones les plus intéressantes sur le plan écologique, essentiellement dans la perspective d’améliorer la connaissance du patrimoine naturel national et de fournir aux différents décideurs un outil d’aide à la prise en compte de l’environnement dans l’aménagement du territoire. Le territoire communal de Livry-Gargan, comporte trois ZNIEFF.
- Le Parc forestier de Sevran, bois de la Tussion et bois des Sablons est une ZNIEFF de type 1[Note 3], d'une superficie de 140,38 hectares, s'étendant sur les territoires de quatre communes Vaujours, Livry-Gargan, Villepinte et Sevran, elle se superpose pour la commune à la zone Natura 2000 de nom similaire classée en avril 2006. Son altitude varie entre 59  et   70 mètres[25]. La ZNIEFF compte notamment des boisements de type chênaie-charmaie, des allées bordées de noyers d'Amérique, de marronniers, de tilleuls et de platanes. Le parc forestier comprend des peuplements diversifiés et anciens mais rajeunis par la tempête de 1999. La faune comprend : des insectes comme le grand capricorne, clyte mystique (très rare en Île-de- France) ou l'hespérie de l'alcée ; des espèces protégées d'amphibiens comme le triturus helveticus, le triton ponctué, le triton crêté, la grenouille agile, la grenouille verte et la salamandre ; des mammifères communs comme la martre des pins, la fouine ou la pipistrelle commune, le murin de daubenton ou le murin à moustaches[26],[27],[PLU 7].
- Les Massifs de l'Aulnoye et Carrière de Vaujours et Livry-Gargan sont une ZNIEFF de type 1, d'une superficie de 585,39 hectares, s'étendant sur les territoires de quatre communes (Montfermeil, Vaujours, Livry-Gargan, Courtry, Coubron et Clichy-sous-Bois). L'altitude varie entre 75  et   129 mètres.
- Le Parc départemental de la Fosse Maussoin est une ZNIEFF de type 2[Note 4], d'une superficie de 792,05 hectares. Elle s'étend sur 10 communes (Gagny, Montfermeil, Le Raincy, Vaujours, Livry-Gargan, Courtry, Coubron, Villepinte, Clichy-sous-Bois et Sevran). Le massif forestier de l'Aulnoye est une entité remarquable au niveau de l'Île-de-France et on n'y compte pas moins de 30 espèces déterminantes.

En Seine-Saint-Denis, l’observatoire départemental de la biodiversité urbaine (ODBU) est chargé du recensement des espèces dans chaque commune, notamment à Livry-Gargan pour les coteaux de l'Aulnoye, des parcs existants (Lefevre, de la Mairie, des Friches, de la Poudrerie, Georges-Pompidou) et le lac de Sévigné,. Depuis 2000, 487 espèces végétales sont connues sur le territoire communal. La connaissance floristique sur commune est très bonne avec un taux d’exhaustivité estimé à 81 % (indice de Jackknife). Une espèce menacée dans la région est présente sur Livry-Gargan : l’Hottonie des marais, une autre espèce présente est considérée comme quasi-menacée en Île-de-France : la Limodore à feuilles avortées. Deux autres espèces observées à Livry-Gargan peuvent justifier la création d’une ZNIEFF et peuvent légitimer une création : la Chondrille à tiges de jonc et le Torilis noueux ; elles déterminantes sous conditions. Dix espèces à caractère envahissant ont été observées à Livry-Gargan pouvant dans certains cas poser des problèmes dont l'Alicante du Japon, la Berce du Caucase, la Lentille d'eau minuscule, la renouée du Japon, la Robinier faux-acacia, la Solidage du Canada et la Solidage glabre sont des espèces avérées et la Bident à fruit noirs, l'Épilobe cilié et le Laurier-cerise sont des espèces émergentes. Dix-neuf espèces n’ont pas été revues depuis 2000 dont neuf sont considérées comme éteintes ou menacées en Île-de-France : le Tordyle à larges feuilles, le Coqueret, la Passerine annuelle, le Millepertuis des montagnes, la Laîche blanchâtre, la Germandrée d’eau, la Gesse de Nissole, la Laîche allongée et l’Ophioglosse commun.

#### Autres sites

##### Mare Barois
Située au sein du parc des friches, la mare Barois est un site naturel procédant une biodiversité intéressante. Préservée par un sol gypseux, qui le rend difficilement constructible, le site est resté dans un état naturel et sauvage avec une végétation composée d’érables, de merisiers, de sureaux, de noisetiers, de chênes et de marronniers. La renouée du Japon, plante invasive et agressive colonise cependant le sol en appauvrissant la biodiversité. On note la présence d’orvets dits fragiles, de petits lézards, de couleuvres et de couleuvres à collier mais également des belettes, des fouines et des sangliers et quelques représentants de l'avifaune dont des hiboux, chouettes, pic-vert, poules d’eau et canards. La biodiversité du milieu aquatique est cependant composée d'une autre espèce invasive : l’écrevisse de Louisiane. Une association dont la mission est la préservation de cet espace naturel est créée en 2013. L'association souhaite également une classification Natura 2000 pour le site.

##### Lac de Sévigné
Le lac de sévigné est situé au cœur de la ville, le site est inscrit au PLU en tant qu’élément de paysage identifié (EPI). Le Centre de Recherches sur la Biologie des Populations d’Oiseaux (CRBPO), le Centre ornithologique Île-de-France  (CORIF), le réseau Observ’acteur du département et le Conservatoire Botanique National du Bassin Parisien (CBNBP) ont mis en évidence sur le site la présence d'une vingtaine d’espèces animales et d’une trentaine d’espèces végétales, notamment des poules d’eau, des cygnes, des oies de Bernaches, des colverts, et ponctuellement des hérons, des cormorans et des martins-pêcheurs. La création d'une réserve ornithologique est en projet depuis 2018-2019 avec le concours de la Ligue de la Protection des Oiseaux (LPO).

##### Parc Georges-Pompidou
Il dispose de différentes espèces d’arbres comme les frênes, des érables et des saules. La végétation est représentative quant à elle des variétés de plantes rudérales et de Buddleia malades.

## Urbanisme

### Typologie
Au 1er janvier 2024, Livry-Gargan est catégorisée grand centre urbain, selon la nouvelle grille communale de densité à sept niveaux définie par l'Insee en 2022.
Elle appartient à l'unité urbaine de Paris, une agglomération inter-départementale regroupant 407  communes, dont elle est une commune de la banlieue,,. Par ailleurs la commune fait partie de l'aire d'attraction de Paris, dont elle est une commune du pôle principal,. Cette aire regroupe 1 929 communes,.

### Les zones d'activités
Les zones d’activités économiques et commerciales se concentrent aux abords de la route nationale 3, essentiellement à la sortie est de la ville en direction de Meaux.

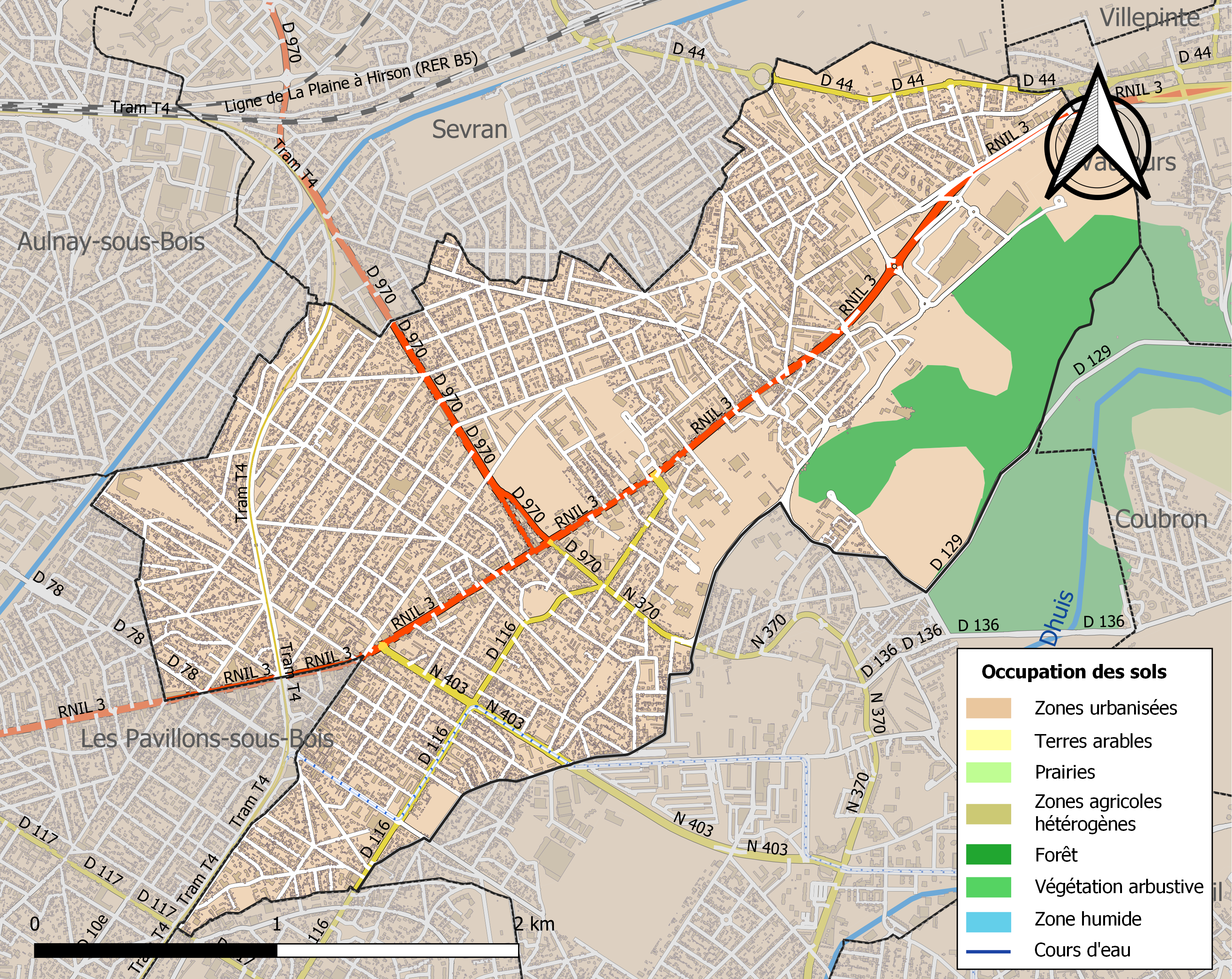
Carte des infrastructures et de l'occupation des sols de la commune en 2018 (CLC).

### Quartiers et lieux-dits

Carte des quartiers de Livry-Gargan depuis 2014

#### Lieux-dits, hameaux et écarts
Le fichier FANTOIR 2013 des voies et lieux-dits de Livry-Gargan recense pour la commune 328 toponymes et odonymes, se décomposant en 9 lieux-dits et 316 voies : 139 allées, 58 rues, 52 avenues, 11 boulevards, 11 chemins, 8 villas, sept places, cinq squares, quatre cités, quatre impasses, trois parcs, deux ronds-points, trois routes, deux résidences, deux sentiers, un carrefour, un centre, un chemin rural, un lac, un passage, une route, un vieux chemin, une voie communale.
Les quartiers autour desquels s’est développée l’urbanisation dans les années 1950, subsistent aujourd’hui sous forme de secteurs non-définis administrativement (à l'exception de Gargan qui est un quartier depuis 2014) : la Poudrerie, les Bosquets, le Vieux bourg de Livry, le Lac de Sévigné, Gargan, les Charmilles ou l’Abbaye.

#### Quartiers
La ville de Livry-Gargan s'articule autour de deux quartiers historiques, le vieux quartier de Livry avec l'abbaye et le quartier dit de Gargan du nom de l'industriel, Louis-Xavier Gargan, créé à la fin du XIXe siècle.
En 2009, le programme local de l'habitat (PLH) de Livry-Gargan tente de définir six quartiers en fonction des données de l'Insee soit : d'est en ouest, au nord de la RN3, Sully-Quesnay, Mairie, Jacob-Poudrerie et d'est en ouest, au sud de la RN3, Gargan-Chanzy, Sévigné, Europe-Parc-Pompidou.
La ville est répartie en cinq quartiers administratifs depuis 2014 et l’instauration des conseils de quartier : le quartier Danton au nord-ouest, le quartier Gargan au sud-ouest, le quartier Jacob situé à l'est du quartier Centre et le quartier Poudrerie à l'est.

### Morphologie urbaine
La ville a été fondée à l’aval des coteaux de l’Aulnoye, la commune est riche d'un relief, allant d’une altitude de 54 m à 125 m pour son point le plus haut. Une partie des coteaux est urbanisée sur le territoire (quartier du Belvédère) ; une seconde partie est utilisée comme espace naturel comme le parc Georges Pompidou, créé sur les hauteurs de la commune. Cette topographie marquée est une composante paysagère forte de la ville.
Les espaces verts occupent, eux, une part importante du territoire livryen (près de 22 % de la surface totale) ; cette présence de végétation et d’espaces naturels importante confère à Livry-Gargan sa place de « poumon vert » par rapport aux communes alentour. Cette ville urbaine fait le lien entre l’urbanité de la Seine-Saint-Denis à l'Est et la campagne proche de Seine-et-Marne à l'Ouest.
| Type d’occupation                                    | Superficie 2008 (en hectares) | Superficie 2012 (en hectares) |
| ---------------------------------------------------- | ----------------------------- | ----------------------------- |
| 1. Forêts                                            | 56,20                         | 56,20                         |
| 2. Milieux semi-naturels                             | 10,94                         | 17,10                         |
| 3. Espaces agricoles                                 | 6,92                          | 0;77                          |
| 4. Eau                                               | 1,39                          | 1,39                          |
| Sous-total espaces agricoles, forestiers et naturels | 75,45                         | 75,45                         |
| 5. Espaces ouverts artificialisés                    | 90,89                         | 86,20                         |
| Sous-total espaces ouverts artificialisés            | 90,89                         | 86,20                         |
| 6. Habitat individuel                                | 385,79                        | 384,34                        |
| 7. Habitat collectif                                 | 62,16                         | 64,13                         |
| 8. Activités                                         | 43,66                         | 43;85                         |
| 9. Equipements                                       | 34,23                         | 34,84                         |
| 10 Transports                                        | 33,27                         | 33,19                         |
| 11. Cattières, décharges et chantiers                | 11,72                         | 15,16                         |
| Sous-total espaces construits artificialisés         | 570,83                        | 575,51                        |
| Total                                                | 737,17                        | 737,17                        |

Le mode d’occupation du sol démontre une consommation d’espaces naturels, agricoles ou forestiers pour la période de 2008 à 2012. Il met en évidence une mutation des espaces agricoles vers les milieux semi-naturels (non exploités par l’homme et recouverts de végétation arbustive ou herbacée) avec un transfert de 6,16 ha de terres et d’autre part, une diminution des espaces ouverts artificialisés (moins 4,68 ha), pour une augmentation des espaces construits artificialisés, de 570,83 ha à 575,51 ha, et représentent près de 77 % de l’occupation du sol territoriale avec une baisse dans l’habitat individuel (moins 1,45 ha entre 2008 et 2012) prédominant sur l'ensemble du territoire.
Le panorama urbain global à Livry-Gargan est dans sa volumétrie générale, dans un ensemble assez plat et ponctué sur quelques parties de la ville par des pics de hauteurs, caractérisés par les immeubles de grande hauteur. Le tissu pavillonnaire participe également à la silhouette urbaine qui présente aussi des espaces créés par les parcs et places publiques ; percé par une végétation qui va ponctuellement participer aux perspectives avec des vues lointaines et des points de vue sur une grande partie du territoire alentour.

### Logement

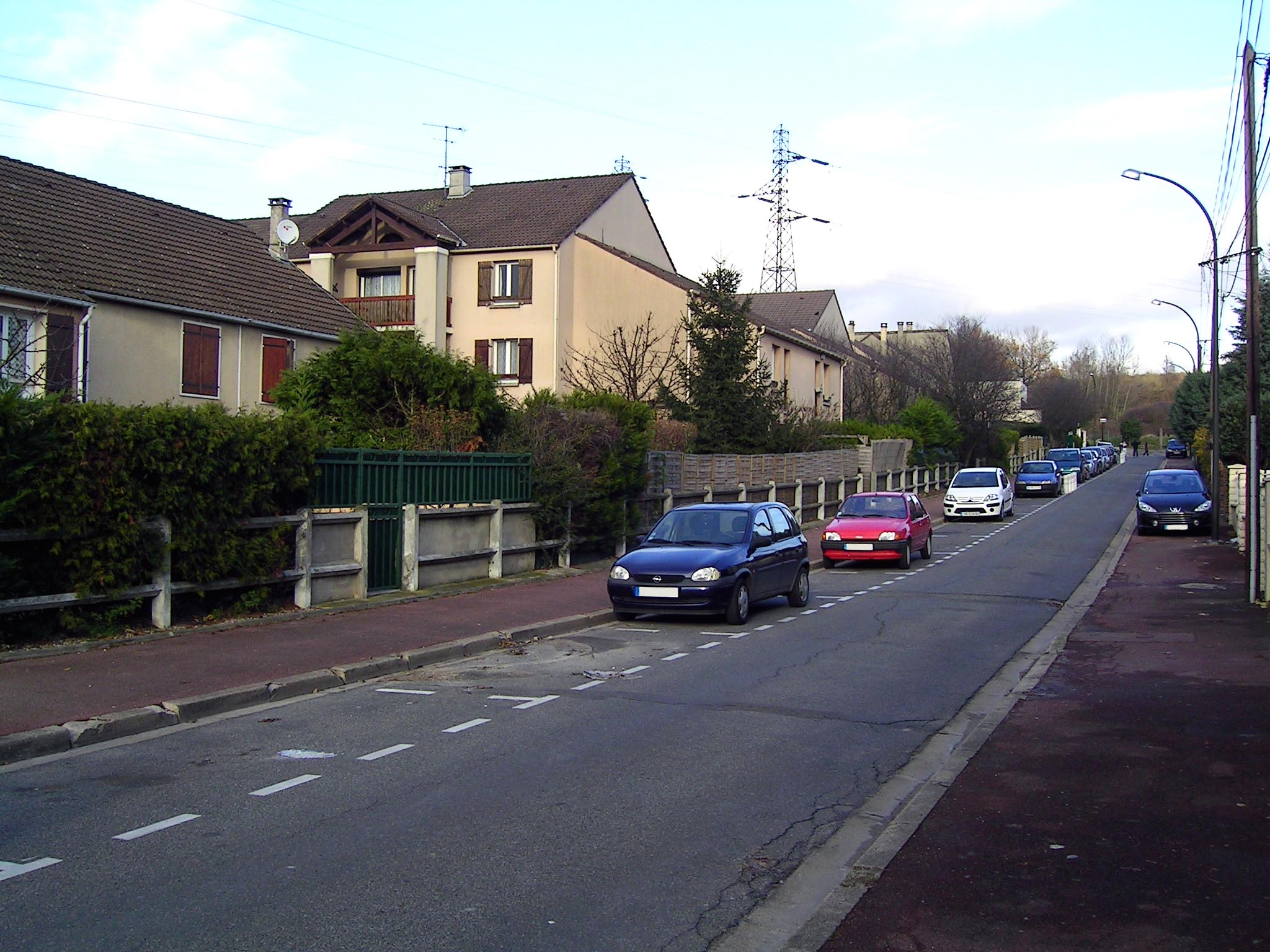
Le quartier Bellevue.

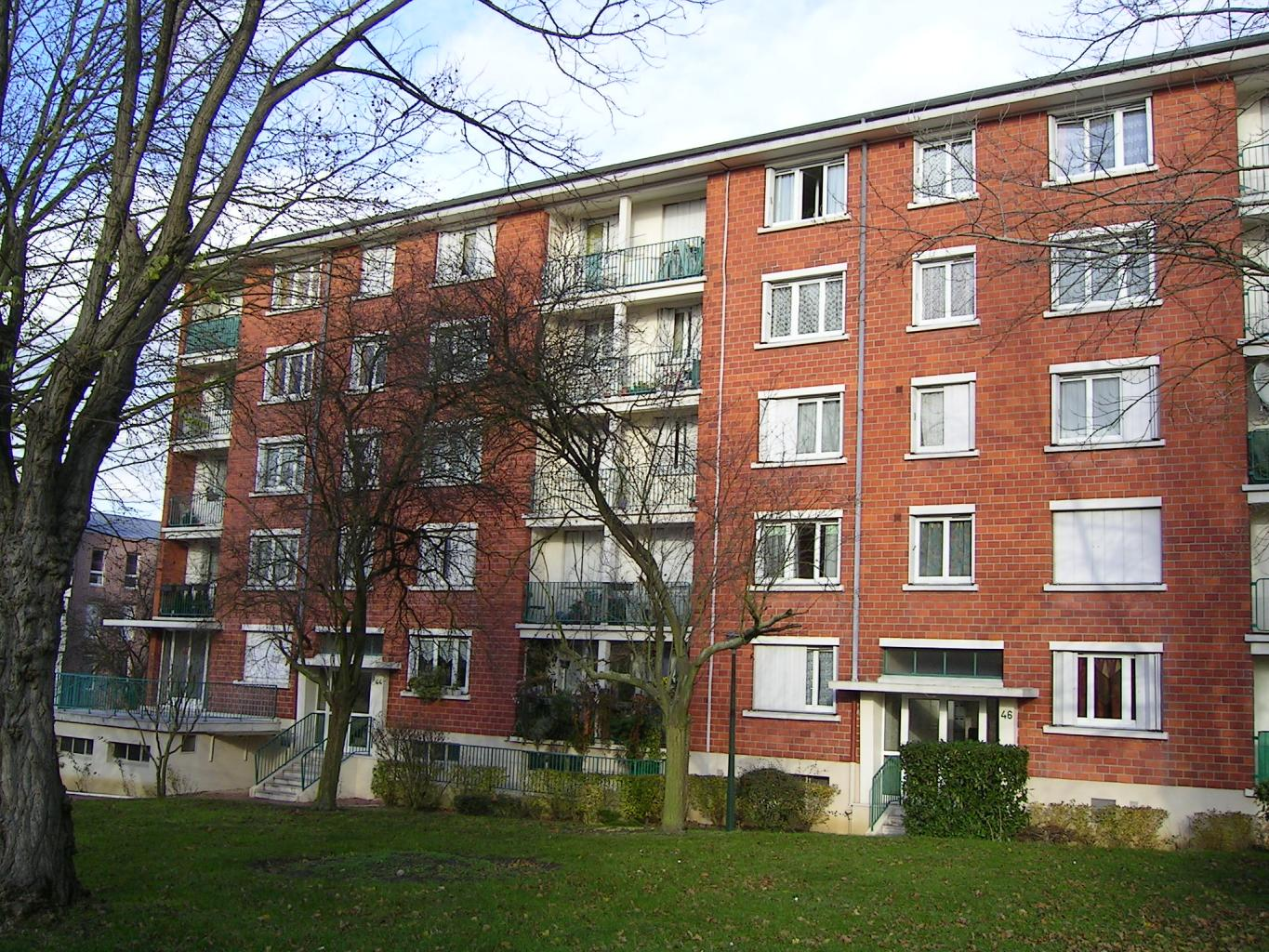
Immeuble rue du Château.

En 2015, le nombre total de logements dans la commune est de 19 068, il était de 17 955 en 2006 et de 14 925 en 1990. L’âge moyen du parc immobilier est proche des tendances régionales, cependant les constructions neuves sont un peu plus présentes que la moyenne de la région : en 2015, 23,3 % des résidences principales ont été construites entre 1991 et 2012 contre seulement 18,7 % en Île-de-France soit 1 209 constructions neuves depuis 2006. De même, les constructions antérieures à 1945 ne représentent que 17,9 % du parc contre 25,5 % pour la moyenne régionale francilienne.
94,5 % des logements sont des résidences principales. 58,0 % des habitants sont propriétaires de leur logement, contre 39,8 % qui ne sont que locataires (respectivement 47,3 % et 49,8 % dans la région).
La plupart des habitations possèdent trois pièces (29,6 %), ou quatre pièces (23 %), puis deux pièces (21 %). Les petits et grands logements restent minoritaires (studios : 7,2 % ; logements de cinq pièces ou plus : 19 %). La ville possède par conséquent des habitations légèrement plus grandes que la moyenne régionale.

#### Programme Local de l’habitat
En 1995, un programme local de l'habitat (PLH) valide jusqu'en 2006 est mis en place et ayant pour but la préservation de l'habitat pavillonnaire de la commune tout en apportant une réponse à la demande croissante des logements sociaux[réf. souhaitée]. Les actions et orientations définies dans le PLH de 1995 prévoyaient entre autres la production par construction ou réhabilitation de 240 logements sociaux sur 3 ans. Entre 2006 et 2009, dans l’attente d’un nouveau PLH, les objectifs actualisés de délibérations annuelles au Conseil Municipal.
En 2011, la commune engage une révision du PLH, cependant, la loi libertés et responsabilités locales du 13 août 2004 soumet le document à l'approbation d’un comité régional de l’habitat, et organise le transfert de compétence aux EPCI. Le PLH de 2011 ne possède donc pas de portée normative, il prévoit tout de même un objectif de construction de 176 logements par an et pour six ans sur la période 2013-2018 dont 63 % de logements sociaux.

#### Logements sociaux
En 1999, avec 1 874 logements HLM soit 12,2 % du parc (23,4 % dans la région), la ville ne respecte pas les dispositions de l’article 55 de la loi solidarité et renouvellement urbain (SRU) de décembre 2000 fixant à 20 % le taux minimum de logements sociaux pour les communes les plus importantes. Ce taux de logement social est nettement supérieur dans la plupart des communes environnantes : 30,2 % à Clichy-sous-Bois et jusqu’à 38,8 % à Sevran, a contrario seulement 4,8 % au Raincy, montrant ainsi la situation sociale de Livry-Gargan : une commune à la population plus modeste que sa voisine bourgeoise Le Raincy mais plus aisée que la moyenne de ce secteur de la Seine-Saint-Denis.
Près de 556 logements sociaux ont été bâtis dans la commune en 2006. En 2009, Livry-Gargan compte 2 195 logements sociaux. La question des HLM dans la commune fait débat aux municipales de 2014 à Livry-Gargan.
En 2016, la commune de Livry-Gargan signe une charte avec les bailleurs sociaux et une commission municipale du logement est aussi créée,. En 2017, le bailleur social historique de Livry-Gargan, le groupe Opievoy, cède son parc de 400 logements à Seine-Saint-Denis Habitat en raison de la loi pour l'accès au logement et à un urbanisme rénové dite loi Alur.
En février 2017, la commune compte 3 378 logements sociaux dont 745 relevant du contingent municipal soit un total 18,85 % avec un objectif de 25 % d'ici 2015 correspondant au taux fixé par la loi SRU.

### Planification de l'aménagement

#### Schéma directeur de la région Île-de-France
La loi SRU du 13 décembre 2000 a incité les communes à se regrouper au sein d’un établissement public, pour déterminer les partis d’aménagement de l’espace au sein d’un Schéma de cohérence territoriale (SCoT), un document d’orientation stratégique des politiques publiques à une grande échelle et à un horizon de 20 ans et s'imposant aux documents d'urbanisme locaux, les PLU (Plan local d'urbanisme). Le Schéma directeur de la région Île-de-France (SDRIF), est le SCoT de la région. Le nouveau SDRIF est approuvé le 28 décembre 2013 par l’État, il détermine l'aménagement et de développement de l’Ile-de-France à l’horizon 2030.
Livry-Gargan appartient au territoire d’intérêt métropolitain « du canal de l’Ourcq à Clichy-Montfermeil » et dont les objectifs sont : la régénération du tissu économique, notamment de la filière santé-biotechnologie ; le désenclavement du plateau de Clichy-Montfermeil, notamment avec le T4 ; la structuration d'une polarité élargie autour de Bobigny et le raccrochement aux secteurs de développement comme Paris et Roissy.

#### Contrat de développement territorial
Le Contrat de développement territorial (CDT) dit Est Seine-Saint-Denis, élaboré entre 2010 et 2014 concerne cinq communes traversées par la future ligne 16 du Grand Paris Express (Aulnay-sous-Bois, Clichy-sous-Bois, Montfermeil, Livry-Gargan et Sevran), qui en sont partenaires lors de l'élaboration depuis 2010 au sein l’association Paris-Porte-Nord-Est (PPNE) soit 230 700 habitants et 60 500 emplois. Le contrat concerne alors aussi les anciennes communautés d'agglomération de Clichy-sous-Bois Montfermeil et Terres de France disparus depuis janvier 2016. Le CDT finalisé en mai 2015 a pour but de préparer l'arrivée de la ligne 16 du métro automatique et prévoit notamment la construction de 1 575 logements en moyenne par an et par communes durant 15 ans pour un total de 19 900 logements de plus en 2028 dont 30 % de logements sociaux. Le document prévoit aussi une augmentation de la population de 2 400 habitants par an ainsi qu'un pic d'accueil dans les établissements scolaires entre 2029 et 2030 et donc une prévision de création de 18 écoles maternelles et 23 écoles élémentaires et la création d'un « arc paysager », reliant les 600 ha d'espaces verts,,.
Une première version du CDT a donné lieu à la signature d'un accord cadre le 14 mars 2012 non validé par la municipalité de Livry-Gargan contre une densification trop forte de la commune et aboutissant à une nouvelle mouture. Le 24 septembre 2015, la municipalité de Livry-Gargan, par la voix de son conseil municipal décide de ne pas voter le contrat en protestation du découpage de la métropole du Grand Paris incluant la ville au sein du T9 (Grand Paris - Grand Est),,. Lors de la révision de son PLU en 2015, la ville intègre cependant le CDT à celui-ci.
En 2021, les ateliers du Plan local d'urbanisme intercommunal (PLUi) intègrent aux réflexions le CDT qui oriente ses réflexions en matière de nature autour du projet d’arc paysager concentrant les thèmes de la nature, la culture, le sport et les loisirs avec une dimensions écologique non-prédominante mais prévoyant une liaison des parcs, forêts et friches du territoire par une renaturation des espaces interstitiels avec pour objectif « d’assurer les continuités écologiques essentielles au renforcement de la biodiversité et de proposer un parcours continu d’un espace à l’autre pour donner à l’Arc paysager sa dimension métropolitaine. » Les continuités vertes nouvelles doivent contribuer à la sauvegarde d'espèces protégées et assurer leur pérennité. Le CDT amplifie le schéma régional des continuités écologiques (SRCE) inscrit dans le SDRIF en proposant des liaisons complémentaires.

#### Plan local d'urbanisme
L’objet du Plan d'occupation des sols (POS), remplacé par la loi SRU (13 décembre 2000) par le Plan local d'urbanisme (PLU), permet de fixer les règles générales et les servitudes d’utilisation des sols. Le POS outil de la politique d’aménagement communal de la ville de Livry-Gargan est établi le 27 mars 1964, publié le 27 avril 1976 après une enquête publique en novembre 1977 suivant approbation le 22 novembre 1979 et mise à jour le 18 novembre 1980 pour publications en 1981 et 1983. Le POS arrêté le 26 juin 1987 est ensuite approuvé le 24 février 1989, s'ensuit un POS arrêté le 22 juin 1990 avec une application anticipée dès le 14 décembre 1990. Un nouveau POS est approuvé le 28 juin 1991 et arrêté le 18 juin 1992, 18 juin 1993 et 14 octobre 1994.
La commune de Livry-Gargan s’est dotée d'un premier PLU en 2006, qui s'articulait autour du maintien d'espaces urbains et environnementaux, zones naturelles, désenclavement à l’est du territoire et plusieurs autres zonages mis en place (zone pavillonnaire, zone d’habitat collectif, zone à vocation centrale, zone d’activité). Un nouveau PLU a été approuvé au conseil municipal du 17 décembre 2015, après avoir été élaboré entre 2014 et 2015 de concertation avec la population par trois réunions publiques, des ateliers dans chaque conseil de quartier, par le biais du site internet de la ville ainsi qu'une exposition permanente en mairie,,. Il s'appuie sur 4 axes : le rayonnement métropolitain, la préservation du cadre de vie, un développement urbain mesuré et une attractivité économique de la ville.
Les questions de Trame Verte et Bleue sont abordées dans le PLU de Livry-Gargan par son rapport de présentation et son PADD. Un état précis des différentes composantes de la nature (parcs, squares, végétation privée, parcelles agricoles restantes, espaces verts d’accompagnements) et de ses paysages est effectué dans le volet diagnostique du rapport de présentation. L’état initial de l’environnement détaille l'existant en matière de trame verte et bleue avec une description succincte et une cartographie précise. Le PADD inclus la volonté de « Préserver et valoriser le cadre de vie urbain, architectural, paysager et environnemental » avec la préservation des quartiers pavillonnaires ; le développement les liaisons douces et vertes entre les quartiers avec des cheminements piétons, des trottoirs élargis ou d’espaces réservés aux vélos ; le développement et la valorisation de la qualité de l’environnement avec une stratégie environnementale et un plan d’action.

### Projets d'aménagements
En 2015, dans le cadre de la révision de son plan local d'urbanisme (PLU), la municipalité a mis en place trois orientations d’aménagement et de programmation (OAP) sur trois secteurs : « Centre-ville », « Poudrerie-Hochailles » et « Chanzy » :

#### Secteur Centre-ville
Une absence de centralité urbaine a été définie par le PLU de 2015, ainsi les orientations de l'OAP prévoient de favoriser une centralité urbaine constituée essentiellement d’un pôle administratif, d’un pôle culturel et d’un pôle de santé en lien avec une dynamique commerciale et des restaurants. L'objectif étant également de faire un lien paysager de part et d’autre de l’ancienne RN3 avec une accessibilité renforcée des gares avoisinantes ».
Pour préfinancer les équipements publics induits par ce projet par le biais de participations versées par les opérateurs, un périmètre de projet urbain partenarial (PUP) a été instauré sur le secteur par la ville et le conseil de territoire de l'établissement public territorial Grand Paris - Grand Est en mai 2017.
Le 23 mai 2017, est approuvée une convention de PUP entre l'ETP, la municipalité et une société Kaufman & Broad pour la réalisation de programmes de logements de 5 100 m2 et 3 900 m2.
Le programme des équipements publics et des modalités du financement du PUP est mis à jour le 7 février 2019 par le conseil municipal comme suit :
- Réaménagement de la place de l'Hôtel-de-ville et de l'avenue Albert Thomas (2027) ;
- Réaménagement du parvis du centre nautique, du groupe scolaire Benoit Malon et du pavillon Dionnet (2025) ;
- Création d'un parc de stationnement secteur centre-ville (2021) ;
- Création de 8 classes supplémentaires (2022-2023) ;
- Modification de la convention de PUP entre l'ETP, la municipalité et une société Kaufman & Broad pour la réalisation d'un programme de logements et de commerces de 7 200 m2 avenue du Consul-Général-Nordling et avenue Antoine-de-Saint-Exupéry[M 17].

#### Secteur Poudrerie-Hochailles
Dans le l'est de la ville, l'orientation d’aménagement et de programmation du secteur concerne entre autres: la zone d'activités commerciale dite de Cora et le parc de la poudrerie. L’objectif de l'OAP est la mutation urbaine au nord vers une zone résidentielle et une transition paysagère et environnementale de la ZAE ; le développement de projets a échelle métropolitaine près de la gare de Sevran-Livry ; la préservation et la restructuration de la cité jardin et du parc de la Poudrerie.
19 hectares au total seront concernés par le projet d’aménagement avec une zone d’étude s’étendent sur 57 hectares pour la prise en compte des équipements et transports.
En 2021, le projet de réaménagement est toujours en réflexion avec le concours de la Métropole du Grand Paris pour une la mobilité, l'habitat, la diversité commerciale et la qualité environnementale afin de repenser un secteur industriel désorganisé et mal intégré dans son environnement urbain en conservant le caractère historique du site. La même année la ville lance, un partenariat avec la Métropole et l’Établissement public territorial Grand Paris - Grand Est (EPT GPGE), pour une première phase de diagnostics concertés alimenté par les habitants et les contributions des instances de démocratie participative locales. L’opposition municipale se montre alors défavorable au partenariat avec la Métropole.

#### Secteur Chanzy
L'OAP Chanzy concerne les entrées ouest de la ville, elle est réalisée en réaction au débranchement de la ligne de tramway T4 et du développement du T Zen 3 par la municipalité. L'objectif défini étant une meilleure intégration des futurs transports collectifs notamment de ces transports collectifs en site propre (TCSP). La commune a également mis en place un projet urbain partenarial comme aussi sur ce secteur.
Une convention de projet urbain partenarial entre l'ETP, la municipalité évoque un développement d’environ 750 logements sur de 45 000 m2. Un programme des équipements publics (PEP) prévoit l'aménagement de venelles piétonnes (2021-2027), la création de 9 classes (2023), avec l’acquisition d’une parcelle de 2 400 m2 et l'installation d’une crèche de 22 berceaux sur une nouvelle construction (2021-2027) pour un total de 7 104 000 €. Cette convention prévoit la réalisation de 128 logements dont 38 logements sociaux, 90 logements intermédiaires et 236 m2 de commerces,.

### Voies de communication et transports

#### Anciens transports ferroviaires

##### La ligne des Coquetiers
La Ligne de Bondy à Aulnay-sous-Bois (dite aussi ligne des Coquetiers), est construite à l’initiative de Louis-Xavier Gargan pour desservir son usine. D’abord limitée au trafic des marchandises, la ligne est ouverte au trafic des voyageurs en 1875 à la demande des habitants du nouveau quartier dit de « Gargan » alors en pleine expansion autour de l’usine. À cette même date fut créée la « Compagnie du chemin de fer de Bondy à Aulnay-lès-Bondy ». Cette ligne, transformée en 2006 en ligne T4, a facilité le développement économique, le début du lotissement des grandes propriétés et les déplacements des habitants.

##### Le tramway Gargan-Livry
La ligne de tramway à vapeur de Gargan à Livry a fonctionné de 1890 à 1930 entre la gare de Gargan et le centre de Livry et accélère le mouvement de transformation de la ville. Jusqu’en 1914, le trajet, de trois kilomètres et six arrêts intermédiaires, était effectué en 18 ou 19 minutes par 17 navettes quotidiennes. Elle avait son origine à la gare de Gargan, et terminait rue de Meaux, après le carrefour de la rue Jean-Jacques-Rousseau. Pour aller d’un bout à l’autre de la ligne, les habitants payaient 0,65 franc en première classe, 0,45 franc en seconde classe, 0,30 franc en troisième classe.
En 1912, le nombre de voyageurs transportés était de 353 000 pour atteindre 516 000 voyageurs en 1928.
Le 28 août 1930, à la suite de la réfection du pavage de la route nationale désormais empruntée par des voitures de plus en plus nombreuses, et l’exploitation de la ligne de tramway de Livry à Gargan se révélant par ailleurs très déficitaire en raison des bouleversements économiques ayant suivi la Guerre, la municipalité décide avec la Compagnie des chemins de fer de l’Est la substitution d’autobus au train qui encombrait la route, et qui occasionnait trop fréquemment des accidents d’où son surnom d’« écraseur » donné par les usagers et les riverains.

##### Les Chemins de fer nogentais
Vers 1900, la gare de Gargan est également l’un des terminus des tramways électriques exploités par la compagnie des Chemins de fer nogentais (CFN).

##### La ligne du train des glaises
La voie, dite du « train des glaises » à hauteur du boulevard Berteaux et de l’avenue Turgot, la ligne de Bondy à Aulnay-sous-Bois (dite aussi ligne des Coquetiers) était coupée par une voie édifiée par la compagnie Schaecher et Letellier qui employait plusieurs centaines d'ouvriers, afin de relier la plâtrière de la Fosse-Maussoin qu’ils exploitaient mais aussi leurs usines de briques, chaux et ciment à Clichy-sous-Bois au canal de l’Ourcq afin d’acheminer leur production.

##### Projet avorté du métro Livry-Clichy
En juillet 1964, une ligne de métro est envisagée entre Livry-Gargan et Clichy-sous-Bois ; deux solutions sont en concurrence, un système de métro aérien sur viaduc ou un système de métro suspendu Safège. Cette ligne, longue de 2 870 m aurait comporté 3 stations et nécessité 2 ans de travaux. La solution à métro suspendu est retenue en mai 1965. Le projet est finalement abandonné, en effet, les premières études révélèrent une trop grande fragilité du sous-sol pour supporter des piliers,,,,.

#### Transports ferroviaires contemporains
La ville est desservie par la ligne B du RER et la ligne 4 du tramway d'Île-de-France :
- Livry-Gargan est desservie par la ligne B du RER à la gare de Sevran - Livry (branche B5 terminus Mitry - Claye), située sur le territoire de la commune voisine de Sevran.
- La ville est desservie depuis novembre 2006 par la ligne  , réalisée sur l'emprise de l'ancienne Ligne des Coquetiers. C’est également la première ligne de tram-train entièrement française. Six stations de cette ligne desservent la commune :
  - Gargan ;
  - Lycée Henri-Sellier ;
  - L’Abbaye.
  - République-Marx Dormoy
  - Léon Blum
  - Les Pavillons-sous-Bois

Un débranchement du   vers le plateau de Clichy-Montfermeil emprunte des voies de communications du quartier de Gargan, malgré l'opposition, à l'époque, de la municipalité. En décembre 2019, la branche Clichy-Montfermeil est mise en service avec une exploitation classique à raison d'un tramway toutes les neuf minutes trente. La station Arboretum est desservie dans les deux sens de circulation. L'inauguration a lieu le 14 décembre 2019,.

Ligne 4 du tramway à Livry-Gargan (sélection).
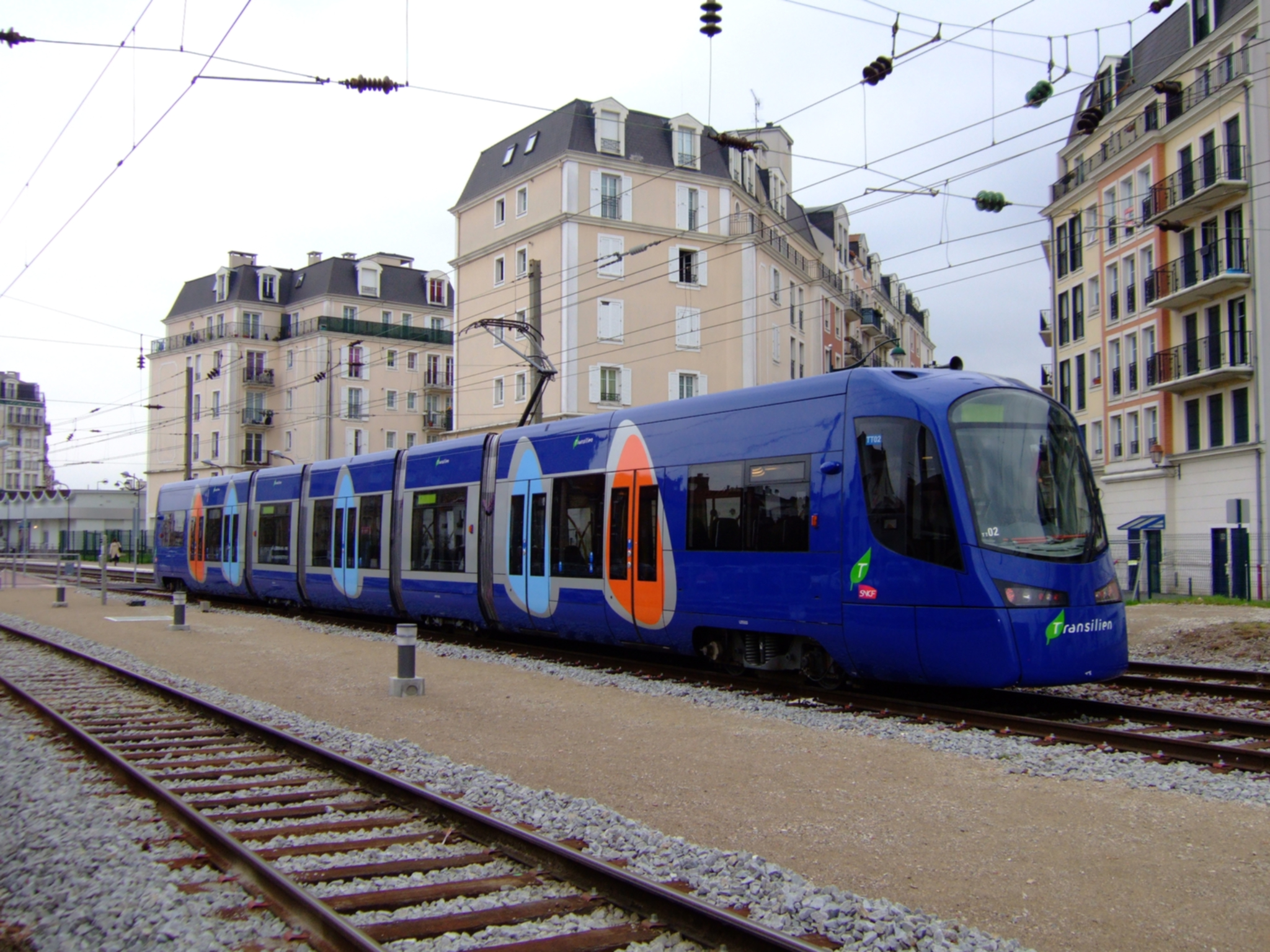
Le T4 en gare de Gargan.
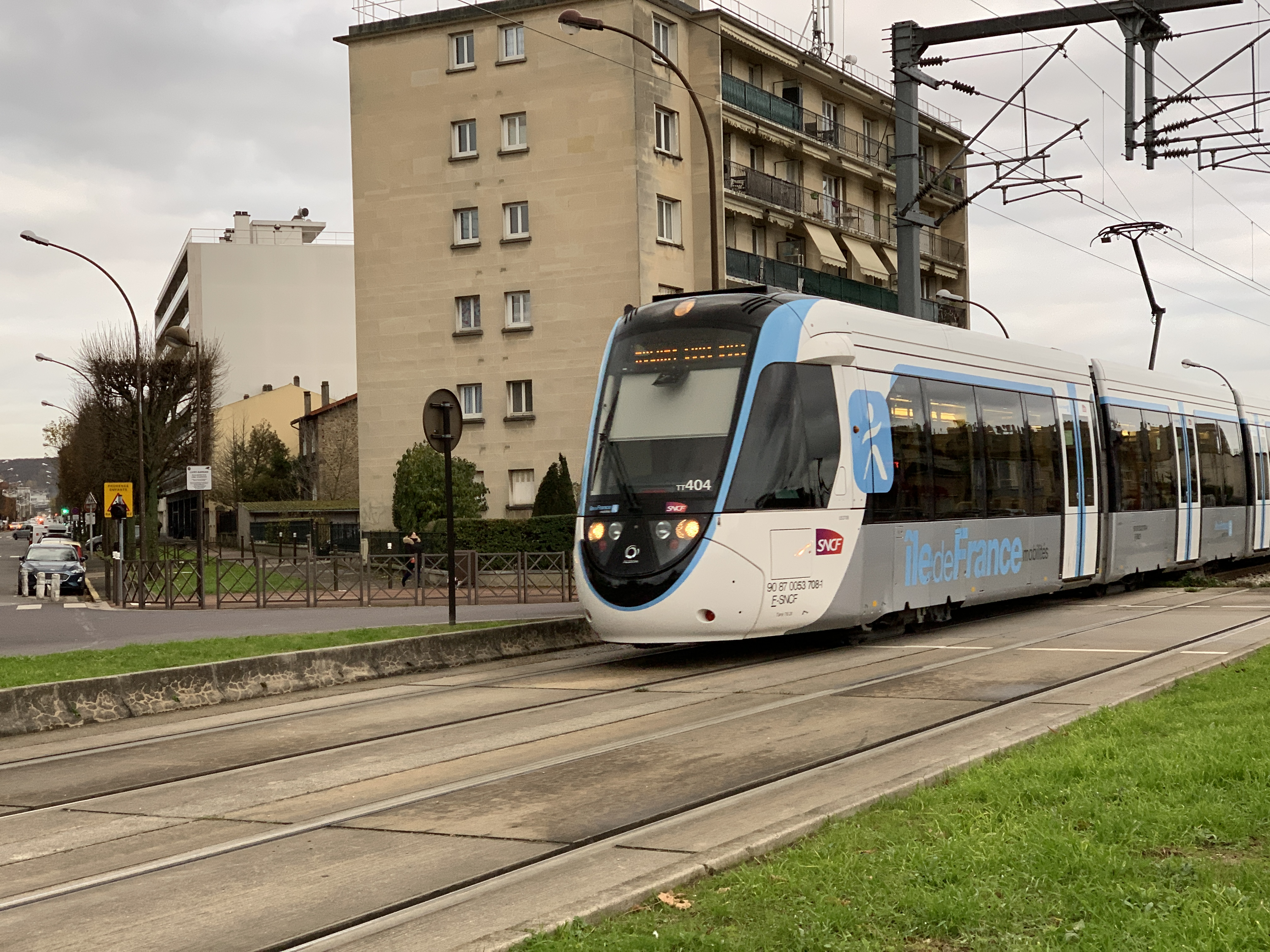
Boulevard Édouard Vaillant

#### Desserte routière

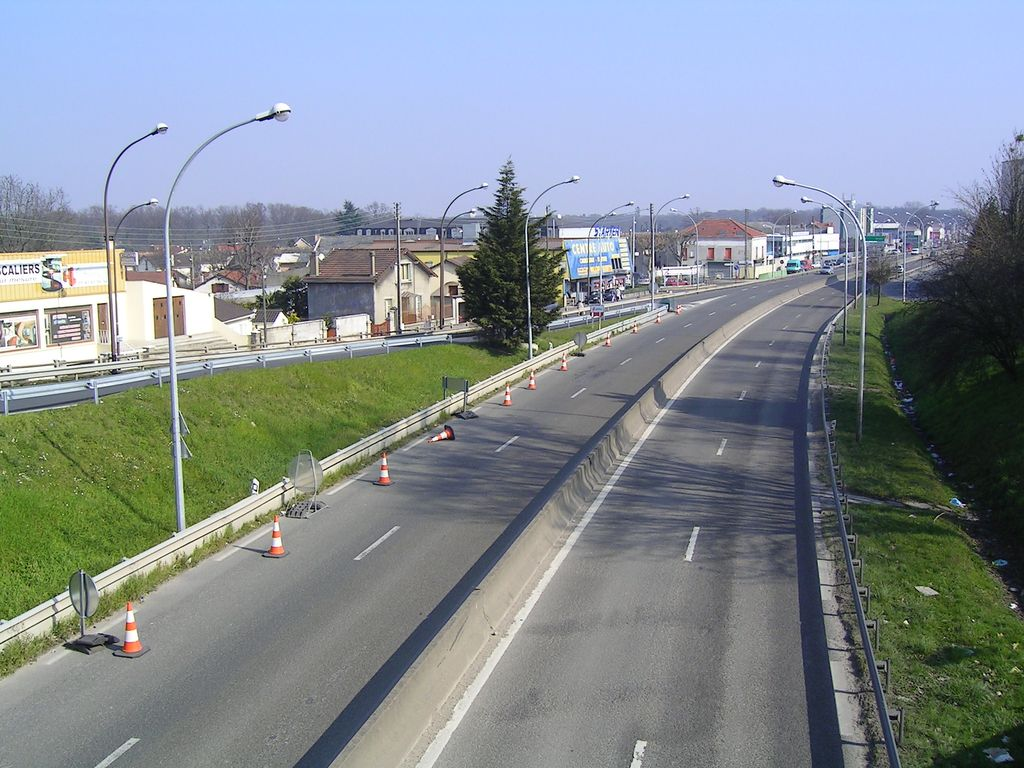
La route nationale 3 en direction de Meaux.

Le territoire de la commune est traversé par la route nationale 3 (Paris - Meaux - Sarrebruck) dans toute sa longueur (sud-ouest/nord-est), à quatre voies de Paris à Claye-Souilly (Seine-et-Marne).
La route nationale 370 dont les travaux ont débuté en novembre 1997 (Ézanville - Aulnay-sous-Bois - Noisy-le-Grand) la traverse également, dans le sens nord-ouest/sud-est.
La ville est desservie par les lignes de bus RATP 146, 147, 234 et Noctilien N41 ; les lignes de bus TRA 605, 613, 623 et 644 ; la ligne 2128 du réseau de bus Roissy Est et une navette municipale qui parcourt par ailleurs la ville.
La restructuration en avril 2020 du réseau de bus sur le secteur à la suite de la prolongation du tramway T4 doit faire disparaitre les lignes 134, 334, 347, 601 et 645 en 2020-2021 ; l'itinéraire de la ligne 146 est ainsi modifié au niveau de Clichy-sous-Bois et de Livry-Gargan pour reprendre l'ancien tracé de la ligne 347 supprimée le 30 août 2020 et qui était exploitée par la RATP depuis le 26 avril 1985. Une pétition contre la suppression des lignes de bus voit alors le jour,.
Le projet T-Zen 3, bus à haut niveau de service en site propre longeant la RN 3 de Pantin à Livry-Gargan, proche du trajet de la ligne 147 et de l'ancienne ligne 347, avec un objectif de parcours effectué en 30 min, a connu de multiples retards : initialement annoncé pour 2015,, déclaré projet d'intérêt général fin 2016, il est désormais programmé pour la fin 2022.

#### Aménagement cyclable

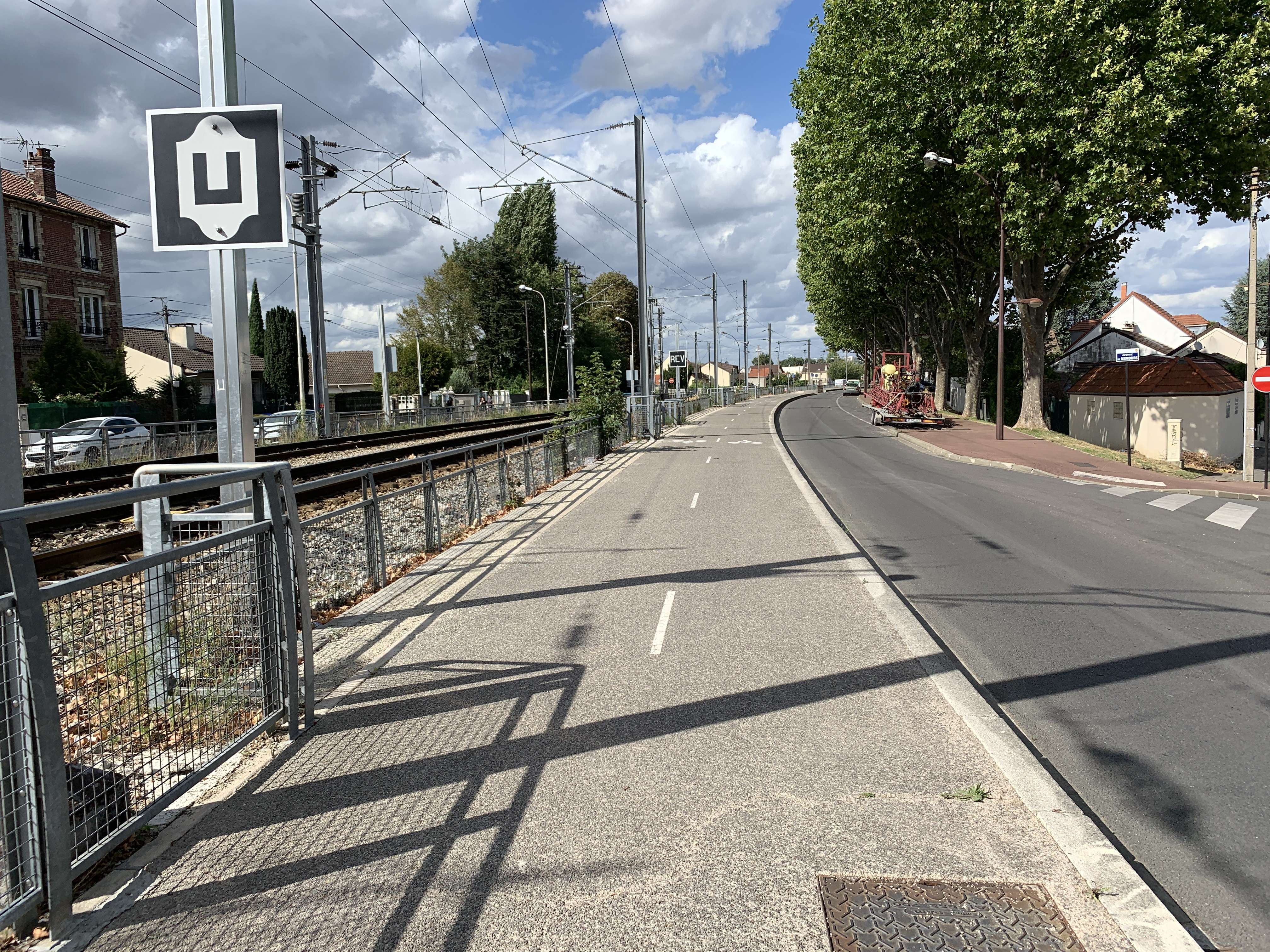
Piste cyclable sur le boulevard Maurice Berteaux

En 2006-2007, une piste cyclable est aménagée entre le boulevard Chanzy et le square Henri-Legrand (parc de la Poudrerie) sur itinéraire parallèle à la RN 3 longeant les avenues de Sully, Albert-Camus, César-Collavéri, Anatole-France, Émile-Zola et Maurouard.
Une partie de la piste cyclable longeant les berges du canal de l'Ourcq traverse le territoire de la commune. Cette piste cyclable de 108 km prend son départ au parc de la Villette en direction de Meaux, du département l'Oise puis de l’Aisne.

#### Projets
La ville devrait être desservie par le projet de ligne 16 Grand Paris Express sur les stations Sevran - Beaudottes et Sevran - Livry, toutes deux en correspondance avec la ligne B du RER et situées dans la commune de Sevran puis la station Clichy - Montfermeil en correspondance une station du T4.

### Risques naturels et technologiques
Livry-Gargan compte quatre risques majeurs. L’ensemble de ces risques est recensé dans un document d’information communal sur les risques majeurs (DICRIM) :

#### Risque inondation
La ville est soumise à un risque par inondation pluviale urbaine (fortes pluies, orages), elle connaît de nombreux arrêtés de catastrophe naturelle notamment en 1983, 1990, 1995, 1999, 2001, 2007 et 2013 pour des inondations, coulées de boue et mouvements de terrain. Il existe par ailleurs une similitude entre les zones à risque inondable et les remontées de nappes phréatiques avec un secteur Danton-Vauban particulièrement vulnérable aux inondations.
La commune est touchée le 19 juin 2013 par un épisode orageux exceptionnel comme d’autres communes de Seine-Saint-Denis, le 10 septembre 2013, un arrêté porte reconnaissance de l’état de catastrophe naturelle. Les collecteurs ont présenté des mises en charge importantes avec inondations sur l'allée Danton et le boulevard Jean-Moulin entre autres et sur la station Turgot. Le collecteur allée Chuna-Bajstock a débordé mais le lac de Sévigné a permis de stocker près de 1 400 m3 d'eau et un volume de 9 300 m3 a rejoint le canal de l’Ourcq,.

#### Risque mouvements de terrains
Livry-Gargan est soumise à un risque de mouvements de terrain, la ville connaît des arrêtés de catastrophe naturelle notamment entre 1989 et 1990, entre 1990 et 1993, entre 1993 et 1997, en 2003, 2009 et 2018 pour des mouvements de terrain différentiels consécutifs à la sécheresse et à la réhydratation des sols. La commune est soumise à deux plans de préventions des risques naturels (PPRN),, :
- prescrit le 23 juillet 2001 pour risques de tassements différentiels (aléa de mouvements de terrain),
- prescrit le 22 décembre 2004 pour risques d'affaissements et effondrements (aléa de mouvements de terrain dus au retrait-gonflement des argiles) notamment liés à la présence d'anciennes carrières ou au phénomène de dissolution naturelle des horizons gypseux[PLU 12].

#### Risque tempête
La tempête de 1999 a abattu 10 000 arbres sur l’ensemble des parcs départementaux en Seine-Saint-Denis et près de 800 arbres pour Livry-Gargan où les vents ont soufflé à près de 170 km/h engendrant des dégâts jamais vus dans la ville avec des dizaines de foyers privés d’électricité et de chauffage, des voitures endommagées par des chutes d’arbres, des arbres déracinés, des centaines de toitures endommagées, des routes coupées.

#### Risque industriel
Deux installations industrielles ayant des effets sur l’environnement (ICPE) de type non-seveso sont présentes à Livry-Gargan dont une rejetant des polluants,.
Un risque existe lié aux canalisations de transport de matières dangereuses, gaz ou hydrocarbures liquides, sous pression traversant le territoire de la commune ayant une incidence sur les constructions proches.
L’analyse des sites et sols pollués (Basol) et de l’inventaire historique des anciens sites industriels et activités de services (Basias 2012) fait ressortir un site pollué dans la commune.

## Toponymie

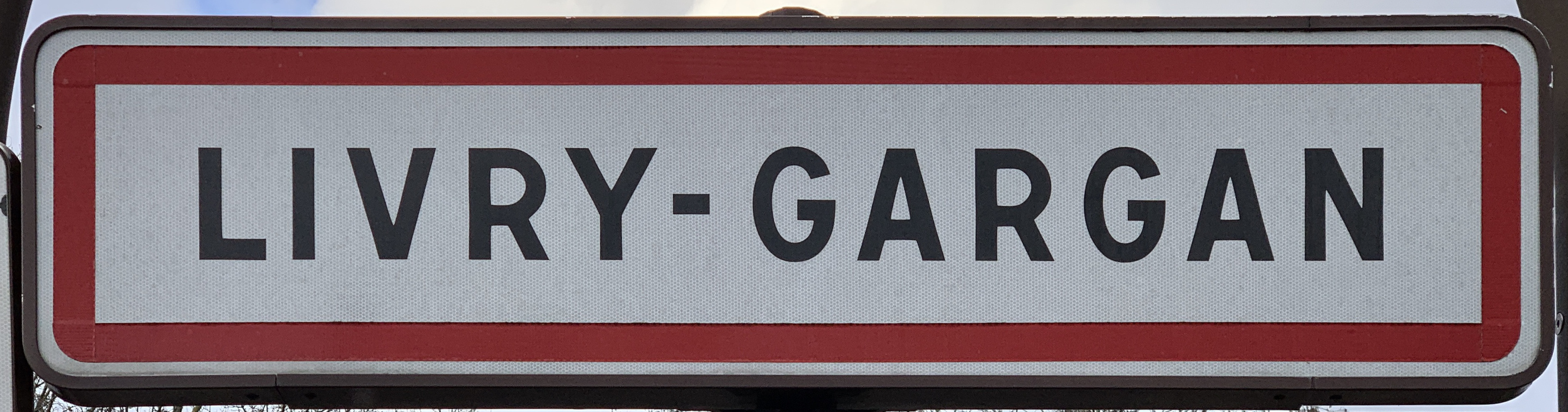
Panneau d'entrée dans la commune.

Livry-Gargan tire son nom de Livriacum, villa gallo-romaine d'un certain Liberius.
Le village de Livry est successivement mentionné sous les formes : Livriacus (867-875) ; Livreio, Livri (1193) ; Livry (13e siècle) ; Lyvriaco (1240) ; Livry-le-Châtel (1255) ; Livri en Lanois (1472) ; Livry en Launois (1540) ; Livry en l’Aulnay (1777).
En juillet 1912, un décret ministériel accole le patronyme du premier industriel de la ville, Louis-Xavier Gargan, à celui de Livry pour former « Livry-Gargan » ; désignant les nouveaux quartiers créés à partir de sa propriété. Ce choix ne fait pas l’unanimité dans les gazettes locales, le nom de « Livry-Sévigné » aurait été préféré.

## Histoire

### Antiquité
Aucun objet antique n'a été découvert dans la région de Livry. Il est donc difficile de savoir si le territoire fut occupé avant la conquête de la Gaule.
Mais l'origine du peuplement de la ville est certaine : elle remonte au défrichement de la forêt de Bondy.
Le village se serait développé le long d'une route ancienne, construite par les Gaulois et aménagée par les Romains, qui traversait Livry : l'actuelle route nationale 3. Cette route passait devant une clairière de la forêt de Bondy, où une exploitation agricole était installée : la villa gallo-romaine de Liberius.
L’historien Camille Jullian, du Collège de France, a fait des travaux de recherche sur les villas romaines de la forêt et notamment sur cette villa et sur son vaste domaine gallo-romain qui se nommait *Liberiacum, du nom de son propriétaire Liberius, suivi du suffixe d'origine gauloise -acum qui marque la propriété.
Comme tant d’autres, le domaine fut saccagé lors des invasions barbares du Ve siècle et ce n’est qu’à la fin du XIe siècle que l’on trouve les traces de Livriacus et que le nom est attesté sous cette latinisation médiévale. C'est à ce moment précis, que commence l’histoire connue de Livry.

### Moyen Âge
À la fin du XIe siècle, une communauté religieuse y est mentionnée: Notre-Dame-du Breuil, ou Notre-Dame des Brûlis. Le mot "Brûlis", signifiant "bois incendiés", indique que le défrichement de la forêt de Bondy s'effectuait déjà au profit d'une agriculture extensive.
Au XIIe siècle, Livry est sous régime féodal, mais contrairement à certains villages de la région, le terroir n’est pas morcelé en plusieurs fiefs. Guillaume Ier de Garlande, chancelier de France, et seigneur de Livry et de Garlande-en-Brie, y construit un manoir. Quelques habitations de serfs se regroupent alors autour du château. Le seigneur était très apprécié du peuple, grâce aux donations qu'il fait en 1111 au monastère de Saint-Martin-des-Champs.
Guillaume de Garlande a quatre fils, dont Étienne de Garlande, qui prend part à un des événements les plus marquants de Livry : l'abbé Lebeuf, au XIIe siècle indique en effet qu'Étienne de Garlande, alors Sénéchal et chancelier de France, est l'une des personnalités les plus importantes à la Cour de Louis VI le Gros. Tombé en disgrâce en 1127, il quitte la Cour à la demande de la reine Adélaïde de Savoie et transmet sa dignité de sénéchal à son neveu. En désaccord, Louis VI assiége son château puis le fait raser. Étienne de Garlande le fait néanmoins reconstruire et entoure le village de murs.
L'abbaye de Livry est fondée en 1186. En 1200, Guillaume IV de Garlande, vainqueur des Anglais à Mantes-la-Jolie en 1188, aidé par les donations de Philippe Auguste, fait bâtir près de la tombe de son père, l’abbaye Notre-Dame de Livry, desservie par les chanoines réguliers de Saint Augustin en 1197. L’église est dédiée à Notre-Dame[réf. nécessaire].
Au XIVe siècle La terre de Livry appartenait en 1464 pour moitié à Simon Charles, Président des comptes et pour l'autre moitié à Colette du Val

### Époque moderne

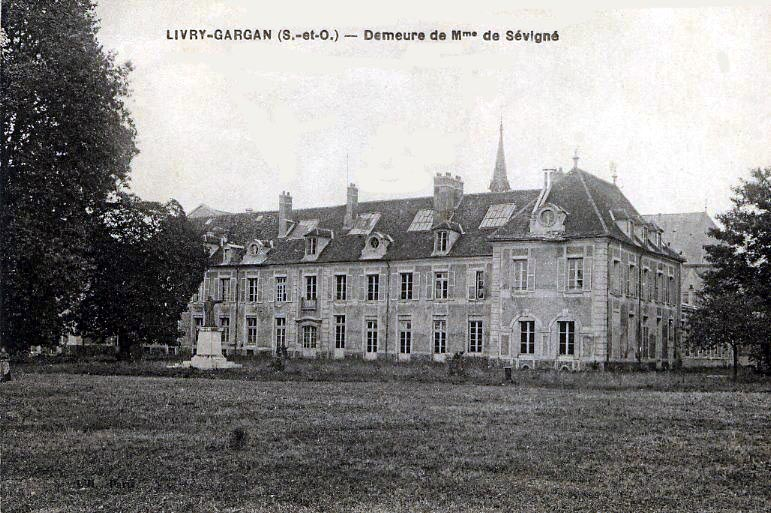
Abbaye de Livry vers 1900.

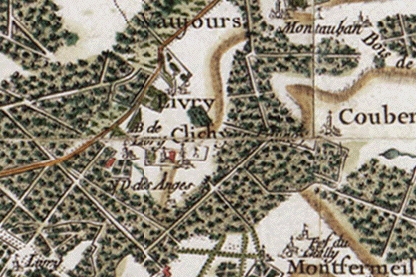
Livry vers 1780 (carte de Cassini).

En 1652 les incessants mouvements de troupes durant la Fronde des princes et les dévastations et pillages qui en découlent, laissent les chemins et les terres de Livry dans un état désolant et la population, dont une partie est anéantie par les privations, dans une profonde misère. De nombreuses habitations sont abandonnées
De 1624 à 1686, Christophe de Coulanges (v. 1607-1687) fut titulaire de l’abbaye. Il était l’oncle et tuteur de Marie de Rabutin-Chantal (1626-1696), devenue en 1644 la marquise de Sévigné. Madame de Sévigné, passe sa jeunesse à l’abbaye et y revient souvent après la mort de son mari, survenu en 1651. Elle y écrit de nombreuses lettres (voir Lettres de la Marquise de Sévigné), dans lesquelles elle ne tarit pas d’éloges sur Livry. Il est vrai que ce petit village, qui s’appelait encore Livry en Aulnoye, situé sur le vieux chemin d’Allemagne, au cœur de l’antique forêt de Bondy et du Pays d’Aulnoye, devait être bien sympathique au XVIIe siècle. Sa situation élevée, offrait alors aux visiteurs quelques beaux panoramas[réf. nécessaire].
Louis, marquis de Mailly et de Nesles, alors propriétaire de Livry, établit en 1663 le plan terrier de son domaine. Les indications contenues dans ce plan sont précieuses pour l'étude de la situation et de l'état de la seigneurie, de la châtellenie et de la paroisse de Livry, dans la seconde moitié du XVIIe siècle.

### Époque contemporaine

#### Révolution française et Empire
En 1789, Louis XVI promet la réunion des États Généraux. Le 16 avril, l'assemblée paroissiale rédige son Cahier de doléances, sur lequel vingt-six signataires apposèrent leur nom. Ce cahier réclamait l'abolition des capitaineries de chasse, revendiquait la propriété des arbres le long des chemins, les droits des habitants sur la forêt, la destruction du gibier, le droit du colombier, la nécessité d'avoir un vicaire, et un marché qui satisfasse le public. Quelques mois plus tard, la Révolution éclate. Le 19 novembre de la même année, un décret ordonne la vente des biens du clergé comme biens nationaux, qui intervient un an plus tard. Le 7 janvier 1790, un décret crée le canton de Livry au sein du département de Seine-et-Oise. Cette même année, la ville connait son premier maire, Joseph Dufaut.
À cette époque, le village se présente comme une petite agglomération de 1 500 âmes située à l’orée de la forêt et entourée de quatre grandes propriétés : l’abbaye, le domaine seigneurial, l’Écu de France et le Grand Berceau. La paroisse de Livry dépend alors du doyenné de Chelles et de la généralité de Paris. Ses habitants vivent pour l’essentiel de l’agriculture sur de petites parcelles, de petits labours, de l’élevage laitier et notamment de la viticulture. Une plâtrière apporte également un complément d’activité non négligeable.
Le 25 juin 1791, le cortège ramenant Louis XVI de Varennes-en-Argonne traverse Livry par la grande route de Meaux à Paris. Les Livryens, curieux, se massent sur le parcours, et regardèrent le cortège passer, « le chapeau sur la tête, tout en gardant un lugubre silence, conformément à cet ordre affiché et répété sur tout le passage du roi » (Mémoires du général Paul Thiébault),.
En 1792, Blaquière succéda au premier maire de la commune. Quelques mois plus tard s'installe la Convention nationale. Le 26 août 1792, neuf citoyens (dont trois Livryens) sont élus à l'assemblée cantonale de Livry.
En 1793, de nouvelles élections ont lieu. Mais les municipalités virent leurs existences abrégées, sans doute, par la chute de Robespierre. De nouvelles élections eurent lieu, et certains membres des assemblées précédentes y participèrent. Parallèlement, la disette fit de nombreux dégâts dans les campagnes.
Le 9 septembre 1795 (22 fructidor an III), de nouvelles élections cantonales amènent le Directoire. Peltier, alors maire de la commune, en désaccord avec les idées prônées, démissionne et est remplacé par Blondel, procureur de Livry et réélu aux élections de 1797. Le Coup d'État du 18 fructidor an V (4 septembre 1797) entraîne des élections, qui sont annulées successivement. En 1798, Grivellé est élu et stabilise la situation tant politique qu'économique du village.
À cette période, la nouvelle assemblée oblige les membres du clergé à prêter serment à la Constitution. Puis la Convention nationale tente de remplacer le culte catholique par celui de la Déesse de la Raison, puis par le culte de l'Être Suprême. Sans succès. Parallèlement, les bâtiments conventuels de l’abbaye sont détruits et les biens nationaux vendus (les meubles, les cloches, les livres, l’horloge, etc.) ; seule la maison abbatiale est épargnée et achetée par l’amiral Jacob, ministre de la Marine, où il se retire en 1842 et y meurt en 1854. La maison est démolie en 1924 et les derniers restes de l’abbaye disparaissent en 1962.
En 1800, la vie politique de Livry change radicalement. Le 28 pluviôse an VIII (17 février 1800), la loi divise le département en arrondissements, créant ainsi l'arrondissement de Pontoise. Le canton de Livry en fait partie mais ses communes (Livry, Tremblay, Villepinte, Sevran, Vaujours, Clichy-sous-Bois, Coubron, Montfermeil, Gagny, Neuilly-sur-Marne, Gournay-sur-Marne, Noisy-le-Grand) sont réunies au canton de Gonesse.
En 1802, débute le creusement du canal de l'Ourcq afin d'alimenter en eaux salubres Paris. L'idée de ce canal remonterait au XVIe siècle, sous le règne de François Ier, puis est reprise sous le règne de Louis XIV, en 1673. Bonaparte, alors premier Consul, confie les travaux à Pierre-Simon Girard, ingénieur en chef des Ponts-et-chaussées. Les travaux débutent le 23 septembre 1802. Le 2 décembre 1808, les eaux arrivent à Paris. Le canal est terminé en 1822.
En 1805, le comte Robert Guillaume Dillon, futur maréchal de camp, est élu maire de Livry et réside au château.
Le comte d’Artois, futur Charles X, y arrive le 11 avril 1814, et s'arrête au château du comte Damas.
En 1860, un industriel, Louis-Xavier Gargan, achète un terrain boisé le long de la route de Meaux où il fait construire une scierie mécanique, à l’angle des actuels boulevards de la République et Marx-Dormoy. Autour, se forme rapidement un nouveau quartier.
En 1869, le territoire de la commune est amputé par la création de la commune du Raincy. Dès lors, une rivalité s’établit entre les deux communes. De nombreuses notabilités désertèrent Livry, dénoncées par « Les lamentations de Tardu».

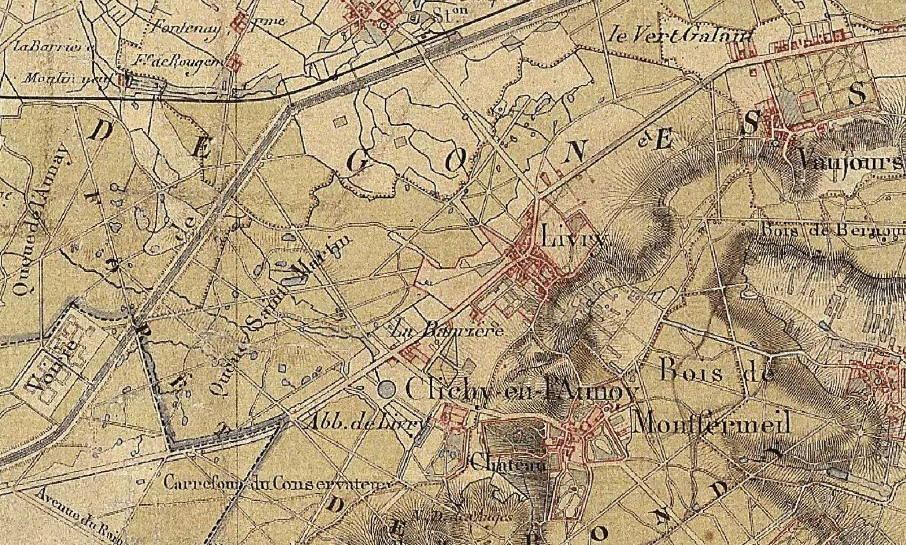
Livry vers 1870 - carte de France dite d’état-major.

En 1870, lors de la Guerre franco-allemande de 1870, l'invasion prussienne débute : Livry souffre beaucoup et voit les usines Gargan saccagées et ses arbres coupés. L'occupation dure du 19 septembre 1870 au 24 septembre 1871.

#### Exploitation des eaux
En 1878, Livry veut concurrencer Enghien-les-Bains en exploitant la source de l’actuel lac de Sévigné. Le maire de Livry fit construire une station thermale appelée « Sévigné-les-Eaux » (à l’angle de la rue Stalingrad et de l’allée Jeanne), ainsi que deux hospices, pour le traitement des maladies du larynx et de la poitrine. Mais les thermes n’ont pas le succès escompté.
En 1912, le conseil municipal sollicite la reconnaissance de la commune comme « station hydrominérale ». Mais par décret du 17 novembre 1912, après un avis négatif de l’Académie de médecine et du Conseil d’hygiène puis du par le Conseil d’État, le gouvernement rejette la demande. Selon la rumeur, cette décision est influencée par les dirigeants politiques d’Enghien-les-Bains.
Aujourd'hui, le siège de la société d'exploitation des eaux sulfureuses (qui perdure de 1893 à 1912) abrite le siège de l'Inspection académique de la ville.

#### Début duXXesiècle
En juillet 1912, un décret renomme la ville, qui devient « Livry-Gargan », officialisant un nom entré dans le langage local pour désigner les lotissements édifiés autour de l’usine de l’industriel de la ville Louis-Xavier Gargan. Ce choix ne fait pas alors l’unanimité, beaucoup ayant préféré le nom de « Livry-Sévigné »[réf. nécessaire].
Viennent alors les difficiles années de la Première Guerre mondiale et, le 3 septembre 1914, 250 hommes de réserve appartenant au 10e régiment de hussards passent par Livry-Gargan pour se diriger se dirigèrent vers Aulnay-sous-Bois. Dans la nuit du 7 au 8 septembre, les Livryens sont réveillés par 500 taxis parisiens, les célèbres «taxis de la Marne» qui, partis de Gagny, transportaient chacun des combattants jusqu’à Nanteuil-le-Haudouin pour la première Bataille de la Marne. Le 13 septembre, les Allemands se replient et ne parviennent pas à atteindre Paris.
Après la Première Guerre mondiale, le nombre des maisons double, passant de 2 822 en 1921 à 4 751 en 1931. Parallèlement, la population augmente considérablement passant de 11 752 habitants en 1921 à 21 213 habitants en 1931. À cette époque, Livry-Gargan était déjà une vraie ville de banlieue, avec ses lotissements, ses écoles, ses travaux de voirie, etc. Mais la guerre de 1939 ralentit considérablement cette progression.

Livry-Gargan au tout début du XXe siècle
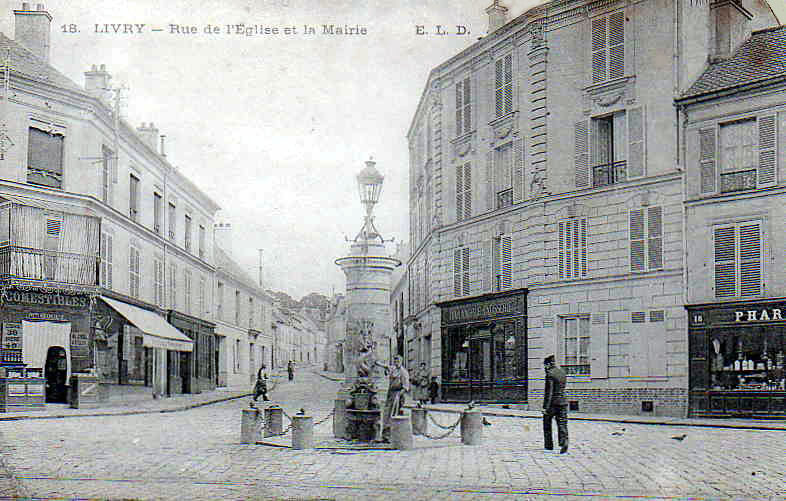
Livry - rue de l’église et la mairie.
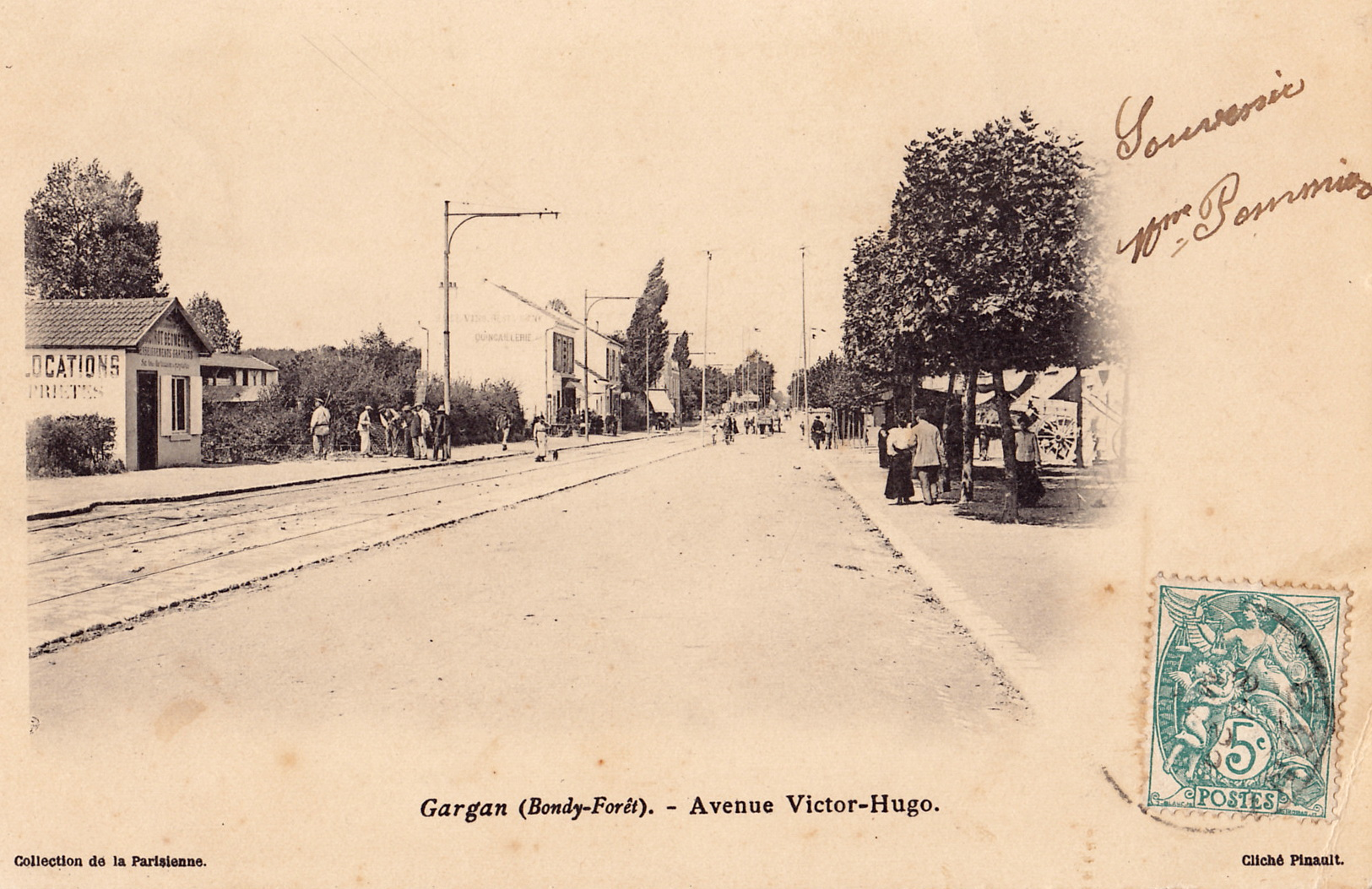
L'avenue Victor-Hugo, vers 1904. Les rails sont ceux de la compagnie des tramways de l'Est parisien.
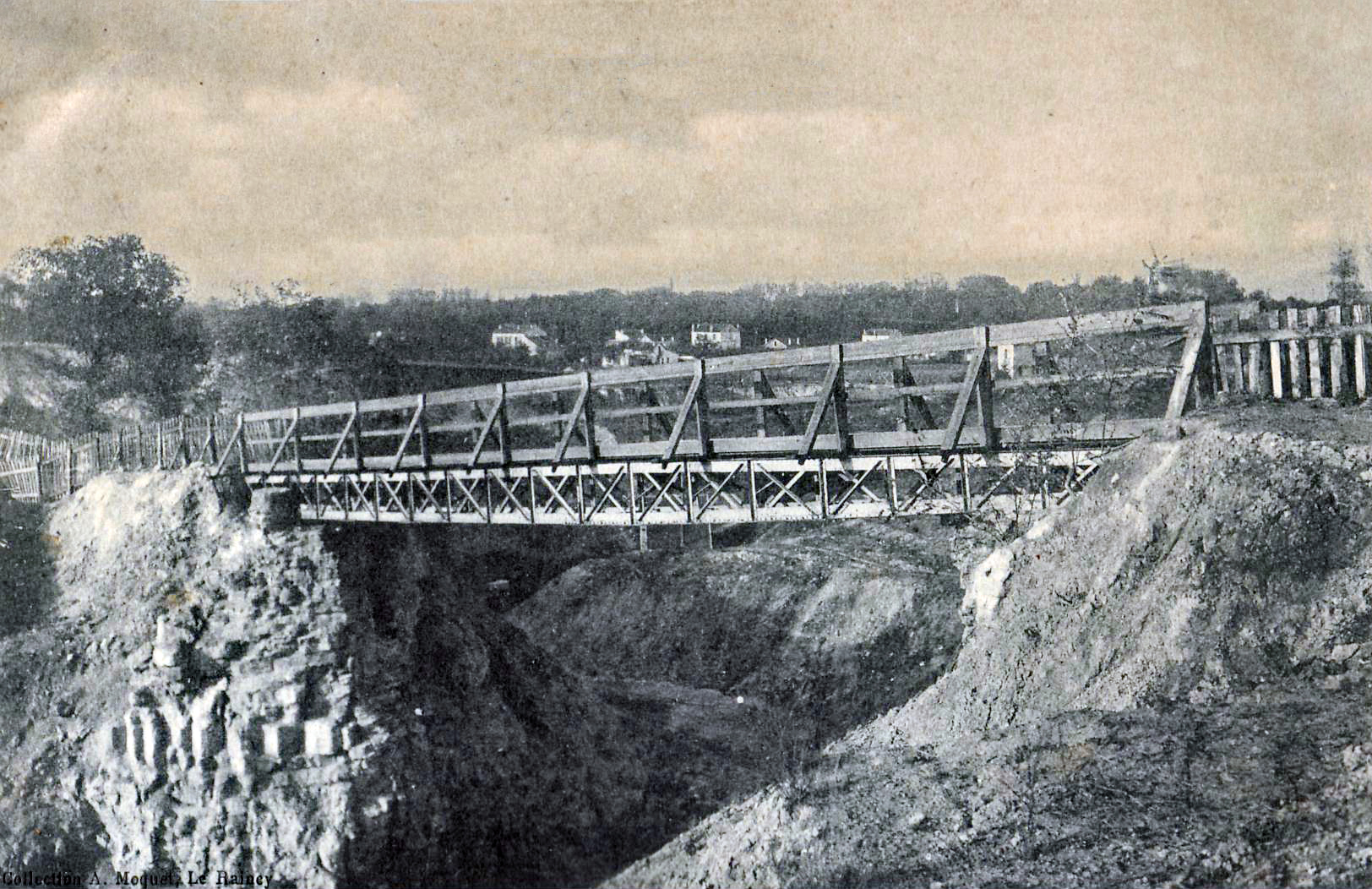
Les carrières de gypse de Livry-Gargan.
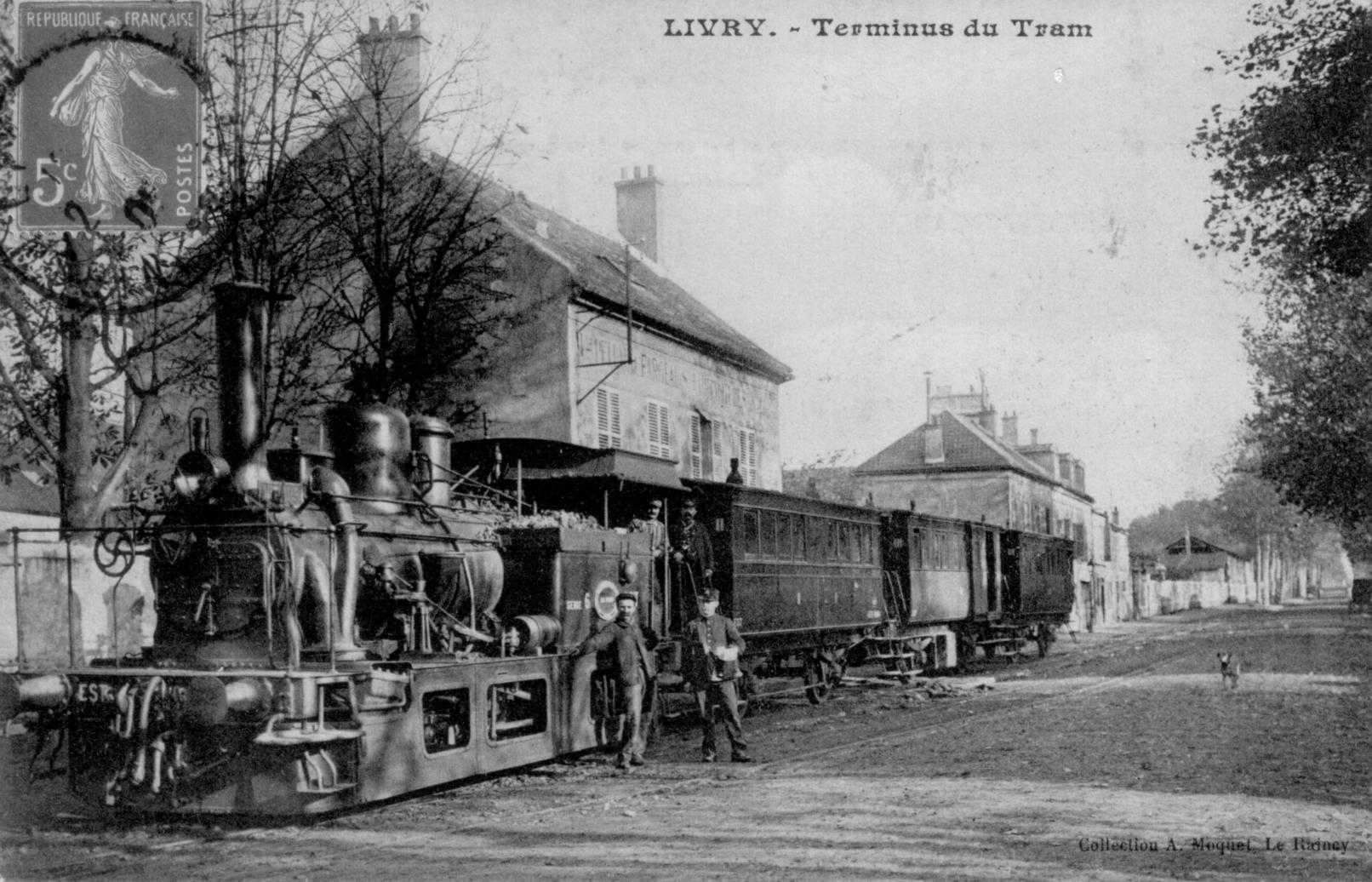
Le terminus du tramway à Livry.
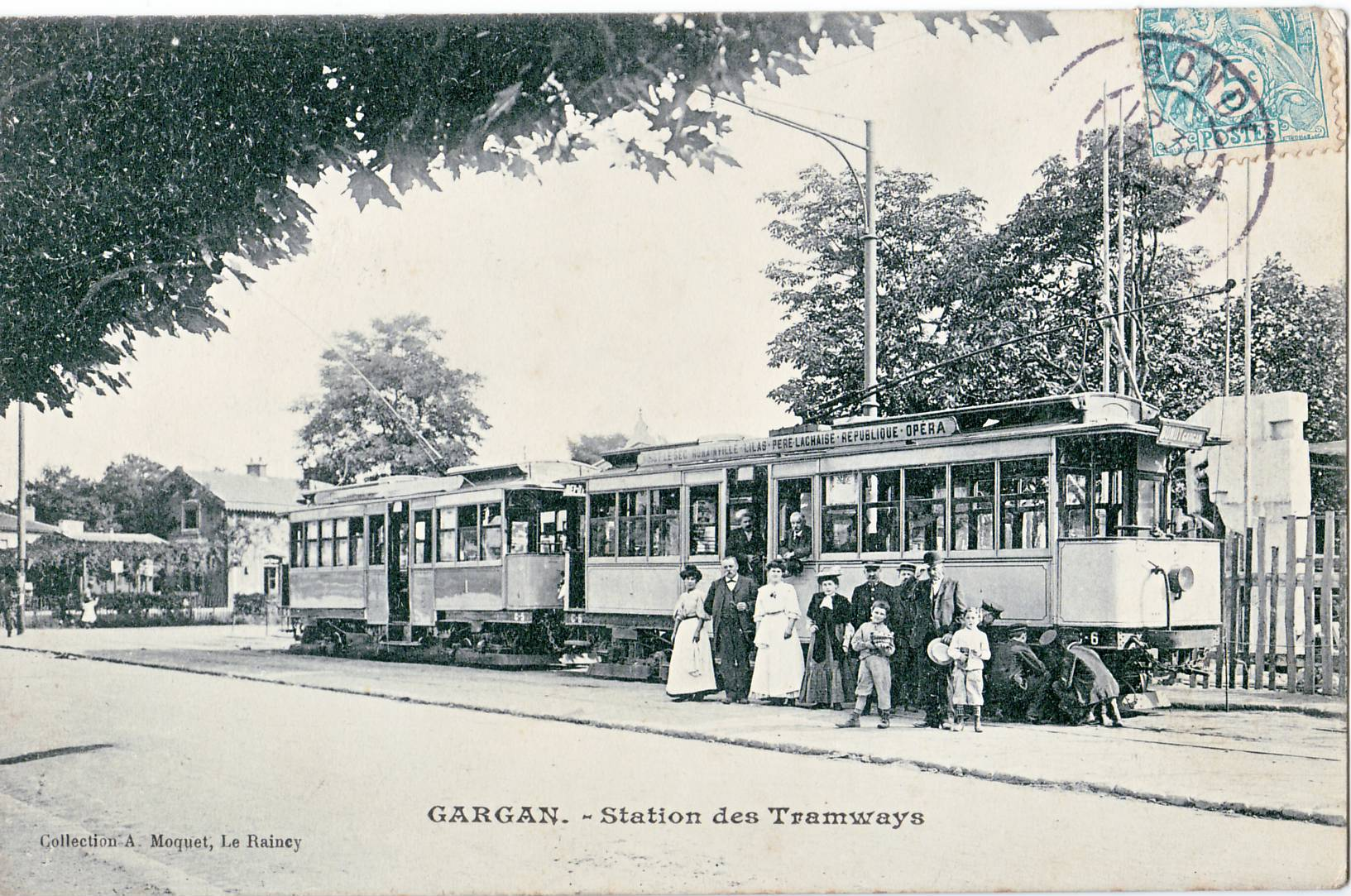
Rame des tramways électriques au terminus de Gargan (Chemins de fer nogentais).

#### Seconde Guerre mondiale
Pendant la Seconde Guerre mondiale, durant l’été 1940, quelques Livryens résolus, dont Camille Nicolas, décident de résister à l’occupant allemand et créent le réseau M-4.
En 1942, les réseaux de résistance sont bien organisés, jusqu’en décembre 1943, époque où certains résistants furent arrêtés par la Gestapo. Plusieurs élus communistes sont fusillés dont Lucien Michard, ancien président du groupe communiste avant la guerre et Eugène Massé secrétaire de la section du PCF, au Mont-Valérien.
En juillet 1944, Maurice Carité, ancien rédacteur à L’Aube et chef de la résistance de Livry, organise plusieurs réunions du Conseil national de la Résistance (CNR), à Livry, au bureau de la Maison de Famille (à l’angle du boulevard Jean-Jaurès et de l’avenue Vauban). Les résistants de la compagnie Robespierre mènent assez tardivement, en juin 1944, des actions de sabotage à Sevran et Livry-Gargan notamment. Ces jeunes francs-tireurs et partisans (FTP) commandés par Louis Hême, animateur de la résistance locale, poursuivent à la suite de ces actions un combat armé contre les troupes allemandes qui facilite l’arrivée des premiers Américains. Les combats de la libération des 27, 28 et 29 août 1944 sur le site de l’actuel hypermarché Cora à la sortie Est de la ville font plusieurs victimes. Livry-Gargan est ainsi libérée par les Américains le 27 août 1944.
Le comité local de libération présidé par Gabriel Beillon et à laquelle participe le champion cycliste Antonin Magne, assure la gestion municipale de 1945 à 1947. Mais l’alliance de la SFIO avec la droite (MRP) redonne alors le pouvoir à la SFIO.

#### Seconde moitié duXXesiècle

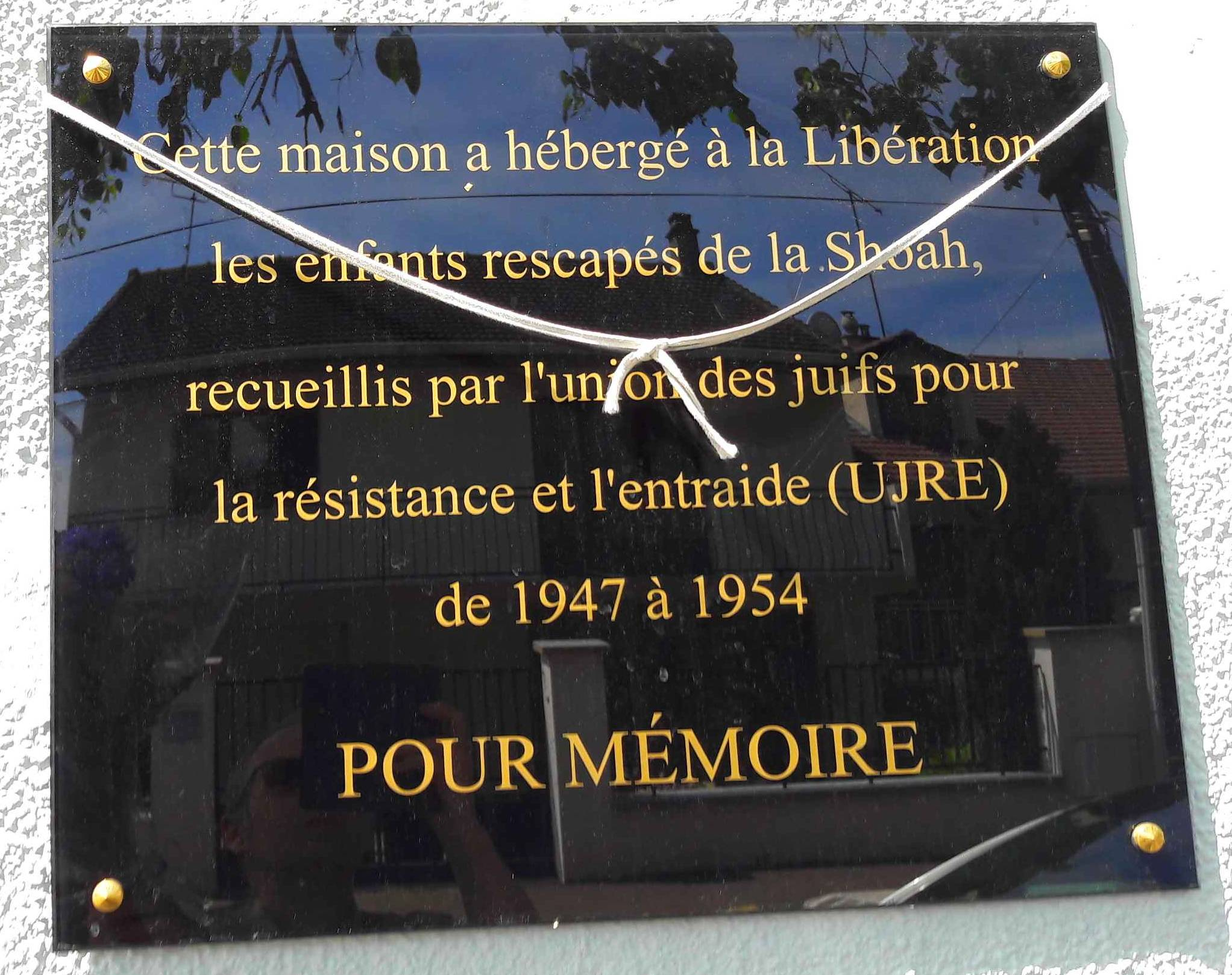
Plaque inaugurée le 30 avril 2017 sur l'ancienne maison d'enfants de l'UJRE de Livry-Gargan.

Entre 1947 et 1954, l'Union des juifs pour la résistance et l'entraide héberge des enfants de victimes de la Shoah en la maison située au no 81 de l'avenue du Colonel-Fabien ; une plaque commémorative y est inaugurée le 30 avril 2017.
Après la Seconde Guerre mondiale, la commune poursuit fortement son urbanisation par le lotissement de ses grandes propriétés en particulier celle de l’Abbaye. En 1954, le quartier de l’Abbaye est encore un hameau. Néanmoins, la ville conserve un caractère vert par la présence de nombreux parcs et jardins, et son urbanisation, essentiellement pavillonnaire, n’ayant pas été bouleversée par l’édification de « grands ensembles » comme dans de nombreuses communes voisines.
En pleine guerre d'Algérie, la ville est marquée par les attentats. Le 17 novembre 1957 une fusillade menée par des indépendantistes algériens éclate dans un marché de la ville,. Le 4 avril 1961 un nouvel attentat est à déplorer faisant deux morts et lors duquel le chef du Mouvement national algérien (MNA) du secteur de Livry-Gargan, Mohamed Sefiane, est blessé,. Le 7 avril, le même commando FLN attaque l'hôpital de Montfermeil dans un second attentat faisant un mort et treize blessés dans le but de retrouver Mohamed Sefiane,.
En 1971 la droite locale rompt son alliance avec la SFIO et mène sous le sigle « UCMPT » une violente campagne infructueuse contre la gestion municipale du maire socialiste Alfred-Marcel Vincent. La ville est alors gérée jusqu'en 2014 par l’union de la gauche sous majorité socialiste.

#### Début duXXIesiècle
Lors des émeutes de novembre 2005 les trois jeunes poursuivis par la police ont été signalés par un habitant de la ville rôdant autour d’un chantier,, à proximité du stade Alfred-Marcel Vincent dont ils revenaient à pied vers leurs domiciles de Clichy-sous-Bois, la commune voisine. Durant ces émeutes urbaines, les deux collèges de la ville ainsi que le gymnase stade Alfred-Marcel Vincent et un autre bâtiment municipal[réf. nécessaire] ont subi quelques dégâts restés relativement « mineurs » (de l’ordre de quelques dizaines de milliers d’euros selon la commune[réf. nécessaire]), en particulier en comparaison avec la plupart des villes voisines (Sevran, Aulnay-sous-Bois ou Clichy-sous-Bois) qui ont comptabilisé de nombreuses destructions de biens publics ou privés.
La création d'une ligne de tramway destinée à desservir Clichy-sous-Bois et Montfermeil en passant par les voies principales de la ville, dont la route départementale 116, ainsi que la route nationale 403, rencontre résolue de la municipalité dirigée par Alain Calmat, semble-t-il soucieux de ne pas se mettre à dos des riverains farouchement opposés à cette extension à proximité des prochaines échéances municipales. Au cœur des enjeux électoraux de 2007, le projet a en revanche le soutien des socialistes Claude Dilain, Gilbert Roger, Pascal Popelin (alors adjoint au maire) comme des UMP Xavier Lemoine et Éric Raoult. Cette ligne est mise en service après de longs débats en 2019 et constitue désormais une des branches de la ligne 4 du tramway d'Île-de-France.

## Politique et administration

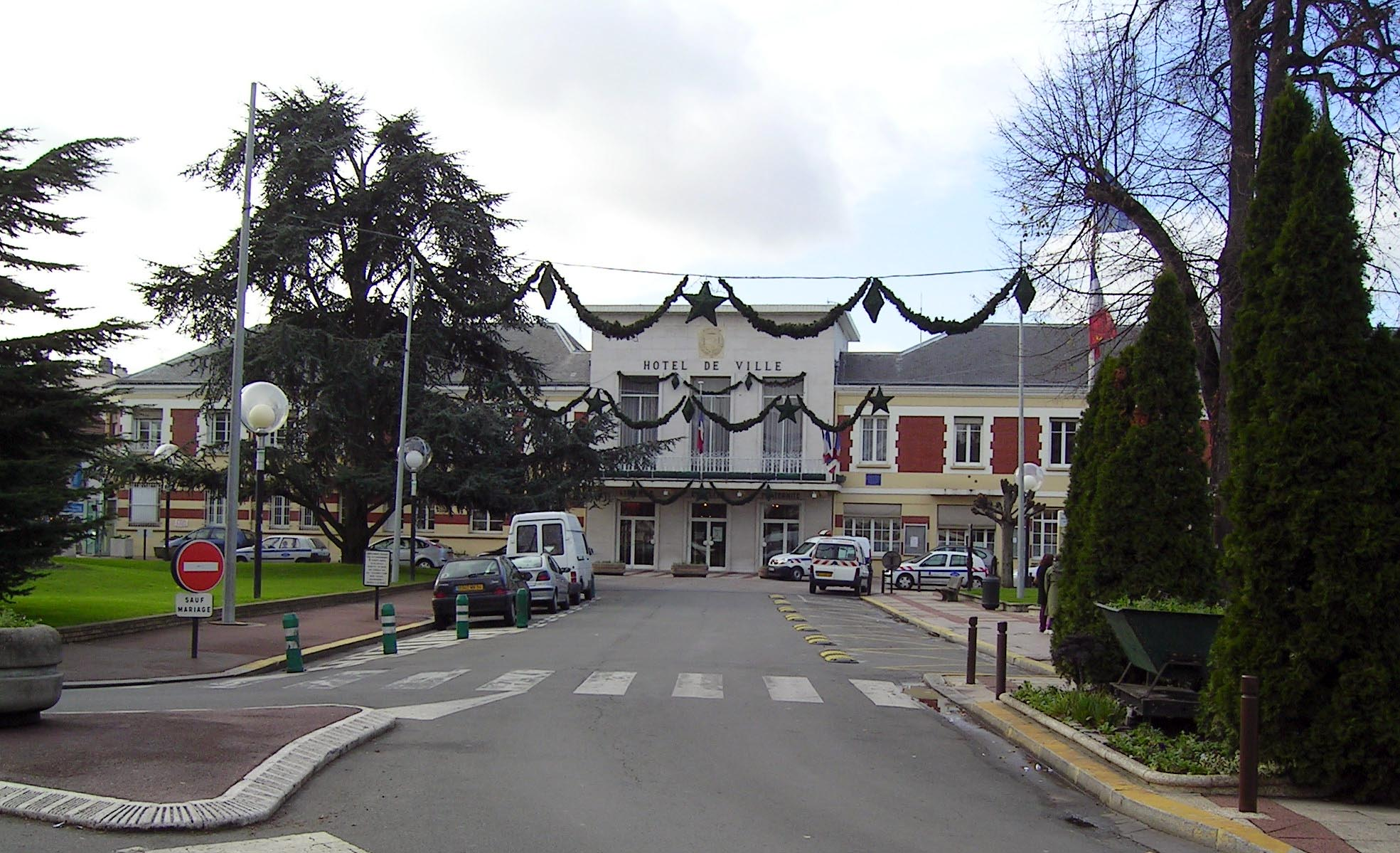
L’hôtel de ville de Livry-Gargan.

### Découpage territorial

#### Commune et intercommunalités
Dans le cadre de la mise en œuvre de la volonté gouvernementale de favoriser le développement du centre de l'agglomération parisienne comme pôle mondial est créée, le 1er janvier 2016, la métropole du Grand Paris (MGP), à laquelle la commune, qui n'était membre d'aucune intercommunalité, a été intégrée.
Dans le cadre de la mise en place de la métropole du Grand Paris, la loi portant nouvelle organisation territoriale de la République du 7 août 2015 (loi NOTRe) prévoit la création d'établissements publics territoriaux (EPT), qui regroupent l'ensemble des communes de la métropole à l'exception de Paris, et assurent des fonctions de proximité en matière de politique de la ville, d'équipements culturels, socioculturels, socio-éducatifs et sportifs, d'eau et assainissement, de gestion des déchets ménagers et d'action sociale.
La commune a donc également été intégrée le 1er janvier 2016 à l'établissement public territorial Grand Paris - Grand Est.

#### Circonscriptions administratives
Antérieurement à la loi du 10 juillet 1964, la commune fait partie du département de Seine-et-Oise. Le redécoupage des anciens départements de la Seine et de Seine-et-Oise fait que la commune appartient désormais à la Seine-Saint-Denis après un transfert administratif effectif le 1er janvier 1968 et dépend donc administrativement de la Préfecture de Bobigny.
Elle faisait partie de 1801 à 1182 du canton de Gonesse, année où elle intègre le canton du Raincy de Seine-et-Oise. Lors de la mise en place de la Seine-Saint-Denis, elle devient en 1967 le chef-lieu du canton de Livry-Gargan. Dans le cadre du redécoupage cantonal de 2014 en France, cette circonscription administrative territoriale a disparu, et le canton n'est plus qu'une circonscription électorale.
Livry-Gargan fait partie de la juridiction d’instance du Raincy, et de grande instance ainsi que de commerce de Bobigny[réf. souhaitée].
Livry-Gargan abrite plusieurs administrations et services publics sur son territoire : deux bureaux de poste, une caserne de sapeurs-pompiers, un commissariat de police, une police municipale, un centre des impôts, une trésorerie principale, une agence nationale pour l’emploi (ANPE), un accueil Pôle emploi, un centre de sécurité sociale, un point d’accueil EDF-GDF, etc.[réf. nécessaire]

Canton Livry-Gargan en 2020
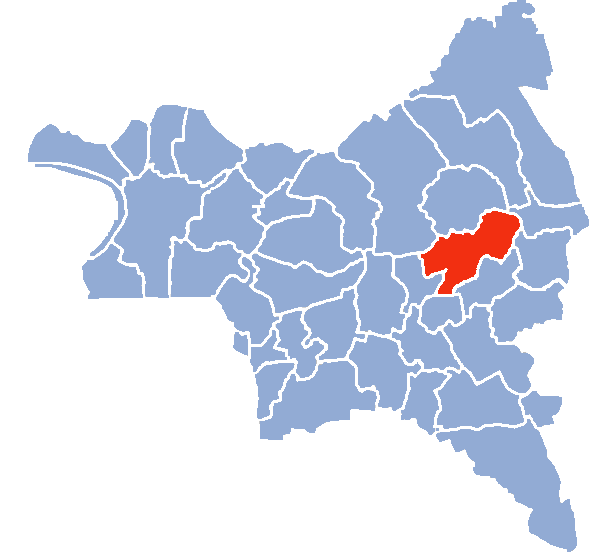
Livry-Gargan dans le département de Seine-Saint-Denis en 2020

#### Circonscriptions électorales
Pour les élections départementales, la commune est depuis 2014 le bureau centralisateur d'un nouveau canton de Livry-Gargan, qui intègre également Clichy-sous-Bois.
Pour l'élection des députés, elle fait partie de la douzième circonscription de la Seine-Saint-Denis.

### Élections municipales et communautaires
Politiquement, Livry-Gargan a longtemps été une ville socialiste, les électeurs ayant continuellement renouvelé leur soutien aux majorités municipales socialistes depuis 1961 et de gauche depuis 1919.
Aux municipales de 2001, Alain Calmat (DVG) est réélu au premier tour avec 54,67 % des suffrages, soit 6 493 voix. Pascal Popelin, adjoint au maire PS chargé des finances et des affaires économiques est réélu conseiller général du canton de Livry-Gargan. Il est reconduit vice-président du conseil général de Seine-Saint-Denis.
Aux élections municipales de 2008, la liste conduite par Alain Calmat (DVG) est réélue au premier tour avec 63,58 % des suffrages puis, aux élections législatives françaises de 2012, Pascal Popelin bat le sortant UMP Éric Raoult et confirme l'ancrage de la ville à gauche.

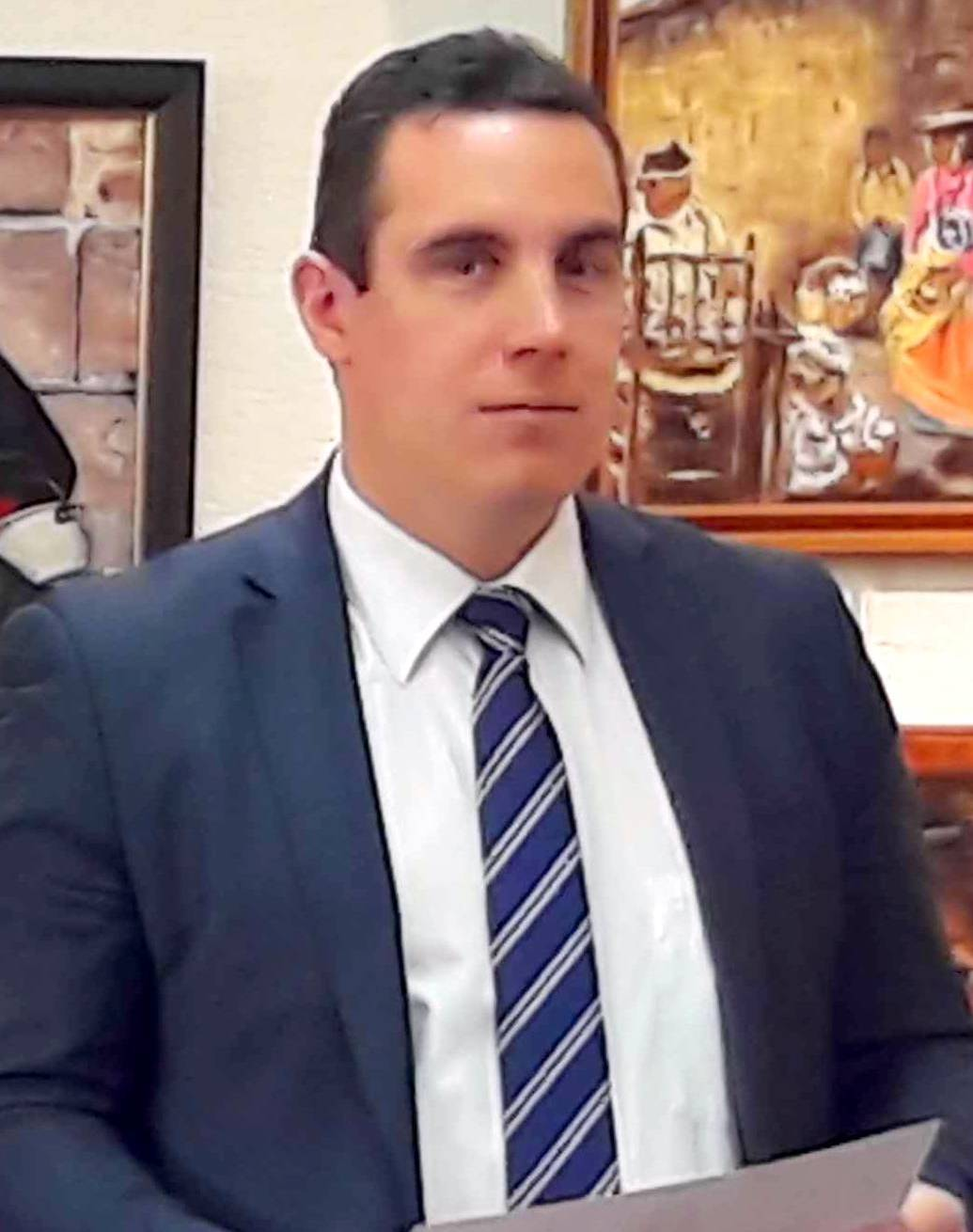
Pierre-Yves Martin en 2018

Aux deuxième tour des élections municipales de 2014 dans la Seine-Saint-Denis, la liste conduite par Pierre-Yves Martin (UMP-UDI) l'emporte face au maire sortant, Alain Calmat, avec 56,16 % des suffrages, la ville socialiste depuis un siècle bascule alors à droite. Le premier adjoint au maire, Gérard Prudhomme (UDI), devient conseiller départemental de la Seine-Saint-Denis avec 52,07 % des suffrages lors des élections de 2015. En décembre 2017, des dissensions politiques se font sentir, Prudhomme, menace alors de quitter ses fonctions. En juillet 2018, il crée avec deux autres élus le nouveau groupe « Livry-Gargan, et maintenant ? » au sein de la majorité du conseil municipal. En octobre 2018, il fonde avec Mohamed Ayyadi un groupe « Agir » au conseil départemental de Seine-Saint-Denis. Prudhomme renonce finalement à se présenter pour les municipales de mars 2020 et se met en retrait de la vie municipale.

#### Élections de 2020
Lors des Élections municipales de 2020 dans la Seine-Saint-Denis, Pierre-Yves Martin (LR, soutenu par LREM) se déclare candidat à sa propre succession. Le maire sortant se dispute l'élection avec trois candidatures déclarées à gauche, Amal Aïssaoui (LO), Laurent Trillaud (DVG, soutenu notamment par le PCF, EELV et LFI) et Armen Papazian (PS). La préservation du cadre de vie est un sujet majeur de la campagne. Pierre-Yves Martin, réélu au premier tour dans le contexte particulier de la pandémie de maladie à coronavirus Covid-19,.
Le nombre d'habitants au dernier recensement étant compris entre 40 000 et 49 999, le nombre de membres du conseil municipal est de 43.
Le maire de la commune depuis 2014 est Pierre-Yves Martin (UMP, puis LR) ; il est assisté pour la mandature 2020-2026 par 16 adjoints.

#### Élections municipales
- élections municipales de 1995 : 47,92 % pour Alain Calmat (DVG), 34,53 % pour Leroy (DVD), 17,55 % pour Jean-François Allibe (FN), 63,81 % de participation au second tour[99],[100].
- élections municipales de 2001 : 54,67 % pour Alain Calmat (DVG), 24,20 % pour la liste de droite, 12,09 % pour Jean-Bernard Labour (MNR), 12,09 % pour la liste d'extrême gauche, 54,22 % de participation au second tour[101].
- élections municipales de 2008 : 63,58 % pour Alain Calmat (DVG), 23,12 % pour Pierre Perret (MAJ), 8,05 % pour Isabelle Bryon (CMD), 5,24 % pour Gérard Prudhomme (DVD), 96,32 % de participation au premier tour[102]
- élections municipales de 2014 : 56,16 % pour Pierre-Yves Martin (UMP-UDI), 43,83 % pour Alain Calmat (DVG), 96,26 % de participation au second tour[103].
- élections municipales de 2020 : 61,12 % pour Pierre-Yves Martin (LR-DVD), 21,81 % pour Laurent Trillaud (DVG), 14,52 % pour Armen Papazian (PS) et 2,56 % pour Amal Aissaoui (LO), 31,67 % de participation au premier tour[96]

### Autres élections
En 1995, les Livryens préfèrent au second tour de l’élection présidentielle Jacques Chirac (55,94 %) à Lionel Jospin (44,06 %).
À l’élection présidentielle de 2002, le premier tour voit arriver en tête Jean-Marie Le Pen avec 22,1 %, suivi de Jacques Chirac avec 17,9 %, Lionel Jospin avec 16,6 % puis Jean-Pierre Chevènement avec 7,1 %, François Bayrou avec 6,4 % et Arlette Laguiller avec 5,5 %, les autres candidats ne dépassant pas le seuil de 5 %. Au second tour, les électeurs ont voté à 79,1 % pour Jacques Chirac contre 20,9 % pour Jean-Marie Le Pen avec un taux d’abstention de 20,7 %, résultat assez proche des tendances nationales (respectivement 82,21 % et 17,79 % ; abstention 20,29 %) avec cependant trois points supplémentaires pour Jean-Marie Le Pen.
Au référendum sur le traité constitutionnel pour l’Europe du 29 mai 2005, les Livryens votent Non à 59,16 % contre 40,84 % de Oui avec un taux d’abstention de 32,18 % (France entière : Non à 54,67 % ; Oui à 45,33 %). Ces chiffres sont conformes à la tendance départementale (Non à 61,52 % ; Oui à 38,48 %) mais à peu près inverse aux résultats franciliens (Oui 53,99 % ; Non 46,01 %) démontrant le caractère populaire de la ville, les votes négatifs ayant été majoritairement le fait de l’électorat le plus modeste en France selon les analystes.
Cependant, lors de l'élection présidentielle de 2007, les habitants de Livry-Gargan ont nettement voté en faveur de Nicolas Sarkozy contre sa concurrente Ségolène Royal, cette dernière obtenant 43,42 % des suffrages contre 56,58 % pour Nicolas Sarkozy.
Lors des élections départementales de 2021 se font dans le cadre duel de droite désigné comme « fratricide » entre le maire de Livry-Gargan, Pierre-Yves Martin et le conseiller départemental sortant, Gérard Prudhomme (Agir !) ; Pierre-Yves Martin, le premier, suppléant du second en 2015, et alliés lors des municipales de 2014. Le binôme de droite, composé de Pierre-Yves Martin (DVD), et Sylvie Paul (LR), remporte ce second tour avec 74,23% devant le Rassemblement national qui obtient 25,77% des voix. Le canton de Livry-Gargan est alors le seul de Seine-Saint-Denis avec un binôme du Rassemblement national (Jean-François Périer et Françoise Trova) en lice pour la deuxième tour et fait donc figure d’exception dans un contexte de forte abstention,,.

#### Élections cantonales et départementales
- élections cantonales de 2008 : 51,70 % pour Pascal Popelin (PS), 28,58 % pour Pierre Perret (UMP), 8,35 % pour Arnold Voillemin (UDF), 6,25 % pour Claude Bombel (PCF), 5,12 % Agnes Chevingnau (DVG), 96,60 % de participation[114].
- élections départementales de 2015 : 63,12 % pour Sylvie Paul et Gérard Prudhomme (LR-UDI), 36,88 % pour Olivier Klein et Charlotte Seutin (PS-UG), 44,54 % de participation[115].
- élections départementales de 2021 : 74,23 % pour Sylvie Paul et Pierre-Yves Martin (LR-DVD), 25,77 % pour Jean-François Périer et Françoise Trova (RN), 22,92 % de participation.

#### Élection législatives
Résultats des seconds tours :
- élections législatives de 1993 : 68,19 % pour Éric Raoult (UMP), 31,81 % pour Gilbert Péréa (FN), 60,68 % de participation[116].
- élections législatives de 1997 : 48,01 % pour Alain Calmat (DVG), 35,59 % pour Éric Raoult (UMP), 16,41 % pour Franck Timmermans (FN), 73,66 % de participation[117].
- élections législatives de 2002 : 52,44 % pour Alain Calmat (DVG), 47,56 % pour Éric Raoult (UMP), 61,03 % de participation[118].
- élections législatives de 2007 : 50,08 % pour Éric Raoult (UMP), 49,92 % pour Pascal Popelin (PS), 56,10 % de participation[119].
- élections législatives de 2012 : 56,99 % pour Pascal Popelin (PS), 43,01 % pour Éric Raoult (UMP), 54,55 % de participation[120].
- élections législatives de 2017 : 54.80 % pour Stéphane Teste (EM), 45,20 % pour Ludovic Toro (UDI), 35,46 % de participation[121].

#### Élection présidentielle
Résultats des seconds tours :
- élections présidentielle de 1995 : 55,94 % pour Jacques Chirac (RPR), 44,06 % pour Lionel Jospin (PS), 79,93 % de participation[122].
- élections présidentielle de 2002 : 79,07 % pour Jacques Chirac (RPR), 20,93 % pour Jean-Marie Le Pen (FN), 95,48 % de participation[111].
- élections présidentielle de 2007 : 56,58 % pour Nicolas Sarkozy (UMP), 43,42 % pour Ségolène Royal (PS), 96,17 % de participation[113].
- élections présidentielle de 2012 : 51,43 % pour François Hollande (PS), 48,57 % pour Nicolas Sarkozy (UMP), 94,63 % de participation[123].
- élections présidentielle de 2017 : 69,06 % pour Emmanuel Macron (EM), 30,94 % pour Marine Le Pen (FN), 73,61 %} de participation[124].

#### Référendums
- Référendum de 1992 relatif au traité de Maastricht : 50,06 % pour le Oui, 49,94 % pour le Non, 97,49 % de participation[125].
- Référendum de 2000 relatif au quinquennat présidentiel : 74,37 % pour le Oui, 25,63 % pour le Non, 88,99 % de participation[126].
- Référendum de 2005 relatif au traité établissant une Constitution pour l’Europe : 59,16 % pour le Non, 40,84 % pour le Oui, 97,89 % de participation[112].

### Instances de démocratie participative

#### Conseils de quartier
Créés le 12 février 2015, Livry-Gargan dispose depuis avril 2015 de cinq conseils de quartier réparties sur cinq secteurs nouvellement créés : Gargan, Danton, Centre, Jacob et Poudrerie.
Lors de leur instauration, une charte définie les règles et principes de fonctionnement des conseils de quartiers. Chaque conseil est composé de 16 membres répartis en deux collèges chacun composé équitablement de huit membres : un premier collège d'acteurs locaux issus de la société civile (désignés par le conseil municipal) et un second collège d'habitants (désignés par tirage au sort),.
Les membres des conseils de quartiers sont aussi chargés de l’organisation des fêtes de quartiers dans leur quartier respectif chaque année,.
En septembre 2017, les conseils de quartier sont renouvelés pour une large partie, la charte est changée, la répartition en deux collèges distincts est supprimée laissant l’entièreté de la composition à un collège d'habitants tirés au sort,.

#### Conseil économique, social et environnemental local (CESEL)
En février 2018, la municipalité se dote d'un conseil économique, social et environnemental local (CESEL) composé de 23 membres, représentants du monde économique, associatif, social et professionnel. Le CESEL est composé de trois commissions : vie sociale et économique, cadre de vie et vie citoyenne, Un rapport d’activité est réalisé annuellement.

#### Conseil municipal des jeunes
Le conseil municipal des jeunes a été voulu et annoncé par Alain Calmat en 1995 et mis en place par Albert Derrien, conseiller municipal, en février 1996. Il est composé de trente-cinq enfants de neuf à treize ans élus par d’autres enfants. Les élections sont organisées dans les classes de CE2, CM1, CM2 et sixième de la ville. Le CMJ a pour but de favoriser l’implication des jeunes dans la commune et leur permettre d’échanger des idées et de développer des projets. Ces derniers sont votés au cours de séances officielles présidées par le maire de Livry-Gargan.

### Finances communales
Livry-Gargan appartient à la strate des communes ayant une population comprise entre 20 000  et   50 000 habitants. Le tableau ci-dessous présente quelques éléments des finances locales de Livry-Gargan, sur une période de quinze ans dont l'évolution de la capacité d'autofinancement, un des indicateurs des finances locales de la ville. Les données sont exprimées en €/habitant.

La capacité d'autofinancement de la commune, comparée à la moyenne de la strate, est supérieure à la moyenne depuis 2007. Depuis 2010, le fonds de roulement, par contre, est significativement inférieur à la moyenne de la strate et inférieur à 0 de façon ponctuelle.
| Années | Résultat comptable | Résultat comptable   | Encours de la dette | Encours de la dette  | Capacité d'autofinancement (CAF) | Capacité d'autofinancement (CAF) |
| Années | Livry-Gargan       | Moyenne de la strate | Livry-Gargan        | Moyenne de la strate | Livry-Gargan                     | Moyenne de la strate             |
| ------ | ------------------ | -------------------- | ------------------- | -------------------- | -------------------------------- | -------------------------------- |
| 2000   | 139                | 128                  | 429                 | 1 053                | 13                               | 53                               |
| 2001   | 110                | 124                  | 414                 | 1 032                | 46                               | 37                               |
| 2002   | 98                 | 140                  | 488                 | 1 032                | 128                              | 166                              |
| 2003   | 140                | 151                  | 478                 | 1 019                | 175                              | 189                              |
| 2004   | 116                | 152                  | 418                 | 1 024                | 193                              | 149                              |
| 2005   | 123                | 148                  | 426                 | 1 069                | 160                              | 188                              |
| 2006   | 102                | 165                  | 491                 | 1 084                | 137                              | 210                              |
| 2007   | 37                 | 146                  | 522                 | 1 116                | 73                               | 188                              |
| 2008   | 48                 | 148                  | 587                 | 1 196                | 81                               | 194                              |
| 2009   | 55                 | 144                  | 617                 | 1 082                | 88                               | 192                              |
| 2010   | 76                 | 178                  | 646                 | 1 065                | 114                              | 231                              |
| 2011   | 89                 | 183                  | 588                 | 1 118                | 127                              | 239                              |
| 2012   | 66                 | 161                  | 543                 | 1 146                | 105                              | 214                              |
| 2013   | 80                 | 164                  | 534                 | 1 127                | 124                              | 222                              |
| 2014   | 15                 | 128                  | 594                 | 1 054                | 62                               | 192                              |
| 2015   | 76                 | 165                  | 692                 | 1 076                | 125                              | 228                              |
| 2016   | 28                 | 126                  | 693                 | 1 095                | 77                               | 180                              |
| 2017   | 50                 | 125                  | 647                 | 1 063                | 99                               | 178                              |
| 2018   | 100                | 135                  | 627                 | 1 036                | 149                              | 191                              |
| 2019   | 92                 | 141                  | 712                 | 1 032                | 144                              | 198                              |

### Distinctions et labels

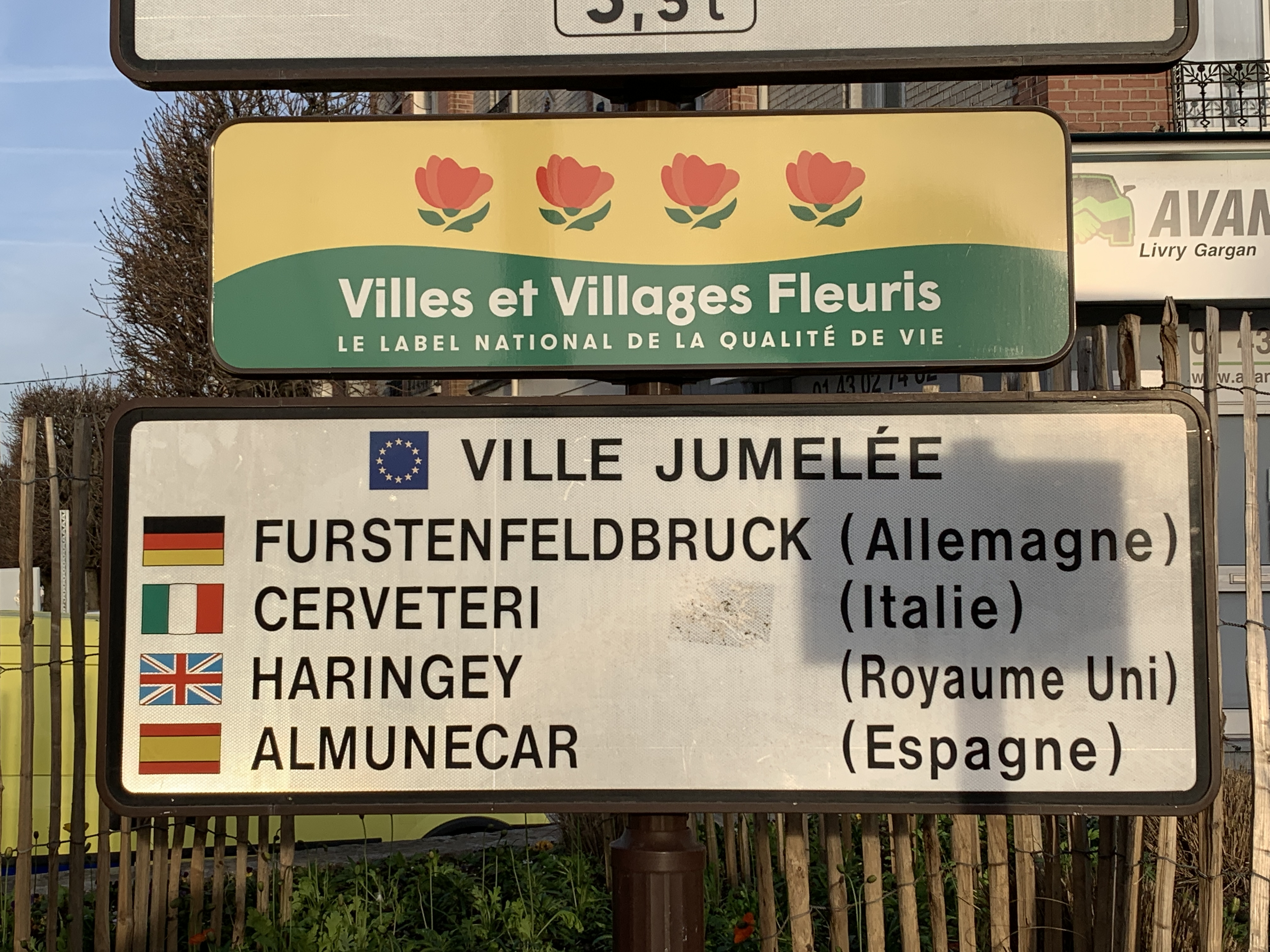
Panneaux des Villes Jumelées et des villes fleuries

- Label « Ville fleurie » quatre fleurs depuis 1985,
- Label « commune donneur » de l’établissement français du sang (EFS) en 2016 et 2017[M 33],[131],
- Label « Ville engagée contre le sida » de l’association « Élus Locaux Contre le sida (ELCS) » en 2017[P 26],
- Label « Ville internet » une arobase (@) en 2018[132],
- Label « Ville amie des animaux » une patte de la région Île-de-France en 2020[M 34],

La commune est une ville fleurie ayant continuellement obtenu quatre fleurs au concours national dans sa catégorie depuis 1985, distinction à nouveau été attribuée le 20 octobre 2015. La ville s'est aussi dotée d'une charte dite « ville fleurie, ville propre », et organise un concours des maisons et des balcons fleuris.
En 2018, lors du 3e concours des miels métropolitains, Livry-Gargan le miel de Livry-Gargan est primé médaille d'or dans la catégorie « Miel polyfloral d’été liquide »,. En 2019, lors de la 4e édition, le miel est primé dans la même catégorie, médaille d'argent ; le rucher municipal est également primé.

### Jumelages
- Almuñécar (Espagne), située dans la Province de Grenade, jumelage depuis 1981.
- Cerveteri (Italie), située dans la province de Rome, jumelage depuis le 21 juin 1969[M 38].
- Fürstenfeldbruck (Allemagne), située dans le Land de Bavière, jumelage depuis 1967.
- Haringey (Royaume-Uni), située dans la banlieue nord de Londres, jumelage depuis le 2 avril 1977[M 39].

## Équipements et services publics

### Eau et déchets
En 2016, la commune s’est engagée dans la création d'un Agenda 21 dont les attentes ont été réunies dans un « le livre blanc 21 ».

#### Gestion de l'eau
Le gestionnaire de la distribution d'eau à Livry-Gargan est Véolia Eau d’Île-de-France, délégataire du Syndicat des eaux d’Ile-de-France (SEDIF).
La commune dépend de l'agence de l'eau Seine-Normandie (AESN) avec laquelle elle signe en mars 2005 avec le département de la Seine-Saint-Denis une convention dite de « partenariat pour la qualité d'exploitation des réseaux d'assainissement » d'aide dite « Aquex » pour cinq ans, dans le cadre la mise en œuvre du schéma pour l'assainissement urbain départemental et actions concertées pour l’eau (AUDACE) mise en place par le département. La convention Aquex a été renouvelée en 2011.
Livry-Gargan a adhéré à l'association « Une eau pour tous - objectif 2010 »,, par vote du conseil municipal. Cette association a pour objectif de mettre en place une capacité d'expertise indépendante sur les conditions de fourniture de l'eau, dans la mesure où le contrat de régie prendra fin en 2010 entre le SEDIF et Veolia Environnement.

#### Gestion des déchets
La gestion des recyclables secs des ordures ménagères (RSOM) est effectuée à Livry-Gargan en multimatériaux. La compétence du traitement est déléguée à l'entreprise Sitom93.
Un service de ramassage de porte à porte est mis en place pour les emballages recyclables secs et les ordures ménagères résiduelles (OMR),. Le service de collecte des déchets végétaux par ramassage en porte à porte, présent dans sept communes de l'ETP, est également étendu en 2018 aux cinq autres communes de l’intercommunalité dont Livry-Gargan. Les flux des biodéchets et déchets dangereux ne sont pas collectés à Livry-Gargan. La collecte de verre est effectuée par points d'apports volontaires dans les bornes.
En 2015, les déchets ménagers et assimilés (DMA) avec déblais et gravats collectés sont de 22 810 tonnes soit 514 kg par habitant et par an dont 353 kg d'ordures ménagères et assimilées (OMA) comprenant 37 kg de recyclables secs, 10 kg de verre et 306 kg d'ordures ménagères résiduelles (OMR). 39,92 % des DMA sont orientés vers la valorisation matière et organique et 59,62 % vers l'incinération sans récupération d'énergie et le stockage. La déchèterie a elle récolté 4 909 tonnes de déchets occasionnels.
La gestion des déchets à Livry-Gargan est une compétence transférée à l'établissement public territorial Grand Paris-Grand depuis janvier 2018. L’intercommunalité a également repris le service de mise à disposition de composteurs domestiques pour la valorisation des déchets verts autrefois proposée par la municipalité.
La déchetterie municipale de Livry-Gargan a un mode d'exploitation en régie et est située 60 rue de Vaujours. Elle se voit fermée en avril 2018 pour être entièrement reconstruite en 2018-2019 et ainsi rejoindre le réseau des déchetteries du territoire du Grand Paris - Grand Est. Sécurisée et modernisée, elle rouvre en février 2020 et est ouverte à tous les habitants de l'ETP. Elle se voit dotée d'une zone de réemploi.

### Espaces publics

#### Parcs et espaces verts

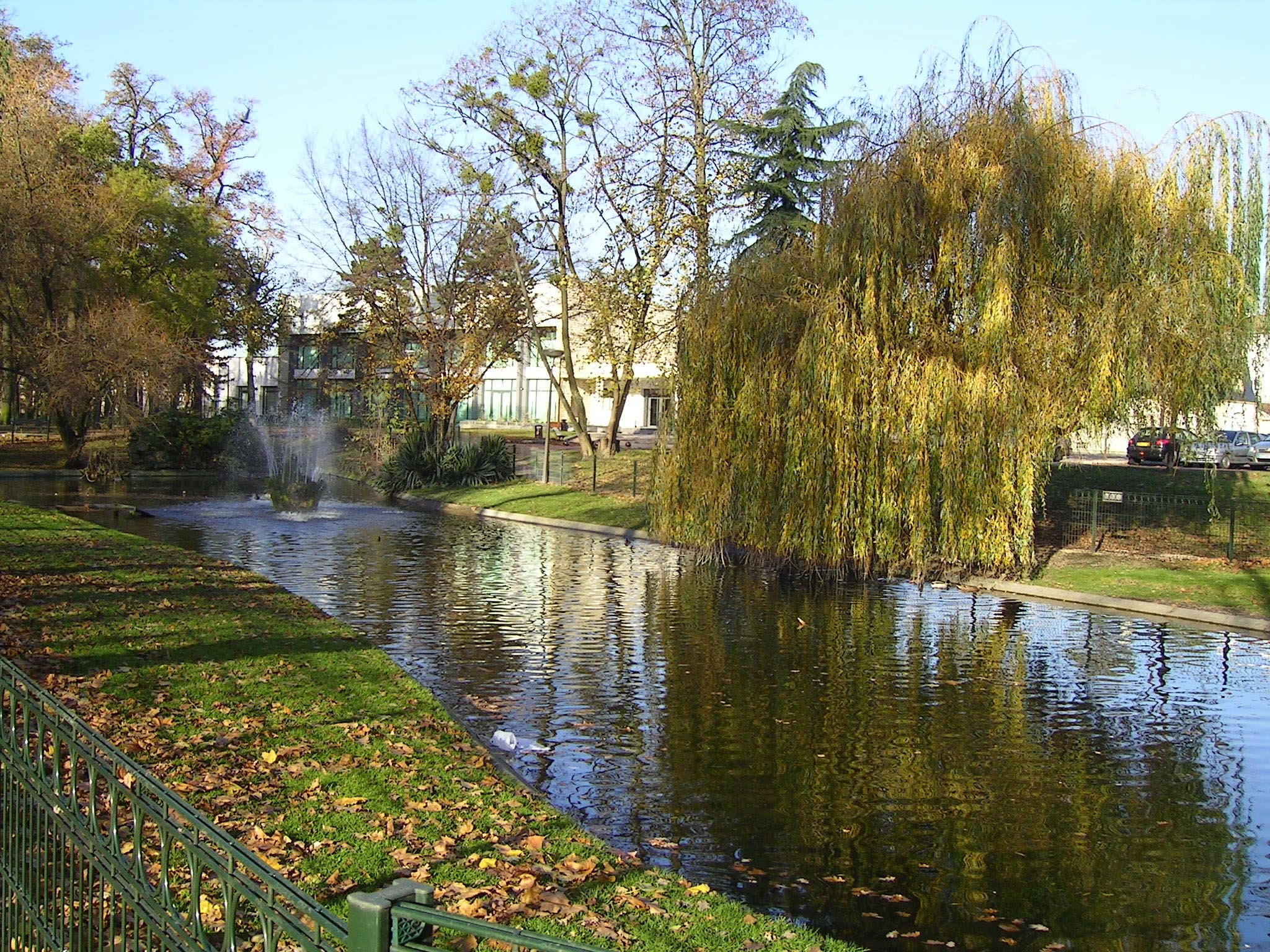
Parc de la Mairie.

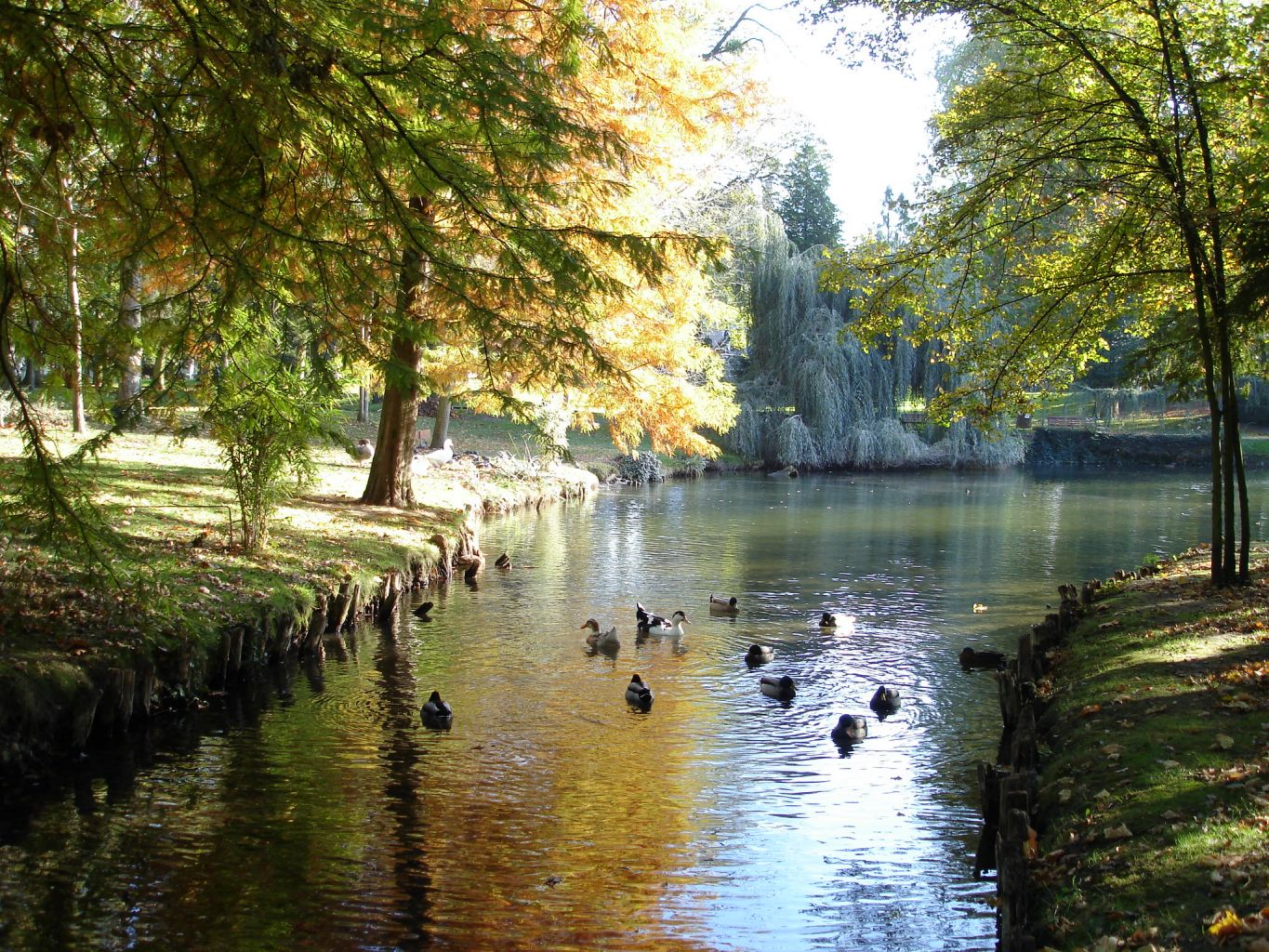
Le parc Lefèvre.

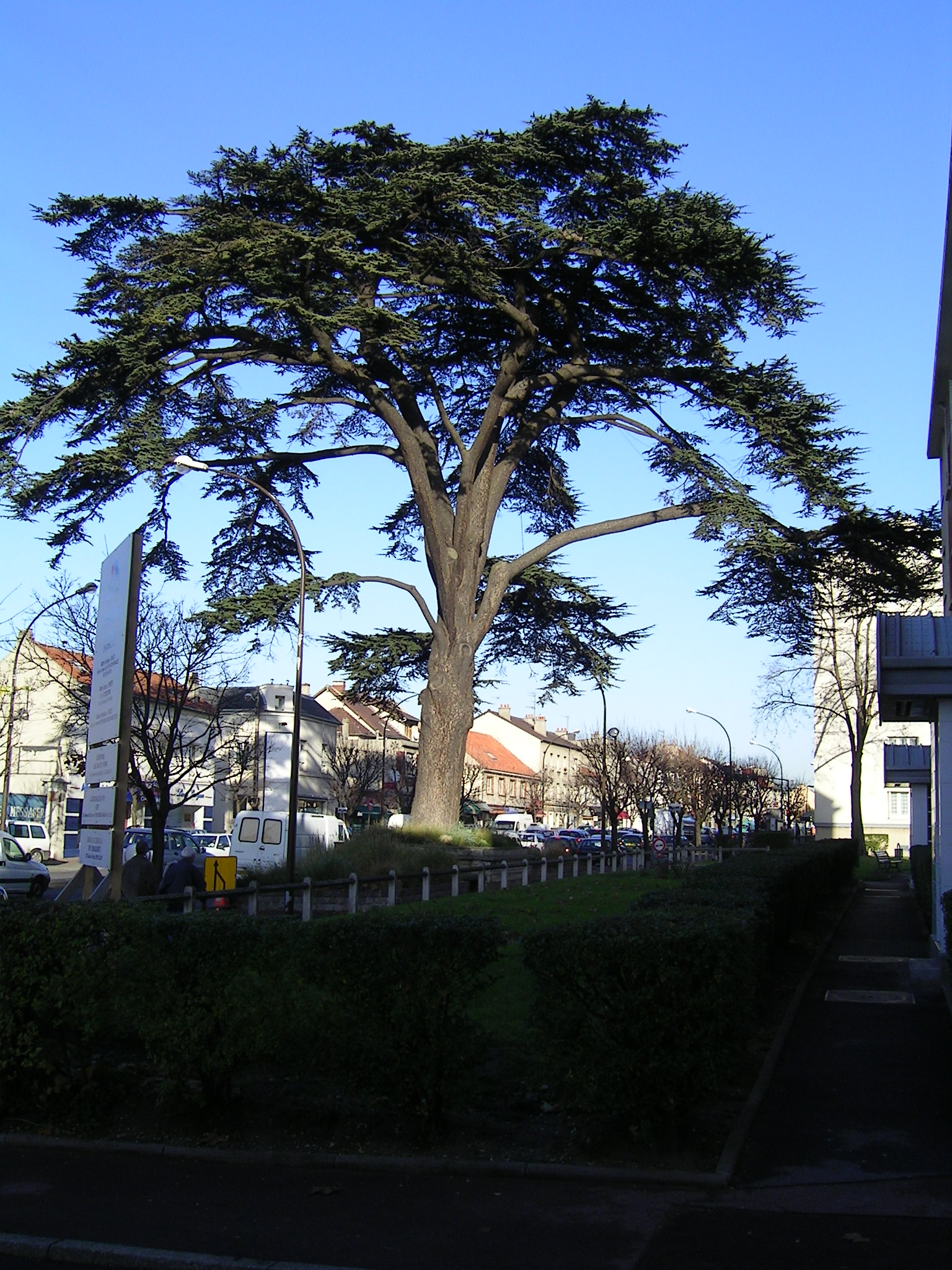
Le cèdre du Liban.

Livry-Gargan a su conserver une certaine qualité de vie, en préservant son caractère résidentiel mais aussi ses nombreux parcs. Avec près de 80 hectares d’espaces verts, la ville offre à ses habitants un environnement vert relativement important et varié au regard du l'ETP Grand Paris - Grand Est (1065 hectares d’espaces verts publics) :
Les parcs :
- le parc de la Glaisière : 533 770 m2 ;
- le parc Lefèvre : 85 500 m2, « poumon vert » de la ville ;
- le parc de la Poudrerie : 66 100 m2, au nord-est de la ville ;
- le parc des Friches : 61 050 m2, zone boisée naturelle situé en ZNIEFF ;
- le parc Georges-Pompidou : 45 520 m2, situé en ZNIEFF à l’est de la commune ;
- le parc de la Mairie : 39 400 m2 ;
- le parc Vincent-Auriol : 30 360 m2 ;
- le parc Bellevue : 25 150 m2, à la limite sud-est de la ville ;
- le parc Georges-Clemenceau : 11 900 m2 ;
- le Castel Guy Mollet : 6 120 m2 ;

Les squares :
- le square du Docteur Herpin : 7 215 m2 ;
- le square Josette Soulier: 2 930 m2
- le square Nicolas Vockaer (anciennement « La Roseraie »): 1 940 m2
- le square place François Mitterrand : 930 m2 ;
- le square Henri Legrand : 700 m2 ;
- le square Léo Ferré : 510 m2 ;
- le square d’Haringey : 460 m2 ;
- le square d’Almunecar : 560 m2 ;
- le square Bach : 170 m2 ;

Les cimetières
- cimetière ancien : 24 250 m2 ;
- cimetière ancien du Raincy : 21 660 m2 ;
- cimetière nouveau : 75 140 m2

Autres :
- le parc des sports Alfred-Marcel-Vincent : 93 750 m2 ;
- le parc et stade Pierre-Bérégovoy : 48 350 m2, situé au bord du canal de l’Ourcq ;
- le stade Bayard : 5 750 m2
- autres stades et équipements sportifs et de loisirs de plein air : 18 350 m2
- Cèdre du Liban, planté en 1750 d'une hauteur de 28 mètres, envergure 30 mètres, et d'une circonférence de 4,55 mètres, à l'angle de l'avenue Aristide-Briand, et de l'allée Géo-André[148];
- Le plateau de l’Aulnoye (ou Aulnoy) regroupe le bois de Livry-Gargan, la forêt de Bondy et le bois de Bernouille, un des quatre biotopes protégés du département.

##### Parc Lefèvre
Le parc Lefèvre est l’un des joyaux du patrimoine végétal de la ville avec dix hectares et dont il est considéré comme étant le « poumon vert ». Le parc est pourvu de la villa du docteur Lefèvre ayant légué le site à la commune au début du XXe siècle, Il est aussi l'objet d'une mise en valeur particulière lors de concours floraux comme le concours des villes et villages fleuris.
Des plantes mellifères ainsi que des ruches municipales permettent de nourrir les abeilles et contribuent notamment en 2018 au premier prix octroyé par la métropole du Grand Paris au miel de Livry-Gargan.
En 2019, une serre connectée à vocation essentiellement pédagogique avec pilotage à distance est installée facilitent le maintien des conditions hygrométriques et thermiques par la municipalité. L’ouvrage est dédié à l’aquaponie et à la permaculture.

### Enfance
La ville disposent de modes d’accueil diversifiés soit, six structures municipales proposent des accueils occasionnels ou réguliers, deux relais d’assistantes maternelles, deux lieux d’accueil enfants parents. 186 assistantes maternelles indépendantes et trois micro-crèches privées sont également présentes sur le territoire communal.
La démographique à Livry-Gargan conduit la municipalité à augmenter de façon progressive ses capacités d’accueil pour les enfants avant l’école maternelle. En 2019, une nouvelle crèche multi-accueil de 40 berceaux « Les Lutins du Cèdre ! » est ouverte et douze professionnels sont recrutés.

### Enseignement

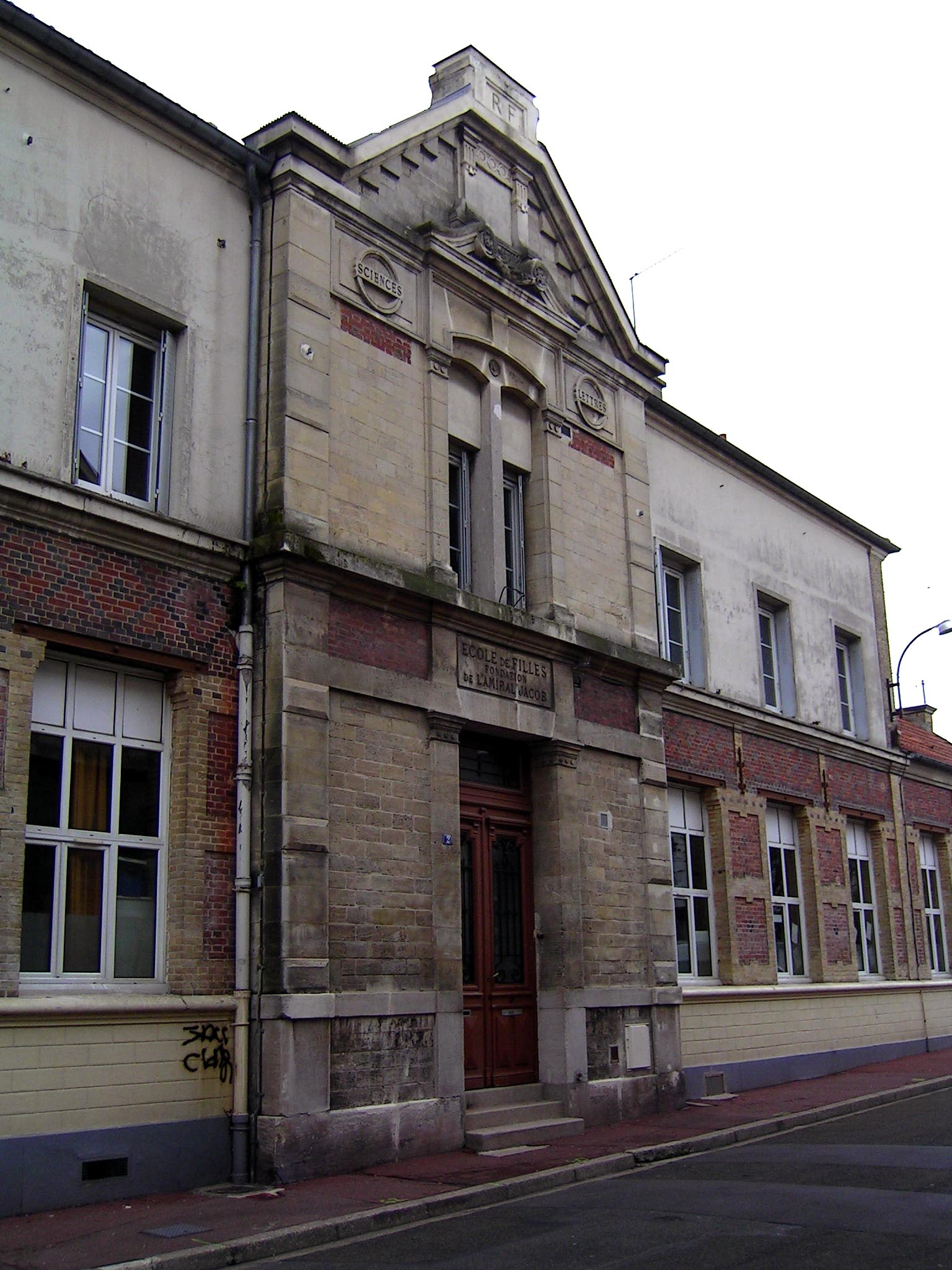
L’école Jacob.

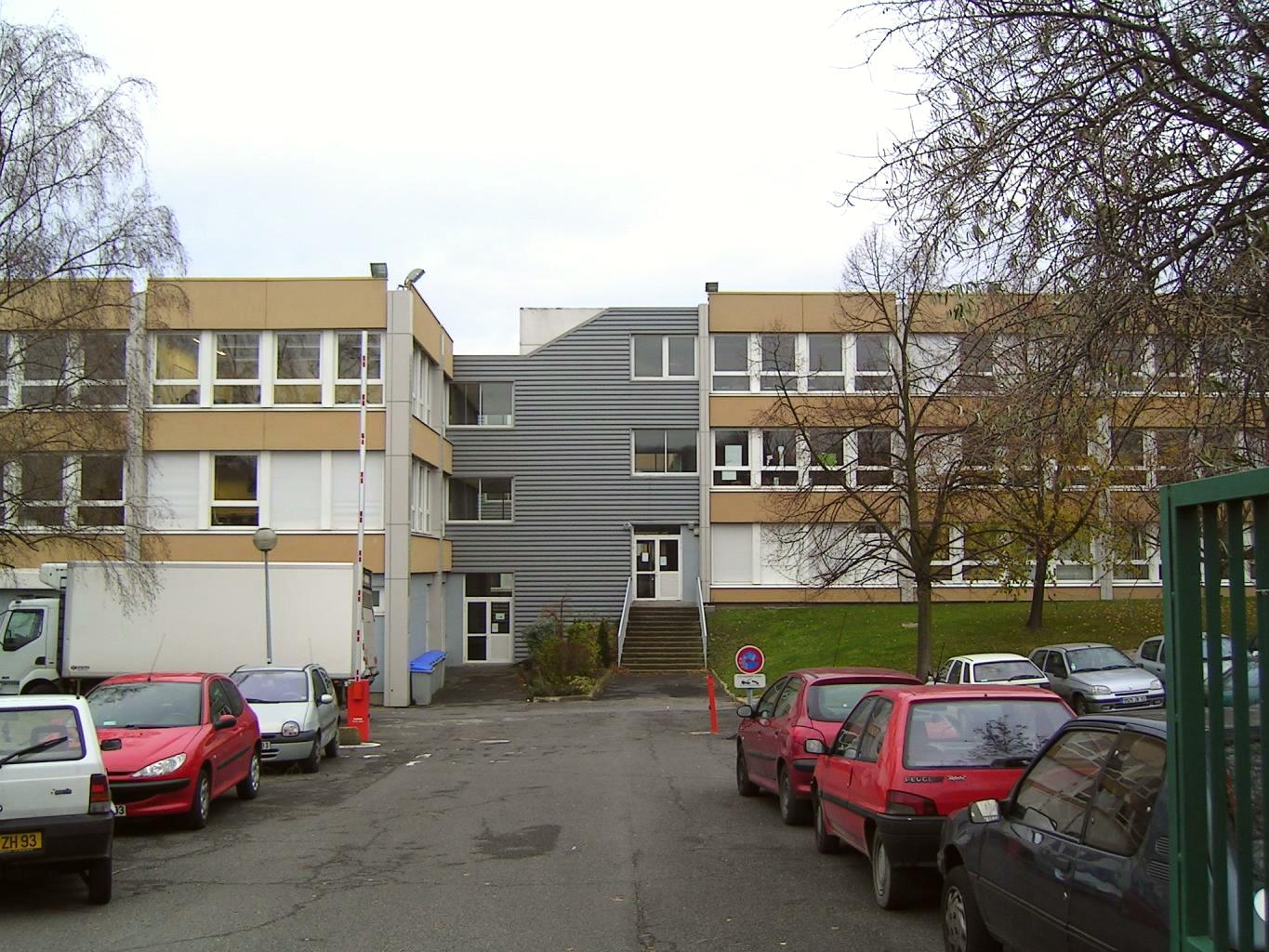
L’ESPE.

La ville de Livry-Gargan est en zone C, sous la gestion de l'Académie de Créteil, elle possède un système éducatif relativement complet.
La ville administre neuf écoles maternelles et dix écoles élémentaires communales.
Le département gère quatre collèges dont le dernier créé en 2018 : le collège Germaine-Tillion et la région Île-de-France deux lycées.
À la fin du XIXe siècle, la ville connait des difficultés de scolarisation des enfants du fait de son accroissement démographique d'autant plus depuis 1882 et les loi Jules Ferry rendant obligatoire l'enseignement primaire et laïque. La première école était située dans la mairie de l'époque et des écoles libres pour filles étaient tenus par les sœurs de la rue Saint-Claude. Louis-Xavier Gargan avait installé une école près de son usine et demanda pendant sont mandat la construction d'une école dans le secteur, d'autres institution virent le jour comme l'institution Fénelon. Plusieurs habitants réclamèrent la création d'une nouvelle école communale.
Grâce à la générosité du vice-amiral Louis Jacob et par l'intermédiaire de Robert de Vey, ancien maire légataire universel, la ville construit un groupe scolaire très important à partir de 1888. Une classe enfantine est construite en 1886, rue de Sully. En 1902, les écoles « Jacob » comptaient 184 garçons et 108 filles. En 1894, les écoles « Abbaye » sont créées puis renommées « Gutenberg ». Les deux groupes scolaires devenant insuffisants pour accueillir tous les enfants, d’autres écoles furent construites : « Sévigné-Rougemont », future école « Jean-Jaurès ». Une institution pour filles dite pensionnat Sévigné est également construite au sein du parc Lefèvre, elle prend le nom d' Institut Sévigné en 1903,,.
De 1932 à 1935, d’autres écoles virent le jour : « Bayard », « Gutenberg », « Vauban ». Le collège Léon-Jouhaux est créé en 1965 et est construit au même moment que le collège Edouard-Herriot, le premier destiné aux filles et le second aux garçons. Josette Soulier, futur premier adjoint au maire, devient principal du collège Léon-Jouhaux. Livry-Gargan compte encore deux collèges en 2006, mais un troisième établissement, le collège Lucie-Aubrac, est créé en 2008 à hauteur du golf de la Poudrerie. Enfin, le collège Germaine-Tillion est créé en 2018. À la rentrée 2018, la ville compte 5 415 élèves.
Ces écoles sont gérées par l'inspection départementale de l’Éducation nationale sise boulevard Roger-Salengro.
En 2006, un projet de construction d'un lycée franco-arménien dit « Lycée Nevarte Gulbenkian » et d'un espace culturel a été lancé, la pose de la première pierre du futur établissement est effectuée le 10 décembre en présence de l'ambassadeur d'Arménie,. En juillet 2008, le chantier est arrêté pour cause de conflit entre l'association franco-arménienne, gestionnaire du site, et l'architecte. Le 23 mai 2014, une décision de justice est rendue par le tribunal de grande instance de Paris.

#### Écoles maternelles publiques
- École maternelle Bayard,
- École maternelle Bellevue / Victor-Hugo,
- École maternelle Benoît-Malon (groupe de deux écoles, seconde école créée en 2019)[M 47],
- École maternelle Jacob,
- École maternelle Tourville,
- École maternelle Jean-Jaurès,
- École maternelle Vauban,
- École maternelle Jean-de-la Fontaine.

#### Écoles primaires publiques
- École primaire Joséphine-Baker (anciennement Benoît-Malon II),
- École primaire Bayard (agrandie en 1952),
- École primaire Bellevue / Victor-Hugo,
- École primaire Benoît-Malon, créée en 1969,
- École primaire Danton (Gutenberg-Danton surélevée en 1958),
- École primaire Jacob (groupe de deux écoles),
- École primaire Jean-Jaurès (groupe de deux écoles),
- École primaire George-Sand (anciennement Bayard II), créée en 2018[M 46].

Livry-Gargan gère deux centres de colonies de vacances : l’un situé à Briançon (Hautes-Alpes), l’autre situé à Sciotot Les Pieux (Cotentin). Dans ces deux centres sont organisées « des classes de neige » et « des classes de mer » par les écoles de la commune.

#### Collèges publics
- Collège Édouard-Herriot (créé en 1966),
- Collège Léon-Jouhaux (créé en 1965)[153],
- Collège Lucie-Aubrac (créé en 2008),
- Collège Germaine-Tillion (créé en 2018)[M 48].

#### Lycées publics
- Lycée général et technologique André-Boulloche (créé de 1975-1979)[157]
- Lycée professionnel et technologique Henri-Sellier (créé en 1971)[158]

En 2017, le lycée André-Boulloche est récompensé dans le cadre du concours national de la résistance et de la déportation dans la catégorie « Réalisation d'un travail collectif - Lycée ». Des élèves du lycée sont sélectionnés pour participer aux célébrations du centenaire de l'armistice du 11 novembre 1918.

#### Enseignement privé
- École maternelle et primaire Notre-Dame

#### Enseignement spécialisé
- Externat médico-pédagogique pour les enfants handicapés moteurs, créé en 1963.

#### Enseignement universitaire
- École supérieure du professorat et de l'éducation (ESPE)[161], ancien IUFM[162], avenue Jean-Zay (créée de 1973 à 1974).

### Postes et télécommunications

#### Postes
La ville est pourvue de deux bureaux de poste, le bureau principal sis place François-Mitterrand en face de l'hôtel de ville et le second, situé en entrée de ville, avenue Aristide-Briand ancienne RN3.

#### Fibre optique
Le déploiement de la fibre optique est en cours a Livry-Gargan, c'est l'opérateur Orange (anciennement SFR) qui en assure les travaux. Il est prévu que la totalité du territoire livryen soit couverte fin 2018,,.

### Santé

#### Politique de santé
En 2006, la commune compte trente médecins généralistes ; cinquante-deux médecins spécialistes ; cinquante-cinq auxiliaires médicaux et douze pharmacies[réf. nécessaire].
La ville de Livry-Gargan reçoit le « label commune donneur » de l’établissement français du sang (EFS) en 2016 et 2017,.
Le 18 janvier 2017, la ville obtient le label « Ville engagée contre le sida » de l’association « Élus Locaux Contre le sida (ELCS) ».
Au début des années 2020 la moitié des médecins de Livry-Gargan partent à la retraite. Afin d'offrir néanmoins une offre de soins adaptée aux habitants, l’association des professionnels de santé de Livry-Gargan (Aspros 93) et la municipalité mettre en place un projet d’exercice coordonné en collaboration avec l'Union régionale des professionnels de santé (URPS) médecins libéraux Ile-de-France. Les médecins de Livry-Gargan sont alors les premiers à bénéficier pour les systèmes d’information mis en place l’URPS et l’ARS, de l’aide à l’investissement. Le 21 novembre 2017, l'Aspros 93 (présidée par le docteur Jean-Luc Fontenoy), l’URPS médecins et une centaine de professionnels de santé locaux, décident d’organiser un pôle de santé afin de favoriser la coordination du parcours de soins des patients pour mieux faire communiquer les cabinets médicaux déjà existants, grâce à l’adoption d’un logiciel métier commun notamment. En 2018, les professionnels de santé de la ville ont choisi leur logiciel métier et obtiennent une aide à l’investissement de 150 000 €. Ce logiciel partagé doit permettre aux professionnels de santé une interopérabilité facilitée des dossiers des patients,.
Lors de la pandémie de Covid-19, en avril 2020, plusieurs employés de l'Ehpad Emile-Gérard alertent sur de mauvaises conditions de travail et une « multiplication des décès » qu'ils décrivent pire que la canicule de 2003,,. En janvier 2021, le centre de vaccination de Livry-Gargan au foyer club Emile-Guichard est reconnu au niveau départemental, grâce à son organisation, le centre arrive à obtenir des doses suffisantes pour continuer les injections de vaccins ; la coordination avec l’association des professionnels de santé de Livry-Gargan (Aspros 93) est alors mise en avant par la Ville, cependant fin janvier, 17 centres du département dont celui de Livry-Gargan ne peuvent plus assurer de rendez-vous. En avril 2021, le centre de vaccination contre le Covid-19 de Livry-Gargan déménage du foyer Emile-Guichard au gymnase Jacob, bien plus vaste, pour donner un souffle nouveau à la campagne vaccinale et des partenariats sont passés avec les CCAS des communes avoisinantes pour une orientation de toutes les personnes âgées vers le centre de Livry-Gargan.

#### Établissements de santé
La commune de Livry-Gargan abrite deux cliniques : la clinique Livry-Sully et la polyclinique Vauban; une maison de retraite : Émile-Gérard ; un centre médico-social ; un centre de radiologie ; un centre de rééducation fonctionnelle et deux laboratoires d’analyses médicales. La ville est rattachée à l’hôpital intercommunal de Montfermeil.

##### Centre Municipal de Santé Simone-Veil
Le centre médico-social (CMS), situé 36, rue Saint-Claude est aménagé en 1948 par la municipalité en lieu et place d'un ancien dispensaire créé par la commune en 1928 pour y soigner les indigents et y prévenir la tuberculose. Le centre connaît des travaux d'agrandissement en 1976. Entre 2016 et 2018, il se modernise et est rénové en juin 2018 avec de nouveaux travaux d'agrandissement,.
En juin 2017, la municipalité établit un partenariat avec la clinique Vauban pour des consultations de sage-femme au sein de l’établissement.
L’établissement de santé propose un service dentaire et un service d'imagerie médicale, 49 personnes y travaillent dont 37 professionnels de santé.
Le 15 décembre 2018, le nouveau centre est inauguré est renommé « Centre Municipal de Santé Simone-Veil » il voit notamment une réorganisation de son accueil, de nouveaux cabinets médicaux et le réagencement du cabinet dentaire.

##### Future pôle de santé Korian
La clinique Livry-Sully est un établissement privé de soins de suite et de réadaptation avec spécialisation en gériatrie situé 62-64, avenue de Sully et rebaptisée en 2010 clinique Korian-Sully. La clinique dispose de 70 lits d’hospitalisation,, elle dispose aussi d’une unité gériatrique spécialisée dans l’accueil des personnes âgées dépendantes ou à risque de dépendance. L'établissement obtient les autorisations pour le traitement des maladies respiratoires et allergiques.
Un nouveau pôle de santé devrait voir le jour au printemps 2021 et serait issu de la fusion des cliniques Sully à Livry-Gargan et Salengro à Noisy-le-Sec, ce projet provient d'une politique de réorganisation du groupe Korian dans les départements d’Île-de-France. Il est le fruit d'un partenariat de développement avec le groupe immobilier Icade. La clinique sera située au 113, avenue Aristide-Briand dans le quartier Danton avec des services gériatriques et de soins de suite et de réadaptation. Il disposera aussi d'un service spécialisé dans la prise en charge des patients en état végétatif chronique (EVC) et sera équipé d'un hôpital de jour,.
L'établissement fera partie d’un îlot de nouveaux commerces et logements, ils seront construits entre les avenues Sully, Aristide-Briand et Sudrot. La clinique et l'hôpital proposeront respectivement 166 lits en hospitalisation complète et 25 lits en hôpital de jour. Ils seront sur un site de cinq étages de plus de 8 216 m2. Un centre de santé proposera aussi des consultations de médecine générale et un laboratoire d’analyses médicales. La première pierre du chantier est posée en mai 2019 en présence du maire de Livry-Gargan, Pierre-Yves Martin.

##### Clinique Vauban
La clinique Vauban est créée en 1956, situé au 135, avenue Vauban, elle a été construite sur les anciennes écuries de la Marquise de Sévigné et est plusieurs fois menacée de fermeture depuis sa création. La clinique a été reprise en 1995 par un groupe privé qui dépose son bilan, en juillet 2002. En 2003, la SAS Vauban 2020 se porte acquéreur de l'établissement et fonde en 2006 un centre de rééducation fonctionnelle, vendu en 2010. La clinique est spécialisée en maternité, urologie et neurochirurgie du rachis. Elle a conclu des partenariats avec divers établissement de santé, notamment : l'EFS, les hôpitaux Jean-Verdier et de Le Raincy-Montfermeil, la clinique Korian-Sully et le centre de rééducation fonctionnelle Clinéa de Livry-Gargan,,.
En 2002, la clinique Vauban connait de graves difficultés financières, elle est placée en redressement judiciaire le 1er juillet 2002 sous observation jusqu'en juin 2003. En janvier, le député Éric Raoult. profite d'une séance de questions au gouvernement pour poser une question au ministre de la Santé et au ministre délégué à la famille et affiche plusieurs soutiens parmi lesquels : Ludovic Toro, Alain Calmat et Pascal Popelin. Christian Jacob lui répond qu'un premier projet de collaboration entre l'ARH d’Île-de-France et le groupe Medidep visant en la transformation de l'activité de court séjour en soins de suite et de réadaptation et le transfert de l'obstétrique sur d'autres cliniques a été refusé par le tribunal. En mars une pétition pour la sauvegarde de l'établissement, signée par plus de 5 000 personnes est remise au gouvernement. Le 19 février 2003, tribunal accorde un nouveau délai à ses repreneurs potentiels.
L'agence régionale d'hospitalisation (ARH) d'Île-de-France accorde la demande de la clinique d'autorisation d'activité pour les pathologies mammaires, digestives, urologiques et thoraciques mais rejette le 17 juillet 2009 la demande de la clinique d'autorisation d'activité de traitement des cancers par chirurgie des pathologies gynécologiques ; il s'ensuit une bataille juridique entre la clinique, l'ARH et le Ministère des Solidarités et de la Santé.
En février 2008, l’établissement s’agrandit et se munit d'un nouveau bâtiment avec bloc opératoire, de salles de naissance et de stérilisation.
En 2012, la clinique est à nouveau menacée de fermeture, selon son président, Victor Mennessier, en raison d'un déficit et de problème financiers alors que l'établissement salarie 188 personnes et dispose d'un plateau technique de qualité. La direction souhaite dans cette situation un partenariat avec l’hôpital de Montfermeil. En novembre la clinique se retrouve en cessation de paiement et est placée en redressement judiciaire pour la troisième fois depuis sa création par le tribunal de commerce de Bobigny. Une pétition pour la sauvegarde de la clinique est de nouveau lancée et est signée par 1 800 personnes, le maire, Alain Calmat, intervient auprès ministre de la Santé pour sa sauvegarde et s’appose au nouveau projet de transformation l'activité en soins de suite et de réadaptation mené par le groupe Clinéa Orpéa déjà détenteur du centre de rééducation vendu en 2010. Les syndicats CGT et CFDT, poursuivent ensuite le gestionnaire de la clinique devant les tribunaux,.
En juillet 2013, le groupe DocteGestio rachète la clinique Vauban, reprend 85 % du personnel et des travaux de rénovation sont menés. Depuis 2014, l'établissement ne pratique plus les actes de chirurgie en cancérologie digestive par décision de l'Agence régionale de santé. Une moyenne de 1 400 naissances, 2 500 interventions en hospitalisation complète et 7 500 en ambulatoire est observée depuis lors.
La clinique dispose pendant plusieurs années en son sein d'un centre d'imagerie médicale financièrement indépendant avec scanner, radiologie, échographie et radiographie géré par la SELAS Habbor,. Début 2017, le docteur Saranda Haber fonde avec plusieurs associés un centre d'imagerie médicale attenant à la clinique Vauban en transférant l'activité du centre précédent et en y adjoignant une IRM,,.
En 2018 est créée la « clinique du Grand Paris », spécialisée en médecine et chirurgie esthétique, la structure est située au sein même de la clinique Vauban,. En mai 2019, la clinique est certifiée selon la Haute Autorité de Santé avec obligation d’amélioration,.

### Justice, sécurité, secours et défense

#### Justice
Livry-Gargan fait partie de la juridiction d’instance du Raincy, et de grande instance ainsi que de commerce de Bobigny[réf. souhaitée].

#### Sécurité
| Délits / crimes                      | Livry-Gargan, Coubron et Vaujours | Livry-Gargan, Coubron et Vaujours |
| Délits / crimes                      | # de faits                        | ‰ habitants                       |
| ------------------------------------ | --------------------------------- | --------------------------------- |
| Violences aux personnes              | 950                               | 17,14                             |
| Vols et dégradations                 | 2 735                             | 49,35                             |
| Délinquance économique et financière | 249                               | 00,00                             |
| Autres crimes et délits              | 180                               | 03,25                             |

Livry-Gargan regroupe un commissariat de police (avenue Aristide-Briand) et une police municipale (vieux chemin de Meaux).
Jusqu'en 1920, la protection des personnes et des biens est assurée dans la ville par un Garde Champêtre, deux appariteurs et à l'occasion par le commissaire de Police du Raincy. En 1921, lors du recensement, le conseil municipal fut mis en demeure de créer un commissariat de police obligatoire à partir de 5 000 habitants alors que la population livryenne dépassait 10 000. Le nouveau commissariat créé était implanté dans le bâtiment de l'ancienne mairie (devenu syndicat d'initiative-office de tourisme puis maison de la citoyenneté en 2018). Une brigade de police municipale a été créée en 1922, composée de 6 hommes l'effectif est progressivement étendu à 8, 10 et 12 agents en fin d'année. En 1930, la construction d'un bâtiment comprenant le commissariat de police et les pompes à incendie est effectuée. Le commissariat est de nouveau agrandi en 1999.
En 2005, le taux de criminalité de la commune est de 81,63 actes pour 1 000 habitants (crimes et délits, chiffres incluant Coubron et Vaujours dépendant de la même circonscription de police), avec un taux de résolution des affaires par les services de police de 26,13 %, ce qui est très légèrement inférieur à la moyenne nationale (83 ‰), et nettement inférieur au niveau moyen du département de la Seine-Saint-Denis : 95,67 ‰. Le taux de criminalité des principales villes voisines est supérieur : Aulnay-sous-Bois et Sevran atteignent 89,16 ‰ ; Le Raincy et Clichy-sous-Bois 84 ‰ et Saint-Denis près du double avec 150,71 ‰ mais est nettement supérieur à celui de Gagny et Montfermeil avec 59,78 ‰ ou Neuilly-sur-Marne et Neuilly-Plaisance avec 68,41 ‰.
En 2014, 4 106 crimes et délits sont recensés à Livry-Gargan et ses environs dont 413 cas de cambriolages.
Plusieurs événements et agressions marquent la ville au cours des années 2010. En novembre 2011, un policier est tué avec son arme. En février 2012, une mère et ses deux enfants sont retrouvés tués par balle. En septembre 2017, trois membres d’une même famille de confession juive sont séquestrés et agressés. L'agression est alors considérée comme étant probablement à « caractère antisémite » notamment par le préfet de police de Paris Michel Delpuech et le ministre de l’intérieur Gérard Collomb,. En octobre, un homme est blessé par balles lors d'une fusillade près du collège Lucie Aubrac, et une autre famille est agressée à son domicile. Des tirs au fusil ou rixes sont aussi déplorés,.
En octobre 2018, un important réseau d'extorsion de fonds auprès de sociétés de transport arrivant des pays de l’Est est démantelé, 23 Tchétchènes sont interpellés en flagrant délit. En juin 2019, un homme de 28 ans habitant de Livry-Gargan est arrêté dans le cadre d'une enquête pour trafic de drogue, il effectuait des livraisons de drogue via le réseau social Snapchat.

##### Commissariat de police
Livry-Gargan bénéficie d'un nouveau commissariat inauguré par le ministre de l'intérieur, Bruno Le Roux le 18 mars 2017, anciennement situé 2, avenue du Consul-Général-Nordling à l'angle de la place François-Mitterrand ; le commissariat est déplacé avenue Aristide-Briand. Ce commissariat abrite 115 fonctionnaires et un nouveau laboratoire scientifique et technique.

##### Police municipale
Le poste de police municipale de la ville a lui aussi été agrandi et rénové, inauguré le 15 juillet 2017 en présence du préfet Pierre-André Durand. Le bâtiment de 320 m2 abrite le centre de supervision de vidéosurveillance qui a été agrandi et compte 169 écrans.
Une brigade cynophile, l'unique du département, a été constituée au printemps 2015, une brigade motorisée au printemps 2016 ainsi qu'une brigade de l'environnement en juin 2017. Une opération dite « tranquillité vacances » a également été instituée. Les effectifs de la police municipale sont de 31 agents de police municipale, 2 agents administratifs, 6 agents de vidéo-protection et de surveillance de la voie publique et 20 agents de sécurité école en février 2018.
Les chiffres annoncés par la municipalité concernant les actes de police entre 2015 et 2017 sont de 1 200 interpellations, 3 000 mise en fourrière de véhicules, une diminution des cambriolages de 20 %, des vols avec violences et des vols de véhicules de 25 %. La vidéo-verbalisation est effective depuis septembre 2017 et la mise en place de la méthode LAP (Lecture automatisé de plaques d'immatriculation) est effective depuis mars 2018.

##### Vidéo-protection
Livry-Gargan compte 50 caméras en février 2018, l'objectif de la commune est d'« atteindre un contingent d'une centaine de caméras » pour 2020. Les 54 premières caméras ont été financées à hauteur de 30 % de subventions d'aide avec le fonds interministériel de prévention de la délinquance (FIPD), subventions non renouvelées en 2018 pour la commune de Livry-Gargan. L’installation des 20 caméras supplémentaires prévues pour 2018 est ainsi revue à 15 caméras du fait de cette suppression de subventions correspondant à 250 000 €.

##### Voisins-vigilants
La municipalité a voté son adhésion au réseau « Voisins vigilants - Sécurité Solidaire » pendant l'été 2016, le dispositif compte 356 inscrits en février 2018,.

#### Secours
Une caserne de pompiers sise 32-34, avenue Lucie-Aubrac est installée à Livry-Gargan.
En mars 2015, deux jeunes pompiers de la caserne de Bondy,Aurélie Salel et Florian Dumont sont décédés à la suite d'une intervention dans un pavillon de Livry-Gargan. Aurélie Salel, a été décorée de la Légion d'honneur et élevée à titre posthume au grade de sergent, Florian Dumont (25 ans) est promu caporal-chef aussi à titre posthume,,.

## Population et société

### Démographie

#### Évolution démographique
L'évolution du nombre d'habitants est connue à travers les recensements de la population effectués dans la commune depuis 1793. Pour les communes de plus de 10 000 habitants les recensements ont lieu chaque année à la suite d'une enquête par sondage auprès d'un échantillon d'adresses représentant 8 % de leurs logements, contrairement aux autres communes qui ont un recensement réel tous les cinq ans,.

En 2022, la commune comptait 46 507 habitants, en évolution de +4,59 % par rapport à 2016 (Seine-Saint-Denis : +4,67 %, France hors Mayotte : +2,11 %).
| 1793 | 1800 | 1806 | 1821 | 1831 | 1836  | 1841  | 1846  | 1851  |
| ---- | ---- | ---- | ---- | ---- | ----- | ----- | ----- | ----- |
| 912  | 796  | 853  | 720  | 975  | 1 022 | 1 012 | 1 078 | 1 237 |

| 1856  | 1861  | 1866  | 1872  | 1876  | 1881  | 1886  | 1891  | 1896  |
| ----- | ----- | ----- | ----- | ----- | ----- | ----- | ----- | ----- |
| 1 369 | 2 207 | 2 918 | 1 792 | 2 195 | 2 825 | 3 062 | 3 238 | 4 056 |

| 1901  | 1906  | 1911  | 1921   | 1926   | 1931   | 1936   | 1946   | 1954   |
| ----- | ----- | ----- | ------ | ------ | ------ | ------ | ------ | ------ |
| 5 188 | 6 673 | 8 872 | 11 573 | 16 869 | 21 366 | 20 970 | 20 698 | 25 322 |

| 1962   | 1968   | 1975   | 1982   | 1990   | 1999   | 2006   | 2011   | 2016   |
| ------ | ------ | ------ | ------ | ------ | ------ | ------ | ------ | ------ |
| 29 679 | 32 063 | 32 917 | 32 778 | 35 387 | 37 288 | 41 556 | 42 036 | 44 466 |

| 2021   | 2022   | - | - | - | - | - | - | - |
| ------ | ------ | - | - | - | - | - | - | - |
| 46 028 | 46 507 | - | - | - | - | - | - | - |

Livry-Gargan a connu plusieurs phases d’urbanisation qui amenèrent une augmentation notable de la population.
Une première vague fait suite à l’industrialisation de la commune dans les années 1870 et à la construction de lotissements afin de loger la population ouvrière. Ainsi, la commune a vu sa population décupler en à peine cinquante ans, de 2 195 habitants en 1876 à 21 366 en 1931.
Après une stabilisation durant une vingtaine d’années, une seconde phase d’augmentation après la Seconde Guerre mondiale fait suite à la poursuite de l’urbanisation de la commune avec des immeubles collectifs, comme la plupart des communes urbaines de l’agglomération parisienne. Cette « modernisation » de la ville selon les idées de l’époque, sous l’impulsion du maire César Collavéri, fait passer la population de 20 698 habitants en 1946 à 32 063 en 1968.
Après vingt années de stabilisation, une troisième phase d’augmentation a lieu depuis les années 1980. Elle est la conséquence du remplacement de pavillons individuels ou de friches industrielles par de petits collectifs, et a fait augmenter la population de la ville de 32 778 habitants en 1982 à 41 893 en 2007.

#### Pyramide des âges
En 2018, le taux de personnes d'un âge inférieur à 30 ans s'élève à 39,9 %, soit en dessous de la moyenne départementale (42,7 %). À l'inverse, le taux de personnes d'âge supérieur à 60 ans est de 19,6 % la même année, alors qu'il est de 16,7 % au niveau départemental.
En 2018, la commune comptait 21 508 hommes pour 23 504 femmes, soit un taux de 52,22 % de femmes, légèrement supérieur au taux départemental (50,82 %).
Les pyramides des âges de la commune et du département s'établissent comme suit.
| Hommes | Classe d’âge | Femmes |
| ------ | ------------ | ------ |
| 0,5    | 90 ou +      | 1,5    |
| 5,2    | 75-89 ans    | 7,0    |
| 11,6   | 60-74 ans    | 13,1   |
| 19,2   | 45-59 ans    | 18,6   |
| 22,4   | 30-44 ans    | 21,0   |
| 18,2   | 15-29 ans    | 18,6   |
| 22,8   | 0-14 ans     | 20,2   |

| Hommes | Classe d’âge | Femmes |
| ------ | ------------ | ------ |
| 0,3    | 90 ou +      | 0,9    |
| 3,9    | 75-89 ans    | 5,2    |
| 11,5   | 60-74 ans    | 12,1   |
| 18,7   | 45-59 ans    | 18,1   |
| 22,2   | 30-44 ans    | 22,3   |
| 20,6   | 15-29 ans    | 20,1   |
| 22,8   | 0-14 ans     | 21,4   |

#### Immigration
C'est au XXe siècle, que les mouvements de population s'intensifient, occasionnés par les guerres, les transports nouveaux, la demande de main-d'œuvre saisonnière, etc. La Seine-et-Oise et notamment Livry-Gargan accueillent alors une forte communauté arménienne, exilée après le génocide de 1915 ; et une communauté italienne entre les années 1930 et années 1950,.
En 2017, le gymnase Cosec accueille un temps 90 migrants après une décision de la préfecture de police de fermer le camp de la porte de la Chapelle.

### Manifestations culturelles et festivités

#### Manifestations culturelles
Le château de la Forêt : chaque mois, le château de la forêt organise des expositions de peinture, de sculpture ou encore de bande dessinée proposant une rencontre avec l’artiste. Chaque année, au mois de mai, le Salon de la BD est organisé en ces lieux.
Le centre culturel Yves-Montand : chaque mois, le centre culturel propose des représentations de pièces de théâtre classique et moderne.
La bibliothèque René-Cassin : chaque mercredi, la bibliothèque propose la lecture de contes pour les enfants; et chaque mois, elle organise des expositions thématiques.
Le Concours départemental des écoles fleuries : fin novembre de chaque année, les lauréats du Concours départemental des écoles fleuries sont récompensés d'une distinction et de manuels de jardinage.

##### Salon des collectionneurs
Le salon des collectionneurs, organisé par l’association des Collectionneurs de Gargan Livry depuis la 1re édition de 1986 chaque année, vers la mi-novembre et rassemble des collectionneurs de toute la région. Cartes postales, documents anciens, affiches, numismatique, livres, jouets, vieux outils, disques, céramiques, capsules de champagne, verreries, miniatures parfum, objets de vitrines, font partie des objets présentés. Une carte du salon et une capsule de champagne sont habituellement édités par l’association.
La 31e édition de 2017 voie la présence de 7 illustrateurs dont Jean Claval, ainsi qu'une exposition historique en hommage à l'Amiral Jacob. L'édition de 2018 fait écho au centenaire de 1918 avec une exposition en mémoire des Livryens de 14-18

##### Salon du parfum et de ses accessoires
Le salon est un rendez-vous des collectionneurs de l'univers du parfum et de ses accessoires, également organisé par l’association des Collectionneurs de Gargan Livry (CGL). Il se déroule habituellement en présence d'experts sur les flacons,,. L'édition de 2020 constitue le 19e salon.

##### L-Game
Un salon du jeu vidéo est créé en 2016 au cinéma Yves-Montand, baptisé « L-Game » a visé ludique et culturel avec conférences, débats, démonstrations et la présence d'un orchestre et se voit doté d'une certaine affluence. Le salon est ensuite transposé à l'espace Jules-Verne et souhaite donner de la visibilité à des jeux peu connus, indépendants ou anciens avec des stands de retrogaming. Lors de la troisième édition en 2018, plus d’un millier de personnes s’étaient rendues sur le salon,,.

#### Festivités

##### Téléthon
La ville participe activement au Téléthon début décembre depuis plusieurs années, et se dote d'une association organisatrice dénommée « Collectif d’associations livryennes pour le Téléthon - CALT» en décembre 2005 ; offrant un programme festif et varié pour récolter le maximum de fonds pour la recherche : animations, marché, attractions, thé dansant, etc,.
En 2017, la ville, l’AFM de Seine-Saint-Denis, le rugby club Livry-Gargan et le comité Île-de-France de rugby lancent un appel pour battre le record du monde de la plus grande mêlée de rugby pour faire une levée de fonds dans le cadre du Téléthon

##### Sidaction
Chaque année, le 1er décembre, le lycée André-Boulloche organise différentes actions : information, prévention, conférence, débat, jeux concours, collecte de fonds.

##### Fête des quartiers
Depuis 2015, la municipalité organise de concours avec les conseillers de quartier la fête des quartiers dans plusieurs endroits de la ville correspondant chacun à un quartier existant,.

##### Autres festivités
Le marché de Noël : Un temps localisé marché Jacob et marché de Chanzy, il est déplacé lors de la Xe édition en 2018 sur le parvis de la mairie, place François-Mitterrand et en 2019 aux abords du Château de la Forêt.
Le concours des illuminations de fin d’année : depuis 1999, la ville organise le concours des illuminations des maisons et jardins.
Entre septembre 2006 et juillet 2007, la ville de Livry-Gargan participe pleinement à l'année de l'Arménie en France et offre trois mois d'animations et de manifestations culturelles autour de ce thème. Un Festival du cinéma arménien à l'initiative de « la Maison de la culture arménienne de Sevran - Livry-Gargan » est également organisé en janvier 2007 et en avril est commémoré, au parc Lefèvre, le début du génocide arménien,.

### Sports
Livry-Gargan possède, une culture sportive solide avec plusieurs clubs, équipements et sportifs remarquables.
Le 30 juin 1949, Livry-Gargan est la ville de départ de la première étape du Tour de France 1949,. Le 25 juillet 2004, Livry-Gargan est une ville de passage du Tour de France. Les participants ont ainsi salué la mémoire d’Antonin Magne, célèbre cycliste des années 1930 qui habita la ville durant de nombreuses années[réf. souhaitée].
La ville possède une équipe de handball, de football, de volley-ball, de water-polo, d’athlétisme, d’escrime et organise de nombreuses rencontres sportives dans chacune de ces disciplines.
Le 4 mai 2021, le comité d'organisation France 2023 confirme la sélection de Livry-Gargan dans le catalogue officiel des camps de base du mondial de la coupe du monde de Rugby 2023.

#### Clubs
| Nom                             | Sport                  | Division       | Stade/Salle                                  | Fondation | Titres (Championnat de France) |
| ------------------------------- | ---------------------- | -------------- | -------------------------------------------- | --------- | ------------------------------ |
| Football Club de Livry-Gargan   | Football               |                | Parc des sports Alfred-Marcel-Vincent        | 2000      | 0                              |
| Cercle d'escrime Jean-Moret     | Escrime                | Nationale 1    | Gymnase Danton, salle d'armes Daniel Popelin | 1969      | 0                              |
| Handball Club de Livry-Gargan   | Handball               | Nationale 1    | Parc des sports Alfred-Marcel-Vincent        | 1943      | 1                              |
| Cercle des Patineurs Livryens   | Patinage               |                | Complexe sportif évolutif couvert            | 1987      |                                |
| Cercle nautique de Livry-Gargan | Natation et water polo | Nationale 1    | Centre nautique Roger-Lebas                  | 1953      |                                |
| Société de tir de Livry Gargan  | Tir sportif            |                | Parc des sports Alfred-Marcel-Vincent        | 1957      |                                |
| Rugby Club Livry-Gargan         | Rugby à XV             | Première série | Parc des sports Alfred-Marcel-Vincent        | 2002      |                                |

- Le Cercle nautique de Livry-Gargan offre une formation de qualité aux 113 licenciés du « Nautique Plongée », qui vient de fêter ses huit ans d'existence[Quand ?][réf. souhaitée]. Le Cercle a passé une saison en Elite (2006-2007). Il a été champion de France national 1 en 2006 et meilleur club formateur de l'Île-de-France depuis 2004[réf. souhaitée].
- Le Cercle d'escrime Jean-Moret a remporté la médaille de bronze aux derniers Championnats de France Nationale 1 à l'épée. L'équipe 2 est vice-championne de France de Nationale 3 et accède en Nationale 2[231]. Le club possède également plusieurs titres de champion départemental en individuel et en équipe[réf. souhaitée].
- Le Handball Club de Livry-Gargan a conclu une alliance avec son voisin du Real Villepinte Vert Galant pour la saison 2006-2007. L’équipe commune à ces deux clubs, nommée Livry-Villepinte 93, évolue en championnat de France de handball de Division 2[réf. souhaitée].
- Le Cercle des patineurs livryens, club sportif municipal de Livry-Gargan (CSMLG) est créé en octobre 1987, il est affilié à la fédération française de roller skating (FFR) depuis 1988. En février 2005, le club coorganise la demi finale des championnats de France de patinage artistique de groupe et le coorganise en avril 2006. En 2010, le club obtient la labellisation fédérale[232]. Le club propose du patinage artistique sur roulettes (ou Roller Artistique)[233].
- La Société de tir de Livry Gargan (STLG) fondé en 1957. Affilié à la FFTir, le stand permet aux membres de tirer à l'arme de point (à 25m), aux carabines .22lr et à plombs (respectivement à 50 et 10m), ainsi qu'à l’arbalète (à 30m), et héberge certains championnats départementaux. Les membres du stand remportent régulièrement des médailles aux championnats de France.
- Le Rugby Club Livry-Gargan[234] évolue en première série et accueille les petits de 5 à 15 ans dans son école de rugby[235][réf. souhaitée].

#### Équipements sportifs

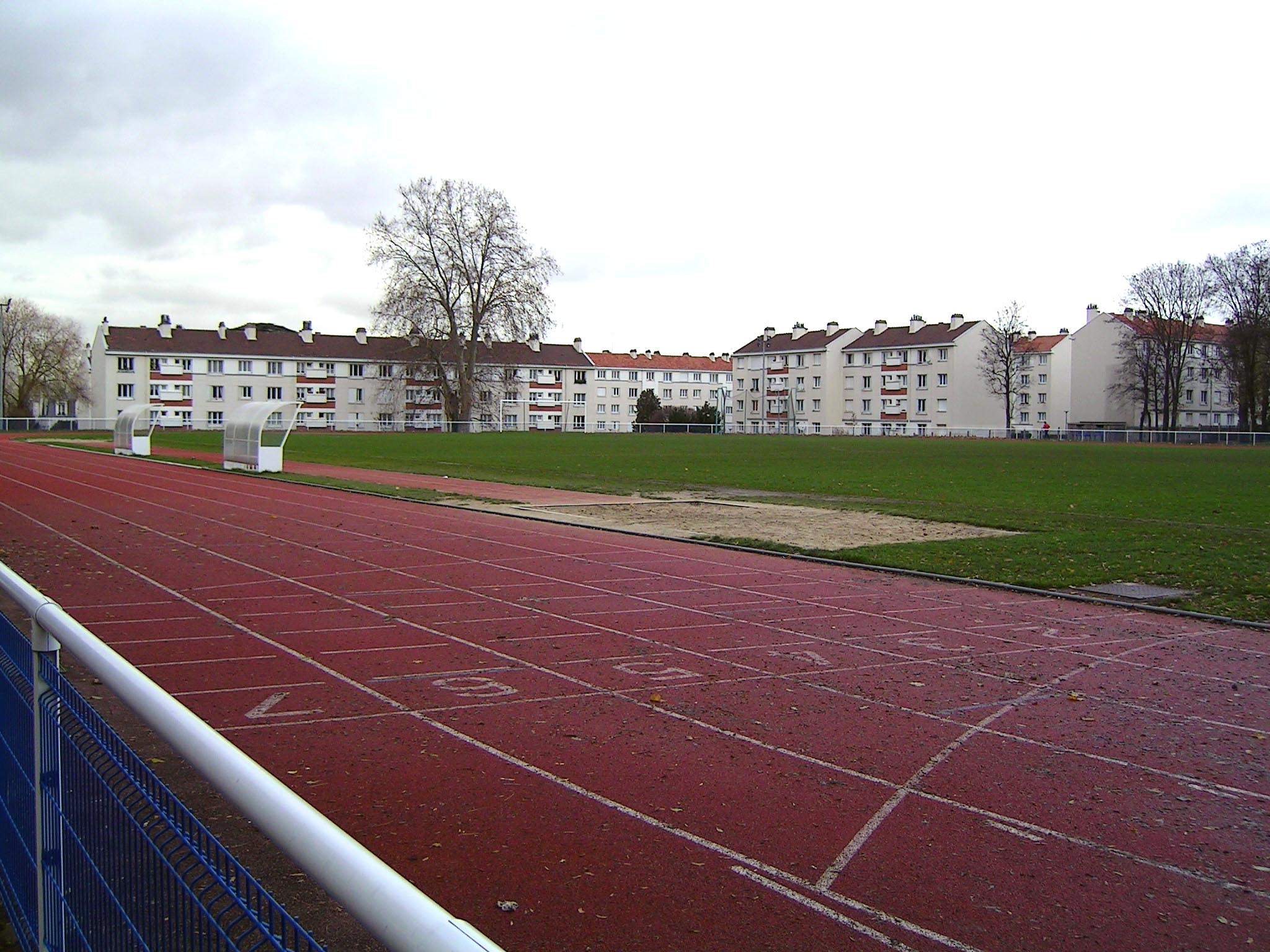
Le parc des sports Alfred-Marcel-Vincent.

Livry-Gargan compte plusieurs équipements sportifs, un centre nautique, trois stades, et 7 gymnases :
- le Centre nautique Roger-Lebas, avenue du Consul-Général-Nordling ;
- le Parc des sports Alfred-Marcel-Vincent, avenue du Maréchal-Leclerc, comprenant un stand de tir, des courts de tennis, un terrain de rugby, trois terrains de football, un terrain de basket-ball, un gymnase, et une piste de courses[M 67] ;
- le Parc et stade Pierre-Bérégovoy, allée Rémond,
- le Terrains multisports extérieurs Bayard,
- le Gymnase Danton,
- le Gymnase Jaurès,
- le Gymnase Jacob,
- le Gymnase Joseph-Zami,
- le Gymnase Jean-de-la-Fontaine,
- le Gymnase COSEC,
- le Gymnases des collèges Léon-Jouhaux et Edouard-Herriot,

La ville compte également :
- le Boulodrome Benoît-Malon, avenue du Consul-Général-Nordling
- le Golf de la Poudrerie, allée Paul -Vieille
- les Salles de billard, allée Joseph-Noize
- les Salles Gutenberg, boulevard Gutenberg
- le Stand de tir, rue du Docteur Herpin
- le Tennis, rue du Docteur Herpin
- le Skate-Park, rue Camille-Nicolas[M 68]

#### Sportifs
Plusieurs sportifs remarquables sont liés à la ville : 
- Grégory Arnolin, footballeur du Real Sporting de Gijón ;
- Cassandre Beaugrand, triathlon ;
- Alain Calmat, patinage sur glace ;
- Olivier Girault, escrime ;
- Antonin Magne, cyclisme ;
- Pierre Magne, cyclisme ;
- Sébastien Ostertag, handball ;
- Pascal Popelin, escrime ;
- Cyril Saugrain, cyclisme ;
- Nouredine Smaïl, course de fond.

### Médias
La commune possède plusieurs moyens de communication, le magazine municipal, le site Internet de la ville ainsi qu'une présence sur les réseaux sociaux.
La ville s'est dotée de comptes sur des médias sociaux en 2014 et son site internet s'est renouvelé en 2017 et la commune obtient le label « Ville internet » avec une arobase (@) en 2018.

#### Presse
Les Livryens sont notamment informés par :
- les pages locales du quotidien Le Parisien[P 62] ;
- les pages web locales d'Actu Seine-St-Denis du site Actu.fr[236] ;
- le magazine municipal dénommé LG Magazine depuis 2015[237] et anciennement Livry-Gargan Le magazine, bulletin mensuel d'information de 32 pages, tirage couleur, distribué gratuitement aux habitants et consultable sur le site de la mairie[M 69],[238] ;
- le Guide Pratique, guide municipal annuel de 140 pages, recensant les services, les commerces, les entreprises, les associations et fournissant tous renseignements utiles ;
- le Guide saison culturelle, livret municipal annuel de 34 pages, recensant les activités événementielles artistiques et culturelles ;
- le Bulletin annuel En Aulnoye jadis de La Société Historique du Raincy et du Pays d'Aulnoye (SHRPA)[239] ;
- le journal Les Petits Reporters, bulletin trimestriel d'information des enfants des accueils de loisirs de Livry-Gargan[M 70] ;
- le journal Le grain de Sell', bulletin bimestriel d'information des élèves du lycée polyvalent Henri Sellier. Le journal obtient le 1er prix académique dans la catégorie "journal papier - lycée" du concours Médiatiks organisé à la BNF en 2019[240].

#### Radio
Plusieurs chaînes de radio peuvent être reçues dans la commune.
Le lycée Henri Sellier dispose d'une webradio, GDS 2.3, pour Grain de Sell' ; elle diffuse depuis 2014 des émissions d'infos ou des revues de presse à destination du public lycéen. La radio obtient le 3e prix dans la catégorie "Média numérique - lycée" du concours Médiatiks organisé à la BNF en 2019.

### Cultes

#### Culte catholique
Le culte catholique gérées par le père Jean-Claude Boivin s'exerce en l’église Notre-Dame-de-Livry (rue Croix-Richard), en l’église Saint-Michel-de-Gargan (avenue Camille-Desmoulins), et en la chapelle Saint-Joseph (rue Graffan).

#### Culte protestant
Le culte protestant, gérée par le pasteur Frédéric Genty s'exerce au temple protestant du Raincy, allée de l’Ermitage, et en l’église évangélique (avenue Sully).

#### Culte israélite
Le culte israélite, gérés par le rabbin Marciano Bénichou s'exerce dans la synagogue et centre communautaire (allée Gallieni).

#### Culte islamique
La ville possède une mosquée.

#### Cimetières
Il y a deux cimetières : l’ancien cimetière (rue de Vaujours) et le nouveau cimetière (allée de l’Est). L'ancien cimetière du Raincy est situé dans la commune.

## Économie

### Emploi
Pour mémoire, le nombre de chômeurs à Livry-Gargan n’a cessé d’augmenter dans les années 1930 : 35 en 1931, 500 en 1932, 700 l’année suivante, 850 en 1934, pour atteindre 1 075 en 1935. On note ensuite une stabilisation pendant plusieurs années, puis un taux qui fléchit à partir des années 1970 pour n’atteindre que 674 chômeurs en 1975. Cinq ans plus tard, Le chômage augmente avec un nombre de 877 demandeurs d’emploi.
En 1999, seuls 17,7 % des Livryens actifs ayant un emploi travaillaient dans la commune. Ce chiffre a reculé de 26,7 % entre 1990 et 1999. Plus de onze mille Livryens occupent un emploi à Paris, ou dans les bureaux, commerces ou zones industrielles de la périphérie. Livry-Gargan est devenue avec le temps une ville-dortoir.
En 1999, la municipalité a créé le Livry-Gargan Insertion (LGI), un lieu de réinsertion pour les 450 bénéficiaires du RMI sur le territoire de la commune. Cette structure a pour but de favoriser le suivi des personnes en grandes difficultés (aide à la formation, au logement, à la couverture sociale, etc.).
Le taux de chômage était de 10,4 % pour l'estimation de 2005, soit 1 918 personnes. Le revenu moyen par ménage est inférieur à la moyenne nationale à environ 17 707 € par an (moyenne nationale : 20 363 € par an).
Le taux d’activité de la commune est passé de 74 % en 1999 à 76 % en 2007 à Livry-Gargan mais baisse dans les communes de Clichy-sous-Bois et Montfermeil ; il est en stagnation au niveau départemental et en augmentation au niveau régional, mais de manière moins significative.
Au recensement de 2006, les cadres et professions intellectuelles sont représentés à un niveau très légèrement inférieur à la moyenne nationale avec un taux de 13,8 % (contre 14,5 % en moyenne en France mais 25,3 % en moyenne régionale).
Les professions intermédiaires représentent 30,6 % des actifs livryens (26,1 % en moyenne régionale et 24 % en moyenne nationale). Les employés représentaient 31,0 % des habitants de la commune (contre 28,4 % en Île-de-France et 29,4 % en France).
Les ouvriers ne représentent plus que 18,9 % des actifs de la commune (15,6 % en région Île-de-France et 24,6 % en France), ce qui correspond à un niveau supérieur à la moyenne régionale.
Le taux de Livryens non scolarisés de plus de 15 ans ayant suivi des études supérieures est de 21,6 %, contre 33,4 % en moyenne régionale et 22,4 % en moyenne en France métropolitaine.
La population de la ville correspond dans sa globalité à la moyenne nationale mais est plus populaire et moins formée que la moyenne régionale francilienne.

### Entreprises et commerces
En 2004, 178 entreprises ont été créées à Livry-Gargan (sur 8 682 € au total pour le département de la Seine-Saint-Denis). La ville détient ainsi un modeste 245e rang national (alors qu’elle se situe au 172e rang pour sa population) montrant une vitalité économique relativement limitée. Le nombre total d’entreprises sur le territoire communal s’élève à 1 587.
La ville ne comporte qu'un seul siège social de grande entreprise (le siège social régional de l’entreprise de BTP Eurovia, 56e entreprise du département avec 141 926 000 € de chiffre d’affaires).

#### Agriculture, énergie et mines

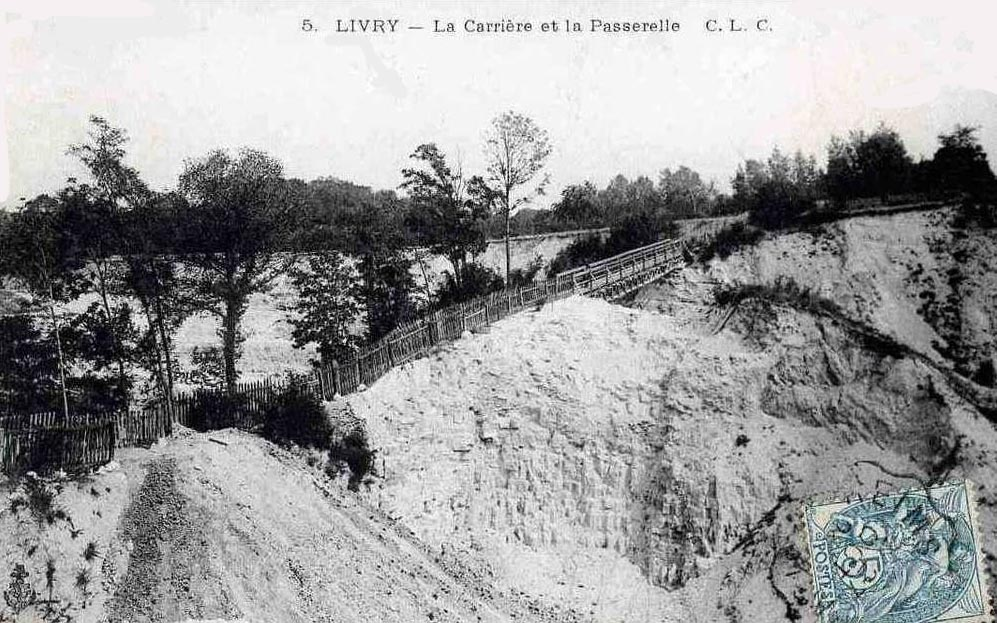
Livry - La carrière et la passerelle.

Au début du XXe siècle, la ville comptait quatre carrières de gypse : Ragourdin, Leclaire, Chevallier et Aubry-Pachot. Les sociétés d'exploitation remplissaient les decauvilles (petits wagonnets) en haut de la rue Firmin-Didot, traversait la commune du nord-est au nord-ouest par une voie ferrée, et déchargeaient les wagonnets dans des péniches amarrées sur un bras du canal de l'Ourcq, situé près de l'actuel jardin Bérégovoy. L’ancienne carrière de gypse, ouverte à partir de 1870, est aujourd’hui exploitée en galeries souterraines. Certaines galeries abritent des champignonnières (voir supra).

#### Industrie et construction
Le secteur secondaire n'est pas dépourvus d’activité à Livry-Gargan: la construction (18,3 %), le transport (7 %), l’industrie des biens de consommation (3,7 %) ou l’industrie des biens intermédiaires (2,2 %).
Quelques secteurs d’activité cependant subsistent difficilement : l’industrie des biens d’équipement (1,7 %), l’industrie agricole et alimentaire (1,4 %), l’industrie automobile (0,1 %) et l’énergie (0,1 %).
Au XIXe siècle, la Westinghouse Air Brake Company (Compagnie des Freins et Signaux Westinghouse), spécialisée dans les applications de l’air comprimé, est construite à la limite de Sevran (qui donnera au quartier son nom de Freinville). Le siège social est déplacé à Sevran en 1968. Cette même année, l’effectif de l’usine est de 1 700 personnes. En 1979, elle est divisée en trois sections : ferroviaire, automobile et pneumatique industrielle. Elle est aujourd'hui fermée.
Ainsi, on assiste ces dernières années à un glissement du secteur secondaire vers le tertiaire.

#### Commerces et services
La majorité des entreprises fait partie du secteur tertiaire, notamment le commerce (28,2 %), les services aux entreprises (12 %), et aux particuliers (9,9 %), ou encore l’éducation, la santé, l’action sociale (12,4 %) et les activités immobilières (3 %).
Des commerçants indépendants sont pour l’essentiel situés sur la place de la Libération ou l’avenue de Chanzy. La commune regroupe également deux hôtels : l'hôtel « Campanile » et le « Rendez-vous des Chauffeurs », et plus d'une quarantaine de restaurants.
La ville est pourvue de deux marché. Le marché de Chanzy est situé à cheval sur Pavillons-sous-Bois et Livry-Gargan, il attire plusieurs centaines de personnes et ouvre trois fois par semaine. Réputé, il est l'un des plus fréquentés du secteur et est bien desservie par les transports,.

##### Zone d’Activité Poudrerie – Hochailles
La Zone d’Activité dite « de la Poudrerie – Hochailles », est créée en 1972, située à la sortie Est de la ville, le long de la route nationale 3, cette zone commerciale est composée de plusieurs pôles commerciaux dont les principales enseignes sont : Picwik, Cora, Leroy Merlin, Lidl, NaturéO et Point P. Cette zone dispose déjà de nombreuses enseignes (prêt-à-porter, accessoires de pêche, restauration rapide, etc.) se caractérise par un manque de surfaces disponibles, ne restent qu’une seule parcelle de libre en 2018 située dans le pôle NaturéO. Le développement de la zone est contraint également par la présence du Parc de la Poudrerie au Bois de Bernouille.
La Zone d’Activité attire des consommateurs dont la moitié est âgée de plus de 50 ans et un cinquième d’un âge inférieur à 25 ans et dont tiers sont des ouvriers et Employés et seulement un cinquième de cadres. 80 % des consommateurs résident à proximité proche de la Zone qui est très peu desservie en transport en commun.

## Culture locale et patrimoine
- Architecture religieuse

'"`UNIQ--templatestyles-0000008B-QINU`"'  - 1Église Notre-Dame-de-Livry
  - 2Église Saint-Michel-de-Gargan
- Architecture civile

'"`UNIQ--templatestyles-0000008B-QINU`"'  - 1Château de la forêt
  - 2Cèdre du Liban
  - 3Lac de Sévigné
  - 4Ancienne station thermale
  - 5Gare de l’Abbaye
  - 6Cité-jardins de la Poudrerie

Aucun monument ou site naturel de la ville n’est classé ou inscrit aux monuments historiques. Le parc de la Poudrerie est en revanche le seul site classé du département de la Seine-Saint-Denis depuis 1994 ; mais il s’étend majoritairement sur le territoire des communes voisines de Sevran, Villepinte et Vaujours. Seule une infime fraction du parc est située sur le territoire de Livry-Gargan. Le département lance à partir de septembre 2019, un appel aux dons avec la Fondation du patrimoine pour la sauvegarde le parc de la Poudrerie et de son patrimoine bâti issu de la Poudrerie impériale de Sevran-Livry, créée en 1865 par Napoléon III,.

### Patrimoine religieux

#### Église Notre-Dame-de-Livry
L’église Notre-Dame-de-Livry fut bâtie en 1820 à l’emplacement d’un édifice antérieur datant de 1697. Le clocher date de 1874. Le bâtiment, d’une architecture très sobre et aux murs peints en blanc, abrite un tableau du XVIIe siècle, représentant la Cène.

#### Église Saint-Michel-de-Gargan
L’église Saint-Michel-de-Gargan, dans le quartier de Gargan, fut édifiée en 1965 par Robert Danis. Elle possède des parois en polyester décoré de François Chapuis. L'édifice est classé Patrimoine du XXe siècle.

### Patrimoine civil

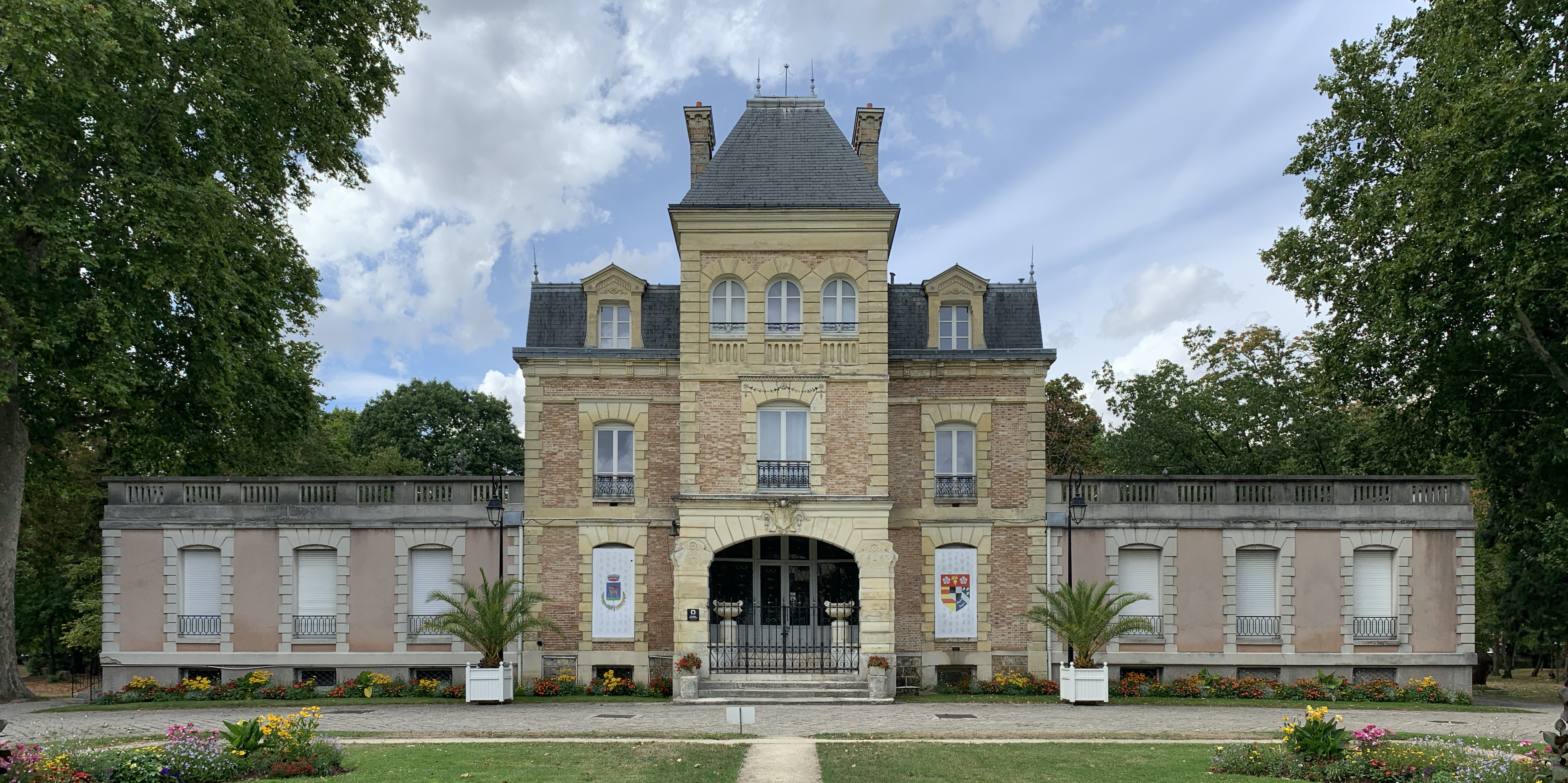
Le château de la forêt.

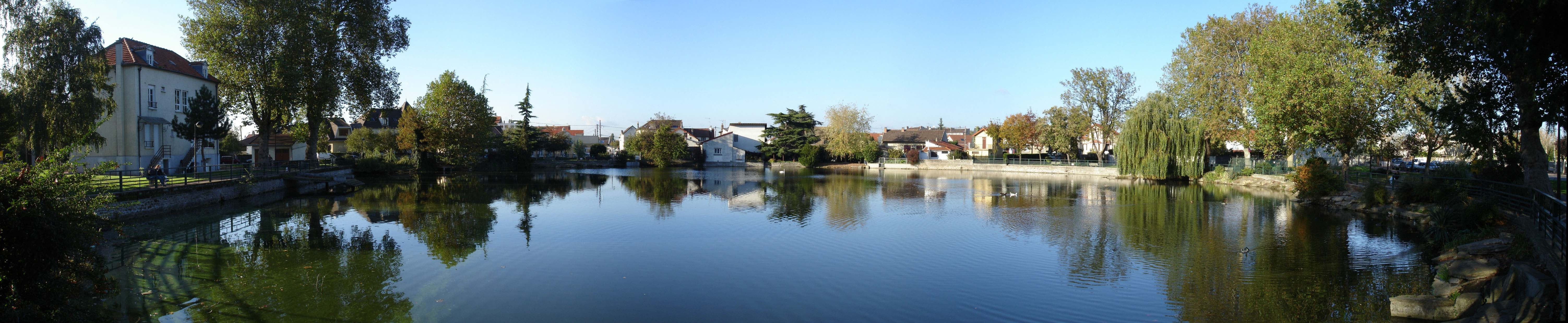
Le lac de Sévigné à Livry-Gargan.

- Le Château de la forêt (de style Louis XIII) a été construit en 1864, pour Paul-Auguste Besnard ayant pour propriétaire le docteur Lefèvre[M 21]. La ville en est devenue propriétaire en 1968[Note 14]. Il abrite aujourd’hui le musée d’histoire locale, le musée de la Marquise de Sévigné (qui expose lettres et portraits de l’intéressée lors de son séjour à Livry), la salle du conseil municipal et des salles d’exposition. Son parc, d’une vingtaine d’hectares à l’origine en mesure la moitié aujourd’hui et est devenu parc municipal (60, avenue du Consul-Général-Nordling). En septembre 2019, le château est classé Patrimoine d’intérêt régional avec la cité-jardin[P 64].
- Le cèdre du Liban a été planté en 1750, dans l’enclos du Grand-Berceau, propriété à la fin du XVIIIe siècle de Hérault de Séchelles. Aujourd’hui, ce cèdre n’est plus la composante d’un parc mais un arbre isolé en pleine ville et situé en bordure de la route nationale 3.
- Le lac de Sévigné (boulevard Roger-Salengro) est le seul vestige de l’abbaye de Livry.
- L’ancienne station thermale (11 allée de Stalingrad) fut créée par Robert de Vey, héritier de l’amiral Jacob et maire de Livry. La station « Sévigné-les-Eaux » exploite la source du lac Sévigné, mais le public ne se presse pas. L’établissement est déclaré en faillite dès 1878. Les anciennes salles de bains ont été transformées en pièces d’habitation, puis abritent depuis la police municipale.
- La gare de l’Abbaye, inaugurée le 7 août 1875 sur la ligne dite des « Coquetiers », a été menacée de démolition à la suite de la transformation de cette ligne de chemin de fer en tram-train (ligne 4 du tramway d'Île-de-France). Le bâtiment a été sauvé par la municipalité et devait être transformé en espace culturel en 2007 après restauration.
- La tombe de l’amiral Jacob est située dans le cimetière depuis le 3 juillet 1898, à la suite de son transfert de la butte de l’ancien moulin de l’abbaye où il fut d’abord inhumé à sa demande en 1854. Les ancres enchaînées rappellent que cet homme fut l’un des plus valeureux marins de la Révolution et de l’Empire. Bienfaiteur de la commune, il livra à sa mort 100 000 francs pour l’édification d’écoles gratuites. La ville par reconnaissance édifia une statue à sa mémoire qui fut inaugurée le 15 août 1891. Cette statue fut enlevée par les Allemands pendant la dernière guerre et il n’en reste qu’une plaque apposée sur une des écoles construites grâce à son legs et une ancre posée sur la place Jacob.
- La cité-jardin, construite par l'architecte Hector Caignard de Mailly dans les années 1930, elle est composée de 27 logements ouvriers répartis dans plusieurs pavillons et avec un alignement de six maisons de contremaîtres. Les employés de l'ancienne Poudrerie nationale de Sevran-Livry y étaient logés. Laissée à l'abandon plusieurs décennies, un temps voué a la démolition, le site doit être réhabilité en 2020, un investissement de 4 millions d'euros est prévu[P 65]. Propriété de Seine-Saint-Denis Habitat, la cité est classée Patrimoine d’intérêt régional en septembre 2019[P 64].

### Personnalités liées à la commune
En 1688, Louis Sanguin invita Louis de France, fils de Louis XIV au château de Livry, dans lequel il séjourna quelque temps. En 1717, Louis Sanguin, deuxième du nom, accueillit le tsar Pierre le Grand, avant que celui-ci n’atteigne Charleville puis Spa où l’attendait la tsarine[réf. nécessaire].

#### Seigneurs de Livry
En 1213, Mahaut de Garlande (dernière titulaire du nom), épousa le comte Henri IV de Grandpré. La châtellenie de Livry devient la propriété de la famille de Grandpré pendant une soixantaine d'années. En 1285, le roi de France, Philippe le Hardi leur achète le château et la terre, alors laissés à l'abandon. Il les offre à un fidèle serviteur, Pierre VI de Chambly, accompagnés de la concession de Coubron et d'Aulnay.
Philippe le Bel était à Livry en 1305 et 1311, et Philippe V le Long en 1317.
En 1317, le fils aîné, Pierre de Chambly hérite des biens. C'est donc au tout début du XIVe siècle, que les terres de Coubron et d'Aulnay sont rattachées à celles de Livry.
Propriété des Chambly au XVe siècle, la seigneurie de Livry et de Coubron est donnée à Guiot de Chambly, seul héritier en 1412.
Onze ans plus tard, ce dernier cède une partie à maître Hugues Rapiot, alors président des requêtes du Palais. En 1425, il possède l'ensemble de la seigneurie.

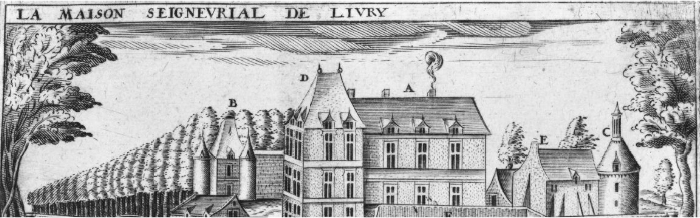
La maison seigneuriale de Livry (gravure de 1648).

En 1473, le comte de Dammartin reprit le domaine, alors pillé et détruit par la guerre de Cent Ans. Ne pouvant s'occuper de ses biens, il confia la gestion au seigneur de Villemomble à partir de 1479.
En 1499, à sa mort, les biens furent cédés au fils du seigneur gestionnaire, Simon Sanguin, bourgeois de Paris.
En 1510, cette terre passa à la famille Sanguin de Paris, qui y fit construire un château.
En 1518, Nicolas Sanguin, fils de Simon Sanguin, ne mentionna, devant la Cour des comptes, que les terres de Livry et omit de parler de Coubron. C'est à partir de cette époque, que la scission entre les deux domaines se fit.
En 1574, le domaine connait deux seigneurs : Jacques Sanguin († 1587), qui fut Échevin de Paris en 1567, et Georges le Picart († 1585), un de ses neveux. Ce partage entraîne de nombreux conflits qui ne sont résolus par la mort de Jacques Sanguin († 1626), laissant quatre enfants dont deux fils. L'aîné, Jacques II Sanguin († 1626), futur prévôt des marchands (1606) et cité comme « cons[eille]r du roy en sa court du Parlem[en]t » (en 1607 et en 1620) hérite d'une moitié du domaine, et Anne de Picart († 1598), de l'autre moitié. Jacques II Sanguin réussit à reconstituer le domaine entier, grâce au soutien de Louis XIII, de sorte que lors de son hommage de 1620 au roi, se qualifie de seul et unique détenteur de la châtellenie de Livry. Après sa mort et celle de son épouse, leurs neuf enfants cohéritiers partagent la succession en 1629. La seigneurie de Livry échoit alors au frère aîné Christophe Sanguin († 1641), président de la cinquième chambre aux enquêtes du Parlement de Paris, conseiller du roi en ses conseils d'État et privé, nommé prévôt des marchands l'année précédente, et ultérieurement capitaine des chasses pour les plaisirs du roi, en ses forêts de Livry et de Bondy (1632). Le domaine passe en 1641 à son fils Denis Sanguin, capitaine des chasses en survivance de son père, qui le vend en 1651 à ses deux frères Jacques et Antoine Sanguin, écuyers. En 1659, les deux co-seigneurs cèdent tous leurs droits à Claude Ménardeau, seigneur de Champré. Jacques et Antoine Sanguin sont les derniers seigneurs de Livry de la branche aînée de la famille Sanguin.
En 1661, à peine deux ans après son acquisition, Claude Ménardeau, seigneur de Champré se défait du domaine de Livry au profit du comte Godefroi d'Estrades, ambassadeur de France en Angleterre qui ne le garde guère plus longtemps : il le revend en 1663 à Louis, marquis de Mailly et de Nesles († 1708), capitaine de chasse de Livry et Bondy. Le peu fortuné marquis de Mailly abandonne ce domaine 1668 par manque de moyens financiers.
Jacques III Sanguin, fondateur de la branche cadette de la famille Sanguin récupère les terres abandonnées par la branche aînée. En 1676, il devient maître d'hôtel de Louis XIV et entretient une relation amicale avec Madame de Sévigné qui l'avait en estime). Il meurt en 1680.
Son fils Louis Sanguin (1648-1723), premier du nom, hérite du patrimoine. En 1688, il obtient du roi que ses terres deviennent un marquisat. À époque, le Dauphin séjourne brièvement au château, le temps d'une splendide fête en son honneur. Six ans plus tard, Louis Sanguin acquiert le domaine du Raincy, obtient du roi l'union des terres de Livry et celles du Raincy et vend le château de Livry. Il meurt en 1723. Son fils Louis II Sanguin (né en 1679), comte de Livry, lieutenant général des armées du roi, lui succède et obtient la charge de son père : maître d'hôtel du roi. Il demeure à Livry-le-Château, où il reçoit d'illustres personnages, tels que le tsar Pierre le Grand ou le poète Alexis Piron. Il meurt en 1717. Ses enfants dilapident sa fortune.
Le dernier petit-fils cède le domaine au Duc d'Orléans, le futur Philippe-Égalité, en 1769. En 1784, la seigneurie appartient à Louis-Philippe d'Orléans, qui réside au château du Raincy.

#### Famille Sanguin de Livry
- François-Hyppolite Sanguin (1714-1789), marquis de Livry, seigneur honoraire de Bénouville, seigneur et patron de Blainville, seigneur en partie d'Ouistreham et de Saint-Aubin-d'Arquenay, seigneur et patron de Soignolles, de Rouvres et Biéville.
- Denis Sanguin de Livry (1622-1702), évêque de Senlis de 1651 à sa mort.
- Louis II Sanguin (1679-1741), marquis de Livry, seigneur du Raincy, de Sevran et du Génitoy et militaire ;

#### Ecclésiastiques deNotre-Dame de Livry
- Claude Coquelet (-1613), prélat du XVIIe et du XVIIe siècle ;
- Christophe de Coulanges (1607-1687), dit « le Bien Bon », abbé commendataire de Notre-Dame de Livry, est l'oncle de Mme de Sévigné ;
- Élisabeth-Théodose Le Tonnelier de Breteuil (1710-1781) ;
- Jean-Baptiste-Antoine de Malherbe (1712-1771) ;
- Denis Sanguin de Saint-Pavin (1595-1670), abbé commendataire de Notre-Dame de Livry et poète libertin ;
- Jean-Jacques Séguier de La Verrière (1606-1689), prélat, chanoine de Chartres, évêque de Lombez, de Nîmes, abbé commendataire de Notre-Dame de Lyre et de l'abbaye Notre-Dame de Livry ;
- Jean Vallière, moine de Livry-en Aulnoy, prêcheur de la réforme luthérienne qui fut brûlé vif sur le parvis de Notre-Dame de Paris, le 8 août 1523 ;

#### Résidence à Livry-Gargan

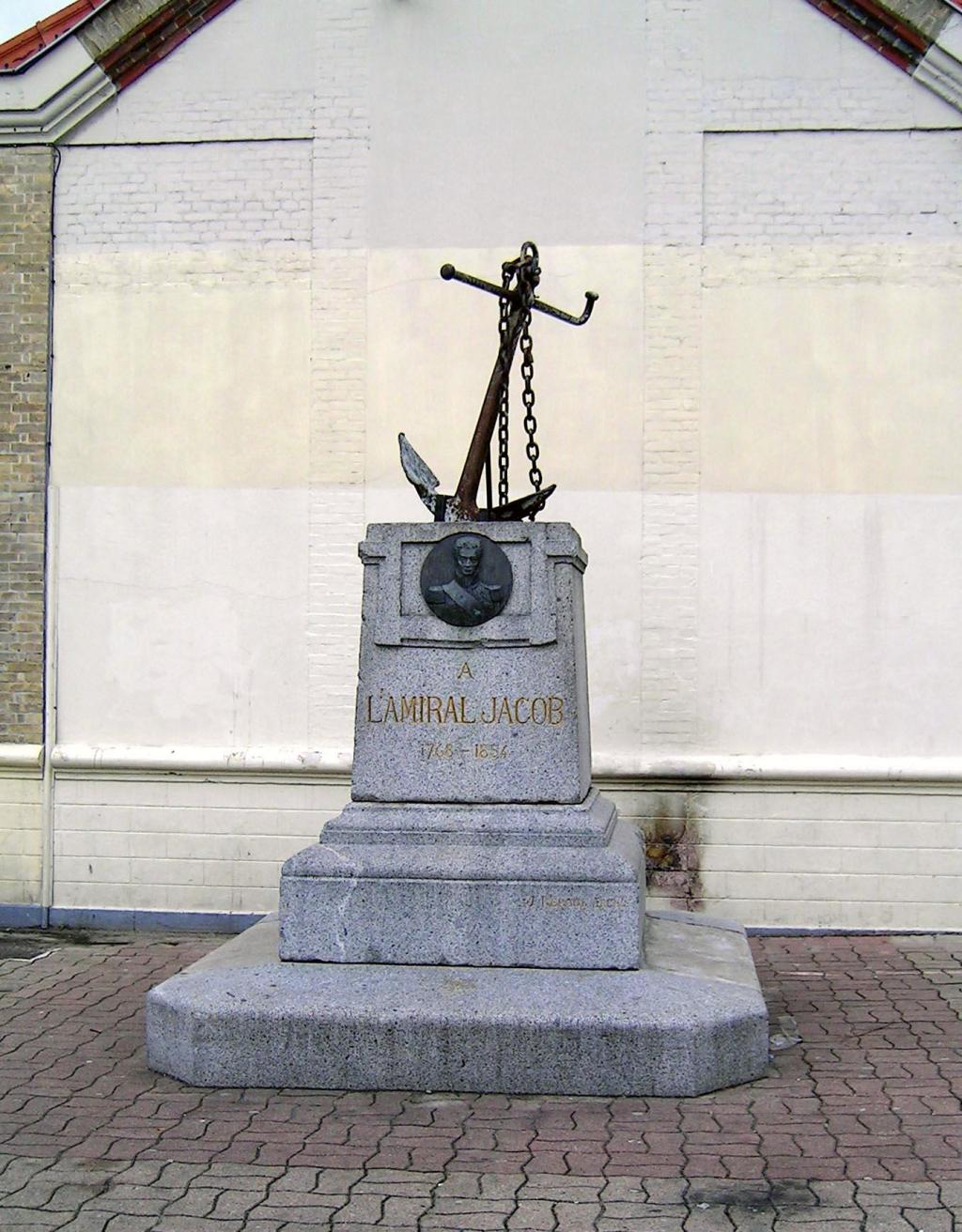
Monument de l'Amiral-Jacob.

- Alain Calmat (1940), patineur artistique, médaillé d’argent aux Jeux olympiques d’hiver à Innsbruck en 1964, champion du monde en 1965, médecin, ancien ministre, député et maire de la commune ;
- César Collavéri (1901-1961), homme politique et maire Livry-Gargan de 1947 à 1961 est assassiné par un habitant de la ville ;
- Robert Guillaume Dillon (1768-1854), militaire de guerre d'indépendance des États-Unis et maire Livry-Gargan ;
- Paul Dupont (1796-1879), imprimeur ;
- Sylvie Ehleringer (1963), championne du monde de culturisme (catégorie : moins de 52 kg) en 2007 ;
- Louis-Xavier Gargan (1816-1886), le créateur du wagon-citerne, utilisé lors du percement du canal de Suez. Son nom est resté attaché à celui de Livry par la création d’une grande industrie aujourd’hui disparue[réf. souhaitée] ;
- Amiral Louis Jacob (1768-1854), ministre de la marine en 1834 (un groupe scolaire et une place portent d’ailleurs son nom) ;
- Général Jean-Andoche Junot (1771-1813), général des hussards du Premier Empire ;
- Antonin Magne (1904-1983), célèbre cycliste, champion du monde sur route en 1936, vécut à Livry-Gargan à partir des années 1910. Aujourd’hui, une voie porte son nom ("rue Antonin-et-Pierre-Magne", près du lac de Sévigné) et une plaque commémorative lui est dédiée.
- Raymond Meyer (1918-2002), militaire de la Seconde Guerre mondiale[257], une exposition est organisée en son honneur à la médiathèque René-Cassin en 2019[P 66].
- François Perrot (1924-2019), acteur[P 67].
- Louis Rimbault (1877-1949), membre de la bande à Bonnot y fut conseiller municipal et avait sa quincaillerie place de la Gare
- Madame de Sévigné (1626-1696), épistolière française ;
- Alfred-Marcel Vincent (1908-1999), homme politique et maire Livry-Gargan de 1961 à 1995.

#### Naissance à Livry-Gargan
- Laetitia Avia (1985), femme politique et députée de Paris ;
- Cassandre Beaugrand (1997), triathlète française, championne de France courte distance, championne de France, d’Europe et du monde en relais mixte ;
- Christophe Bouchet (1962), homme politique, homme d'affaires, journaliste, et président successif de plusieurs clubs de football ;
- Gabriel Dauchot (1927-2005), peintre expressionniste ;
- Mario Didò (1926-2007), vice-président du Parlement européen, est à né Livry avant guerre avant de fuir l'occupation allemande ;
- Claude Durand (1938-2015), ancien instituteur, lecteur aux éditions du Seuil, éditeur, directeur général des éditions Grasset en 1978, puis de Fayard en 1980. Il a obtenu le prix Médicis en 1979 pour La Nuit zoologique ;
- Rachid Ferrache (1972), acteur, chanteur et réalisateur ;
- Kamel le Magicien (1980), magicien ;
- Laurent Lafargeas (1960), nouvelliste, auteur des Pays sombres et fondateur du Club Littéraire d'Ile-de-France ;
- Marianne Mako (1963-2018), journaliste[258] ;
- Ahmed Merabet (1974-2015), policier né en 1974 dans la commune et y a grandi, exécuté froidement le 7 janvier 2015 sur le boulevard Richard-Lenoir à Paris, par l'un des auteurs d'une attaque terroriste qui venait de s'achever et perpétrée dans les locaux du journal satirique Charlie Hebdo ;
- Cyril Saugrain (1973), coureur cycliste professionnel français.

Personnalités liées à Livry-Gargan (sélection).
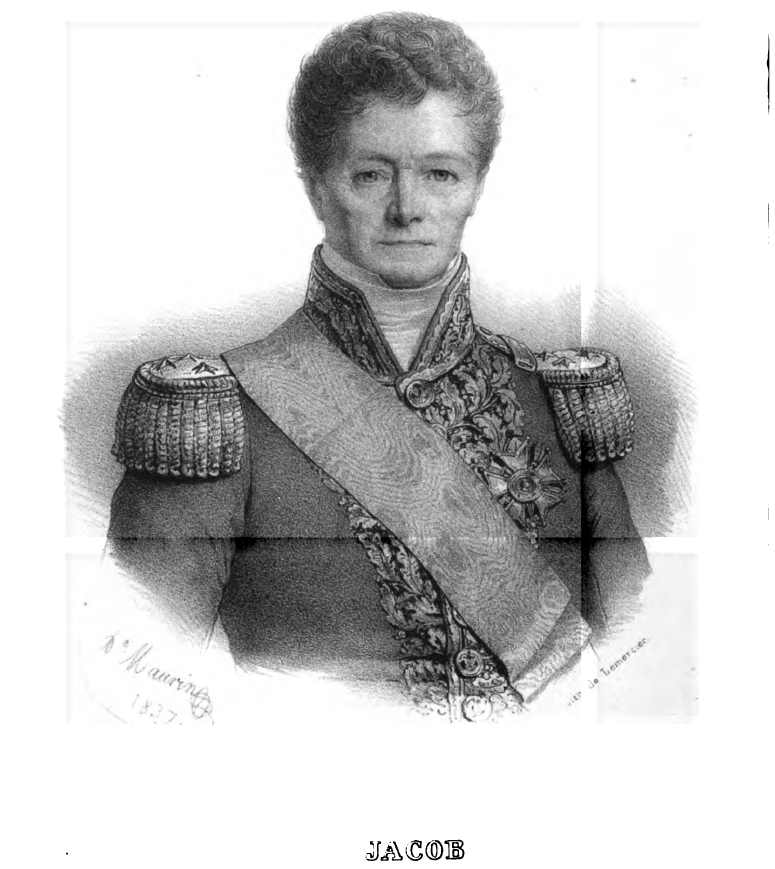
Amiral Jacob
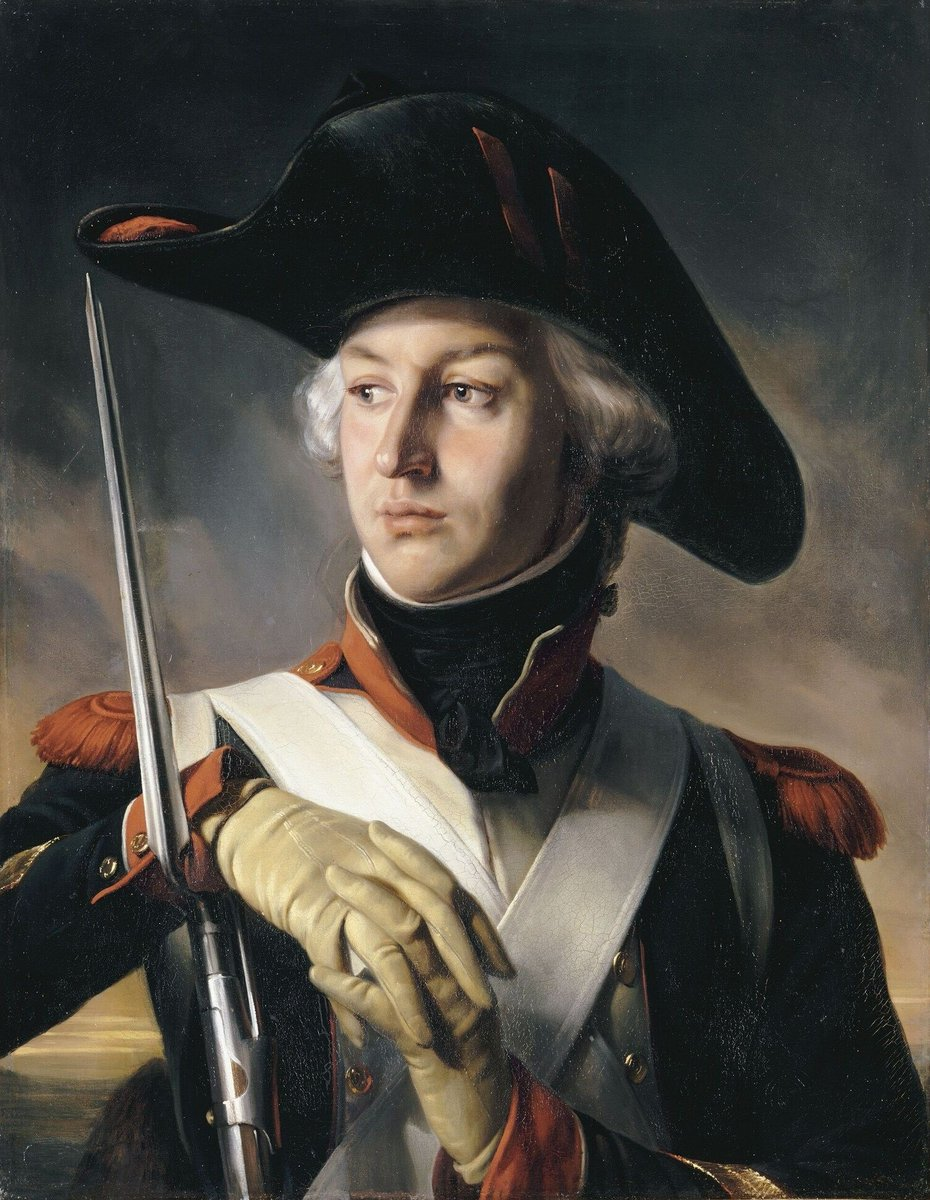
Général Junot
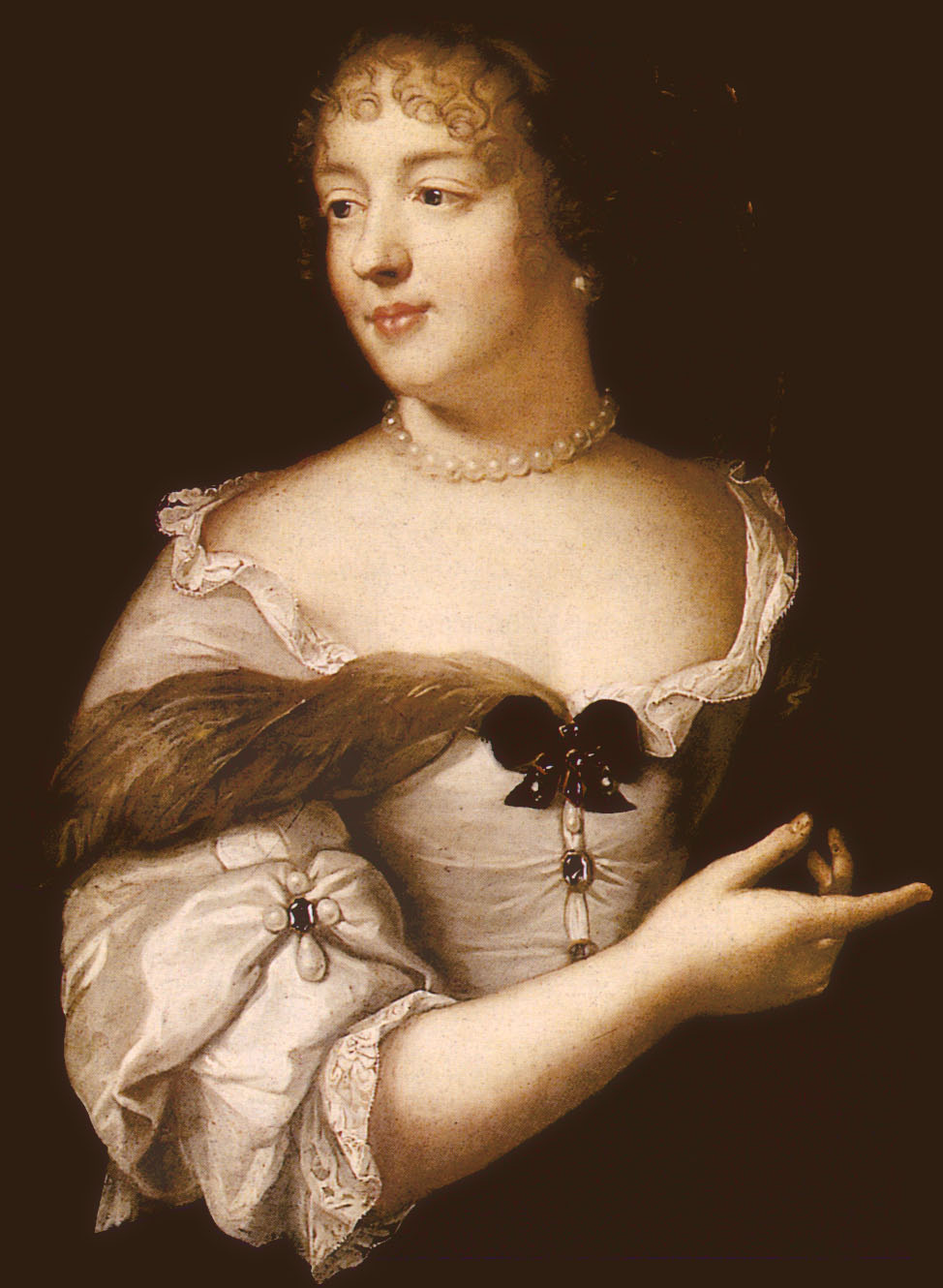
Marquise de Sévigné
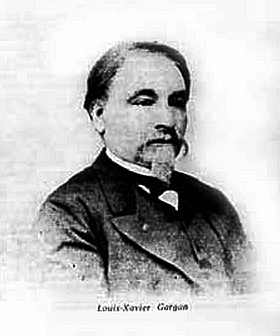
Louis-Xavier Gargan
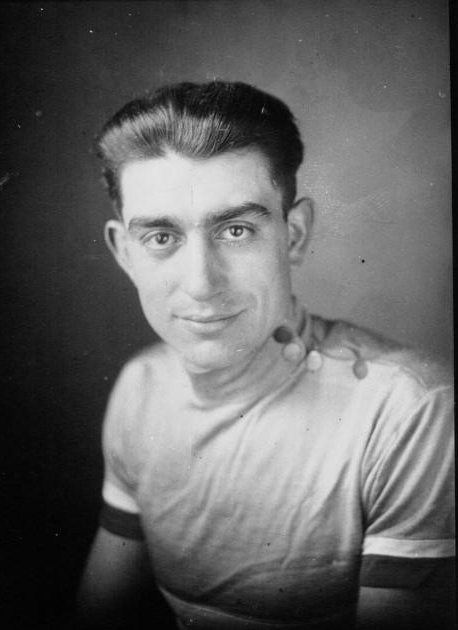
Antonin Magne

### Équipements culturels

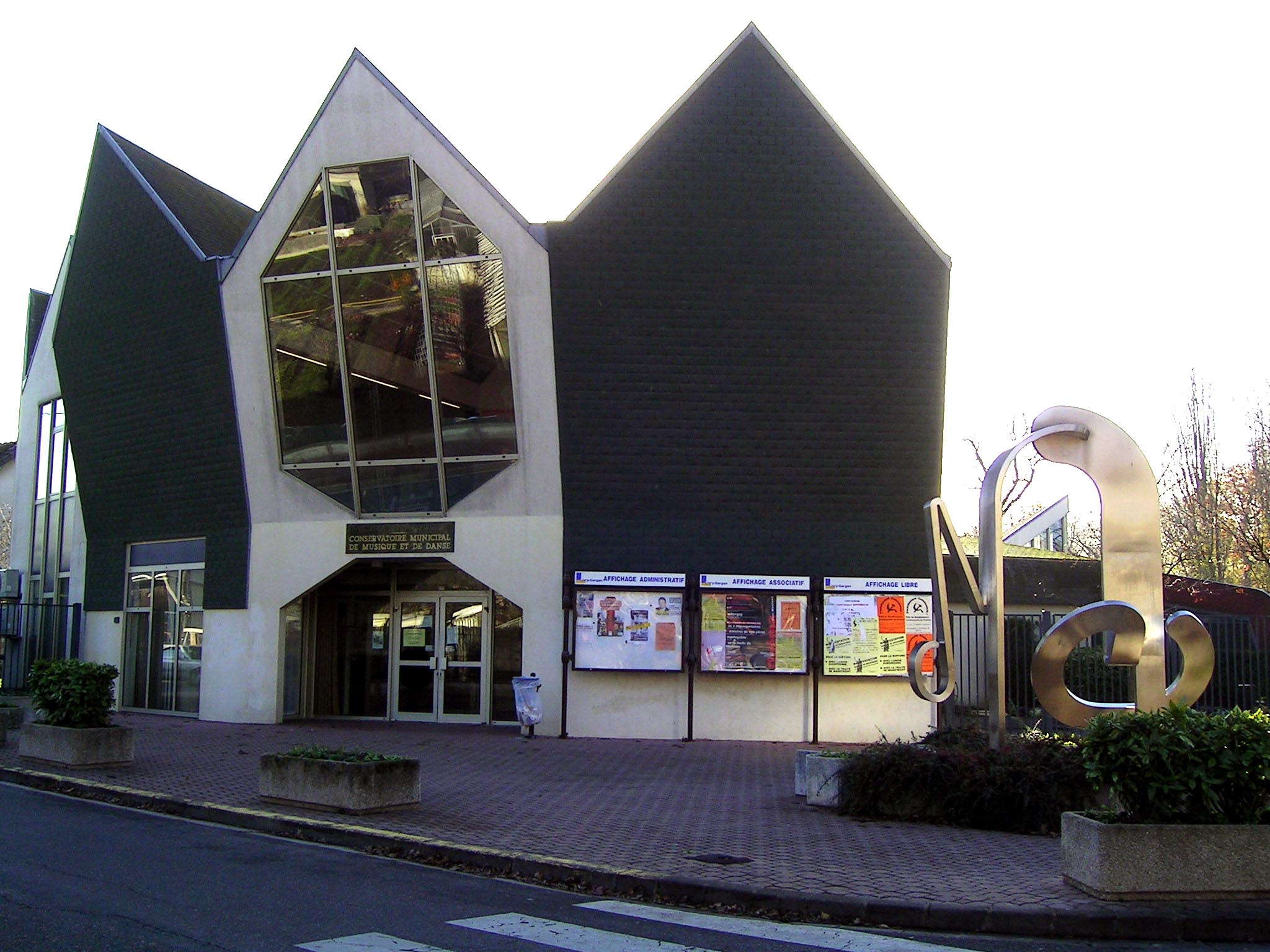
Le conservatoire municipal de musique et de danse.

La ville possède un riche tissu associatif. Pas moins de soixante-quinze associations se retrouvent chaque année au parc des sports pour la fête des associations.

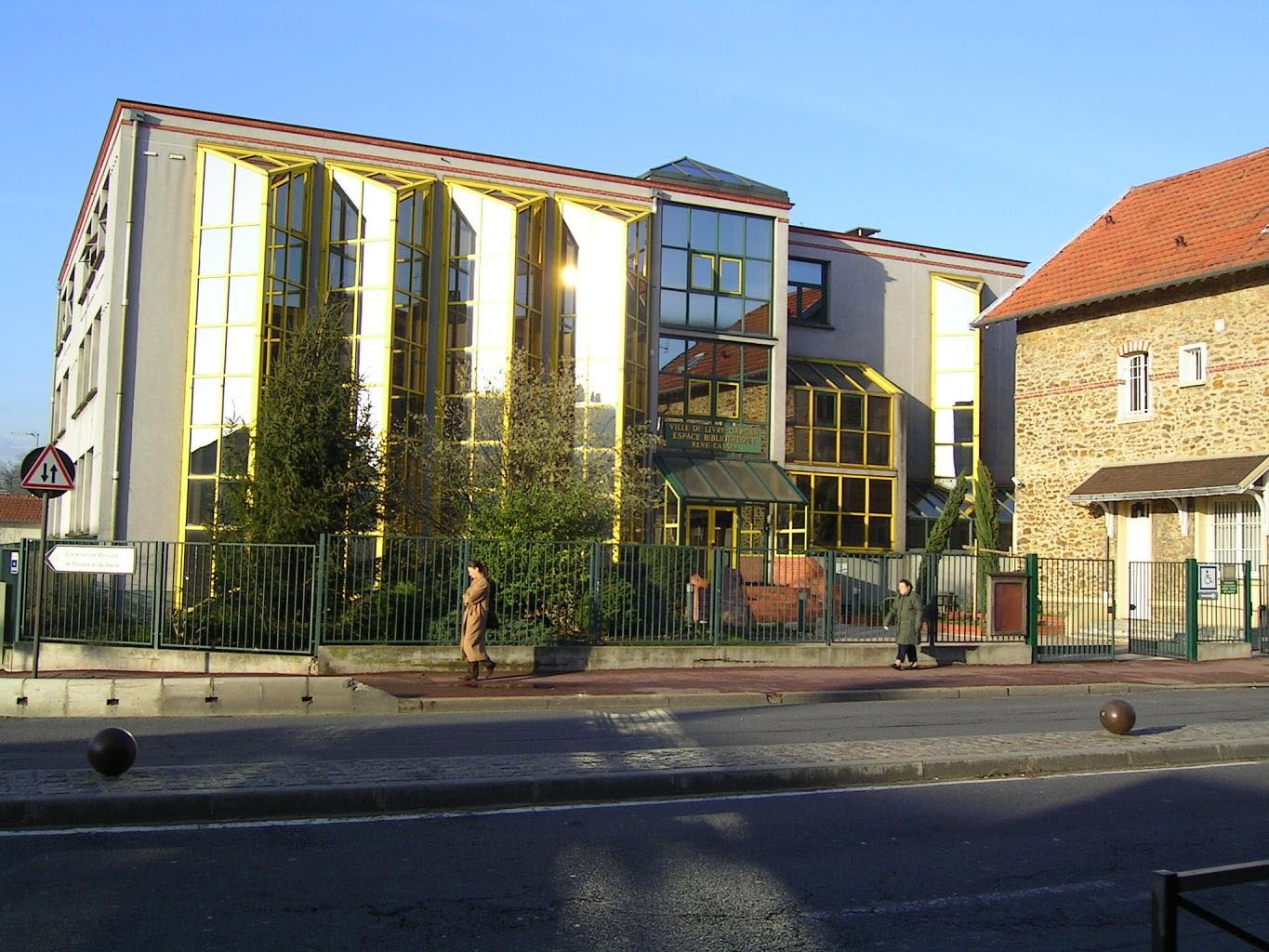
La bibliothèque René-Cassin.

La ville offre en outre une importante infrastructure culturelle :
- le musée d'histoire locale ainsi que le musée de la Marquise de Sévigné dans le château de la forêt (60, avenue du Consul-Général-Nordling). De nombreuses expositions temporaires y sont organisées ;
- la bibliothèque municipale René-Cassin (10, avenue du Consul-Général-Nordling) qui met à la disposition du public un fonds encyclopédique ainsi que des disques. Des expositions y sont régulièrement organisées ;
- l'ancienne piscine : un espace composé de salles polyvalentes dédié aux manifestations culturelles associatives ;
- le centre culturel Yves-Montand (36, rue Eugène-Massé) qui propose des ateliers d’expression culturelle et de loisirs pour enfants et/ou adultes ;
- le cinéma Yves-Montand (36, rue Eugène-Massé) propose des films d’auteur ainsi que de divertissement[259] ;
- le conservatoire municipal agréé de musique et de danse (41, rue Édouard-Herriot)[M 73] ;
- le club d'échecs La Dame de Sévigné (Castel Guy-Mollet, rond-point des Bosquets), le seul de la ville, qui tient son nom du jeu de dames et de la figure féminine emblématique de la ville, la Marquise de Sévigné[260].

Le département de la Seine-Saint-Denis propose une carte culture annuelle qui, pour un prix modique, offre l’accès à tarif réduit à toutes les séances du cinéma et pour les spectacles organisés par le centre culturel ainsi que des invitations à des avant-premières.

### Livry-Gargan dans la littérature
Madame de Sévigné séjourna régulièrement chez son oncle Christophe de Coulanges à l’abbaye de Livry. Elle cita plusieurs fois le village d’alors dans son œuvre :

« C’est mon lieu favori pour écrire, mon esprit et mon corps y sont en paix. […] La beauté de Livry est au-dessus de tout ce que vous avez vu. Les arbres sont d’un vert admirable, tout est plein de chèvrefeuille. Cette odeur ne m’a point encore dégoûtée. »

Le premier roman de Faïza Guène, Kiffe kiffe demain, publié en 2004 et traduit en vingt langues, se déroule dans une cité de HLM de Livry-Gargan.
En 2021, la livryenne Chantal Marchal publie son premier roman, « La musique des lilas blancs », une histoire d’amour et de spiritualité dont l’intrigue se passe à Livry-Gargan et dans les alentours,.

### Héraldique, logotype et devise

#### Armoiries
| Armes de la ville. | Au cours des siècles, les armes de Livry se sont modifiées au gré des appartenances seigneuriales. Les plus anciennes reprenaient les armes de la famille de Garlande (Étienne de Garlande), seigneurs de Livry de 1100 à 1213 ; puis virent s’ajouter les armes de la famille Sanguin, seigneurs de Livry de 1499 à 1769 ; la grappe de raisin qui rappela la présence des vignes à Livry et les deux quintefeuilles faisant allusion à la forêt de Bondy qui recouvrait une grande partie de l’est parisien ; enfin les armes de Madame de Sévigné qui séjourna une grande partie de sa vie à Livry. Les armes de la ville se blasonnent ainsi : Parti d'or à deux fasces de gueules et d'azur à la bande d'argent accompagnée en chef de trois glands d'or posés en barre et rangées en orle, et en pointe de deux serres d'aigle du même posées en barre et rangées en bande ; au chef de gueules chargé d'une grappe de raisin tigée et feuillée d'or, accostée de deux quintefeuilles d'argent ; en cœur, un écusson écartelé de sable et d'argent brochant sur le tout. |

En novembre 2012, une médaille représentant les armoiries des communes de Bondy, des Pavillons-sous-Bois et Livry-Gargan est émise par le club numismate de Bondy en collaboration avec la Monnaie de Paris à l'occasion du Téléthon.

#### Logotype
|  | - Logo de Livry-Gargan depuis 2015 - Description : « Calligraphie et initiales se rejoignent et s'équilibrent pour faire passer l'idée d'une ville en mouvement, tournée vers la modernité mais qui se construit dans le respect de l'esprit du Livry-Gargan d'hier. » - Note : ce logotype n'est plus usité pour la une du journal municipal depuis mai 2018. |
|  | - Ancien logo de Livry-Gargan |

- La Police nationale de Livry-Gargan est dotée d'un écusson dessiné par l'un de ses membres, Éric Gillet. Il représente le cèdre du Liban de Livry-Gargan ainsi que les armoiries des communes de Livry-Gargan, Vaujours et Coubron. Un prototype de blason pour la brigade anti-criminalité de Livry-Gargan a été réalisé mais n'a jamais été porté et n'a pas été validé par la direction centrale de la Sécurité publique (DDSP)[266].

Logo de LG Magazine, magazine municipal de Livry-Gargan.
Logo de la Police municipale de Livry-Gargan.
Logo de l'Établissement public territorial Grand Paris - Grand Est.

## Pour approfondir